# Renaissance florentine dans les arts figuratifs
Vous lisez un « article de qualité » labellisé en 2016.

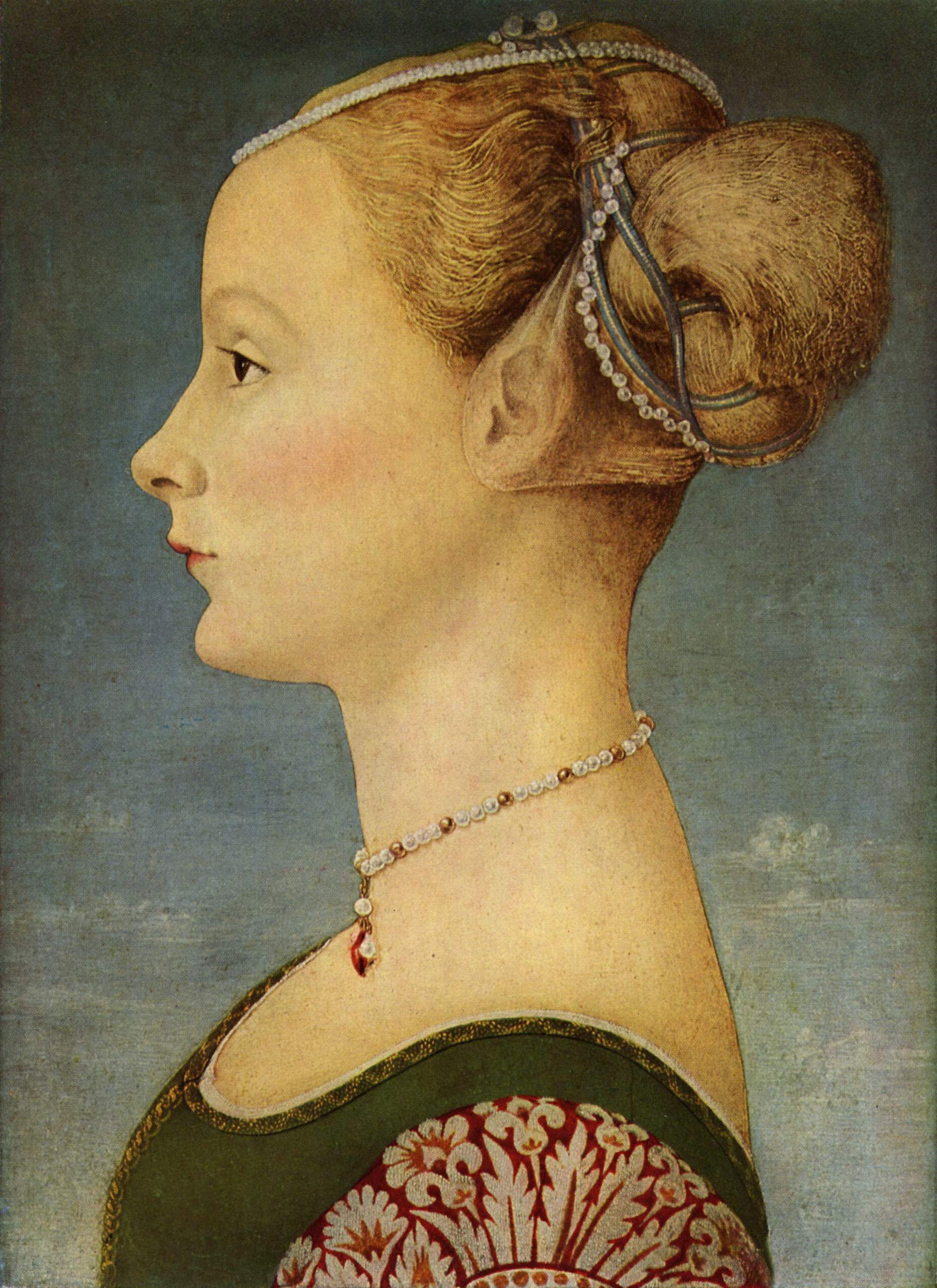
Antonio del Pollaiolo, Portrait de jeune femme (1470-1472), Museo Poldi Pezzoli, Milan.

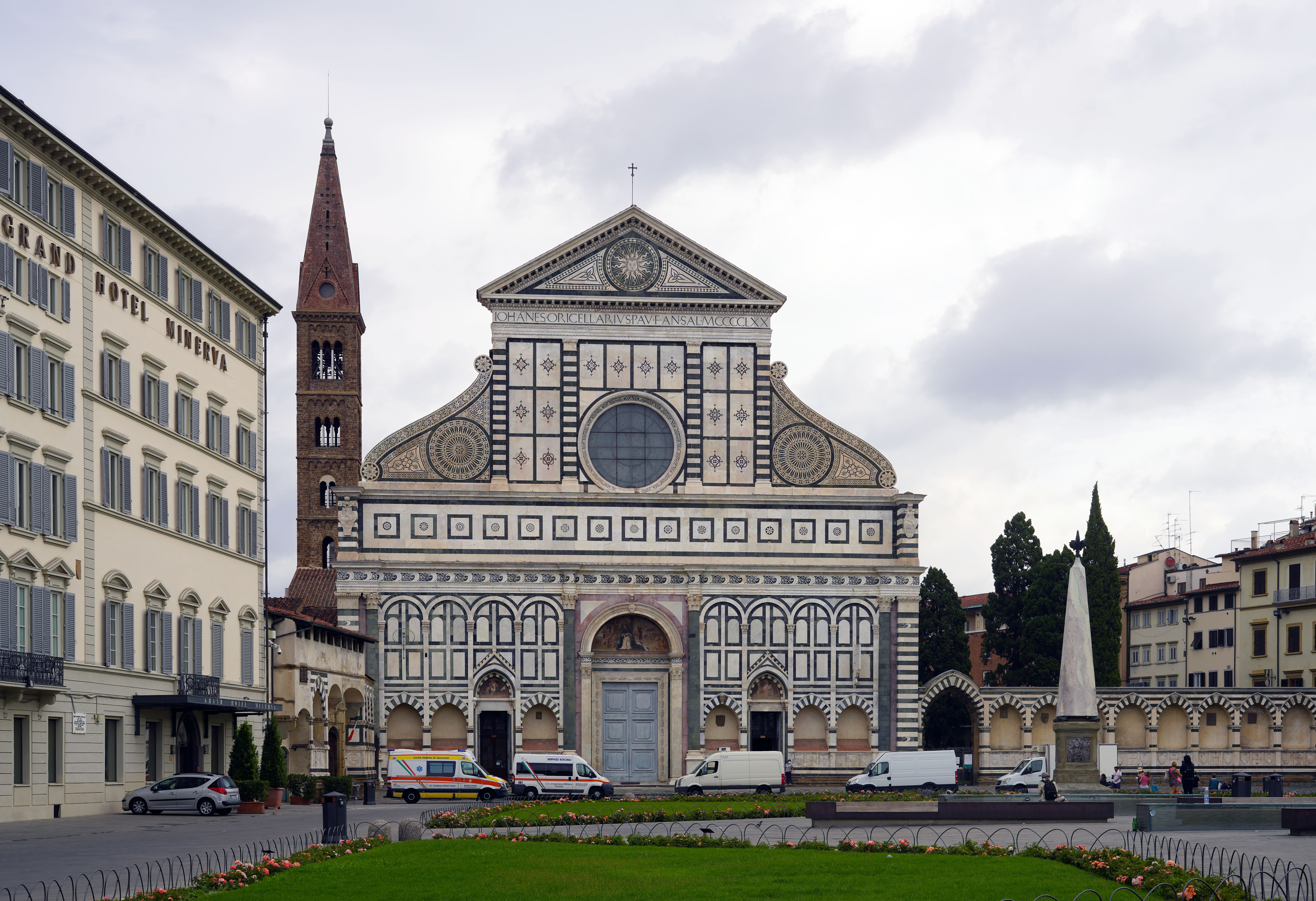
Façade de Santa Maria Novella (1456).

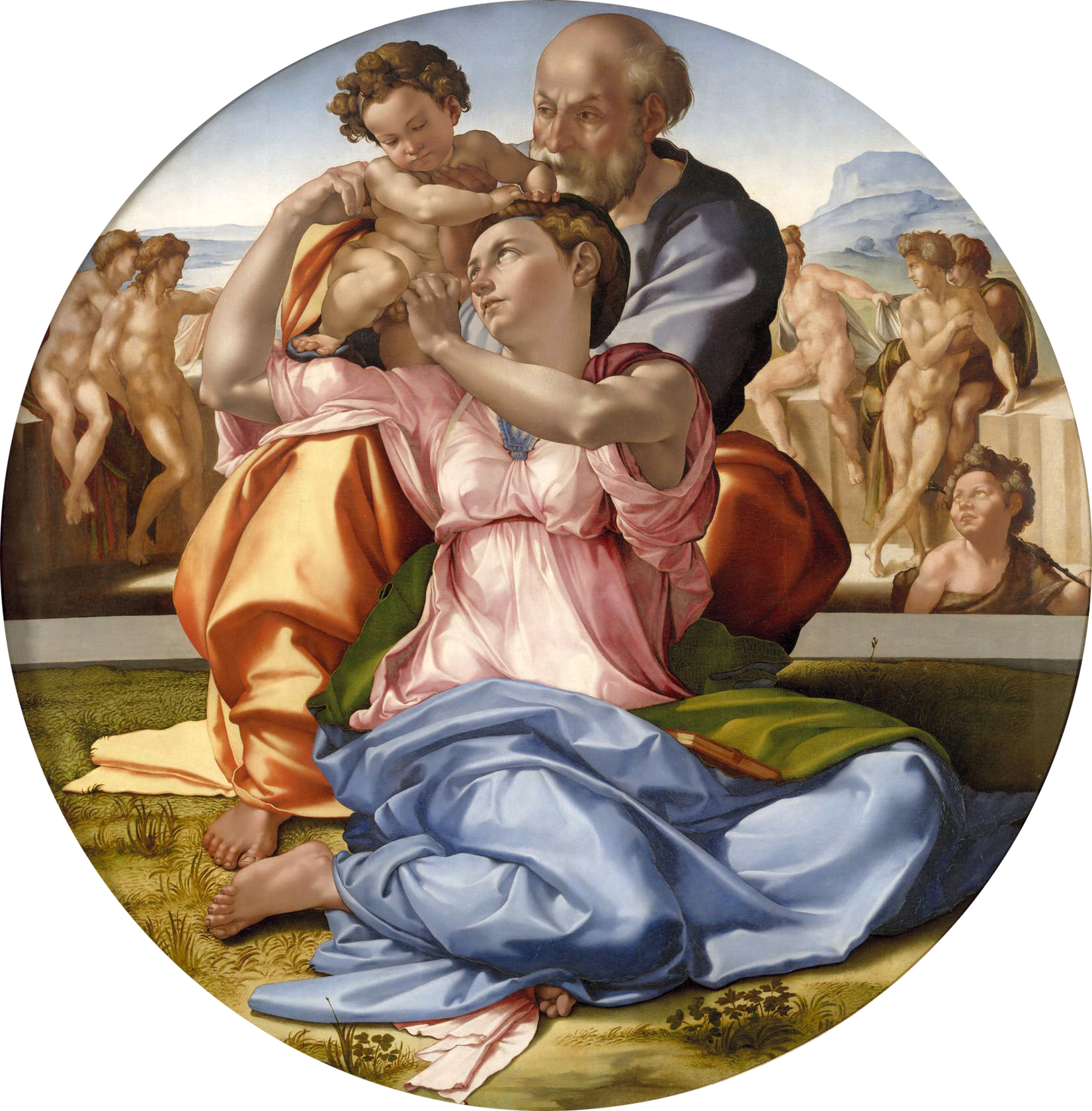
Michel-Ange, Tondo Doni (1503-1504).

La Renaissance florentine dans les arts figuratifs est la nouvelle manière d'aborder les arts et la culture à Florence pendant la période allant approximativement du début du XVe à la fin du XVIe siècle. Ce nouveau langage figuratif est lié à une nouvelle façon de penser l'homme et le monde qui l'entoure à partir de la culture locale et de l'humanisme déjà mis en évidence au XIVe siècle, entre autres par Pétrarque et Coluccio Salutati. Les nouveautés proposées dans les arts figuratifs au tout début du XVe siècle par Filippo Brunelleschi, Donatello et Masaccio n'ont pas été immédiatement acceptées par la communauté et sont restées pendant une vingtaine d'années incomprises et minoritaires par rapport au gothique international.
Par la suite, le langage figuratif de la Renaissance devient progressivement le plus apprécié et se transmet aux autres cours italiennes, dont la cour papale, ainsi qu'aux cours européennes, grâce aux déplacements des artistes d'une cour à l'autre. Des disciples locaux naissent au contact de ces voyageurs.
La Renaissance florentine comporte plusieurs périodes. Jusqu'au milieu du XVe siècle, ce mouvement se diffuse à partir d'approches techniques et pratiques, puis, une deuxième phase couvrant la période du règne de Laurent le Magnifique, de 1450 à 1492, est caractérisée par des apports surtout intellectuels. Ensuite, la troisième phase est façonnée par les préceptes de Jérôme Savonarole qui influence profondément et durablement de nombreux artistes, remettant en cause par l'instauration à Florence d'un état théocratique la liberté de choix. À partir de 1490 jusque 1520, le rinascimento maturo (« Renaissance mûre »), correspond à la période d’« expérimentation » des trois personnages majeurs de la Renaissance : Léonard de Vinci, Michel-Ange et Raphaël. Le maniérisme est la période suivante.

## Contexte historique

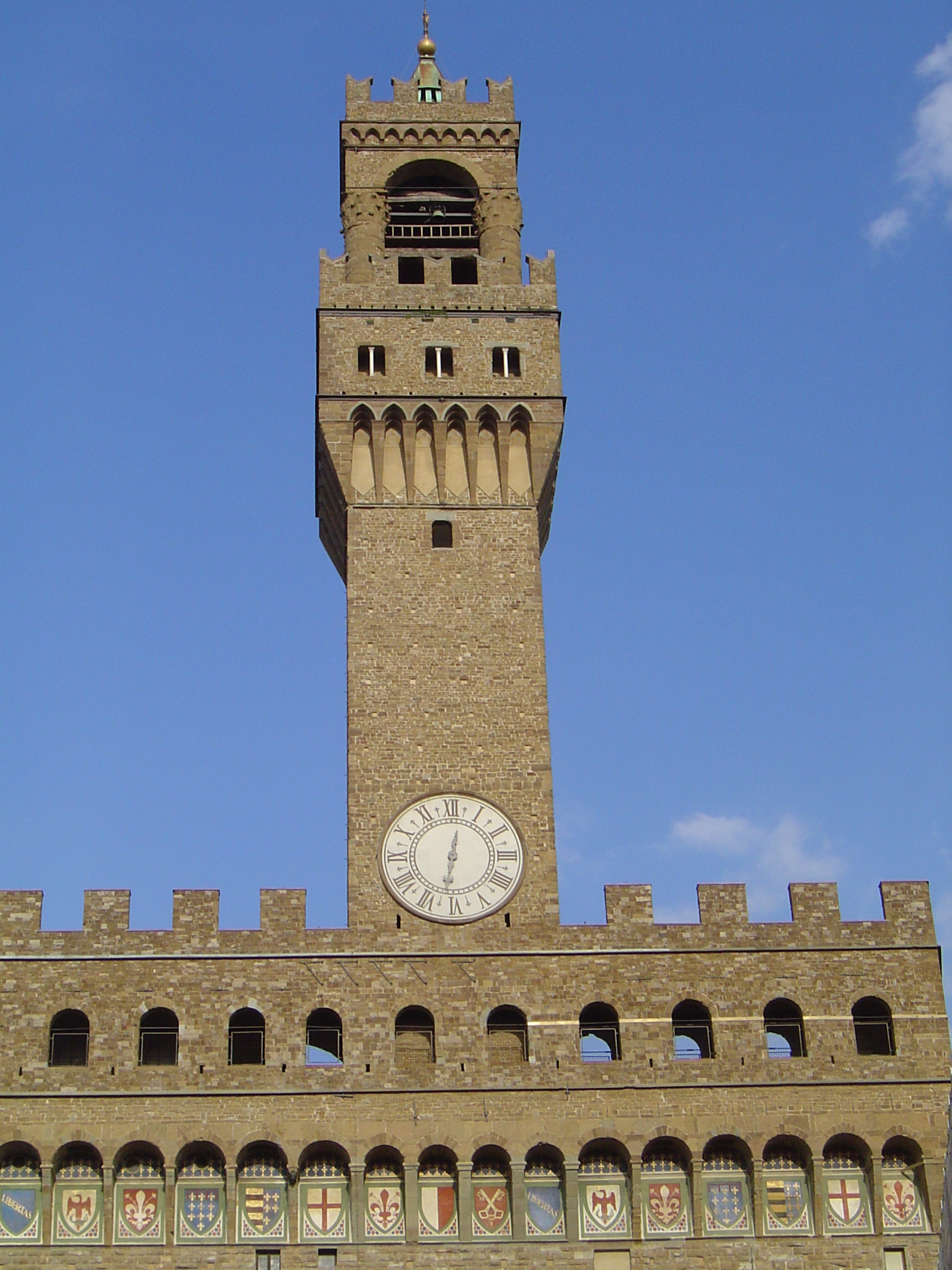
La Torre di Arnolfo et les blasons du Palazzo Vecchio (début du XVe siècle).

### Fin duXIVe- première moitié duXVesiècle
Après la crise économique et sociale de la seconde moitié du XIVe siècle causée par les faillites bancaires, la peste noire, la famine et les guerres civiles culminant avec la révolte des Ciompi de 1378, une reprise économique s'ébauche à Florence. La population commence à croître et sous l'initiative de l'oligarchie bourgeoise, les chantiers publics redémarrent. Au Duomo, en 1391, la construction de la porte de la Mandorla commence. Les Arti décorent en 1404 les niches extérieures d'Orsanmichele.
La reprise est menacée par Gian Galeazzo Visconti, qui assiège Florence dans le but de créer un État national en Italie sous la domination de Milan. Néanmoins, les Florentins tiennent à leur indépendance. Avec la mort de Visconti en 1402 et le relâchement de l'étreinte militaire sur la ville, la reprise économique reprend et Florence conquiert Pise en 1406 et le port de Livourne en 1421. En 1424, Florence subit une défaite contre les Visconti et Lucques. Le poids de la guerre et le coût pour terminer la coupole de Santa Maria del Fiore rendent nécessaires de nouvelles taxes,. Ainsi, en 1427, la Signoria impose le catasto, taxant les familles en fonction de leurs richesses, c'est-à-dire à l'époque en taxant les familles des marchands banquiers,,.

### Seigneurie des Médicis

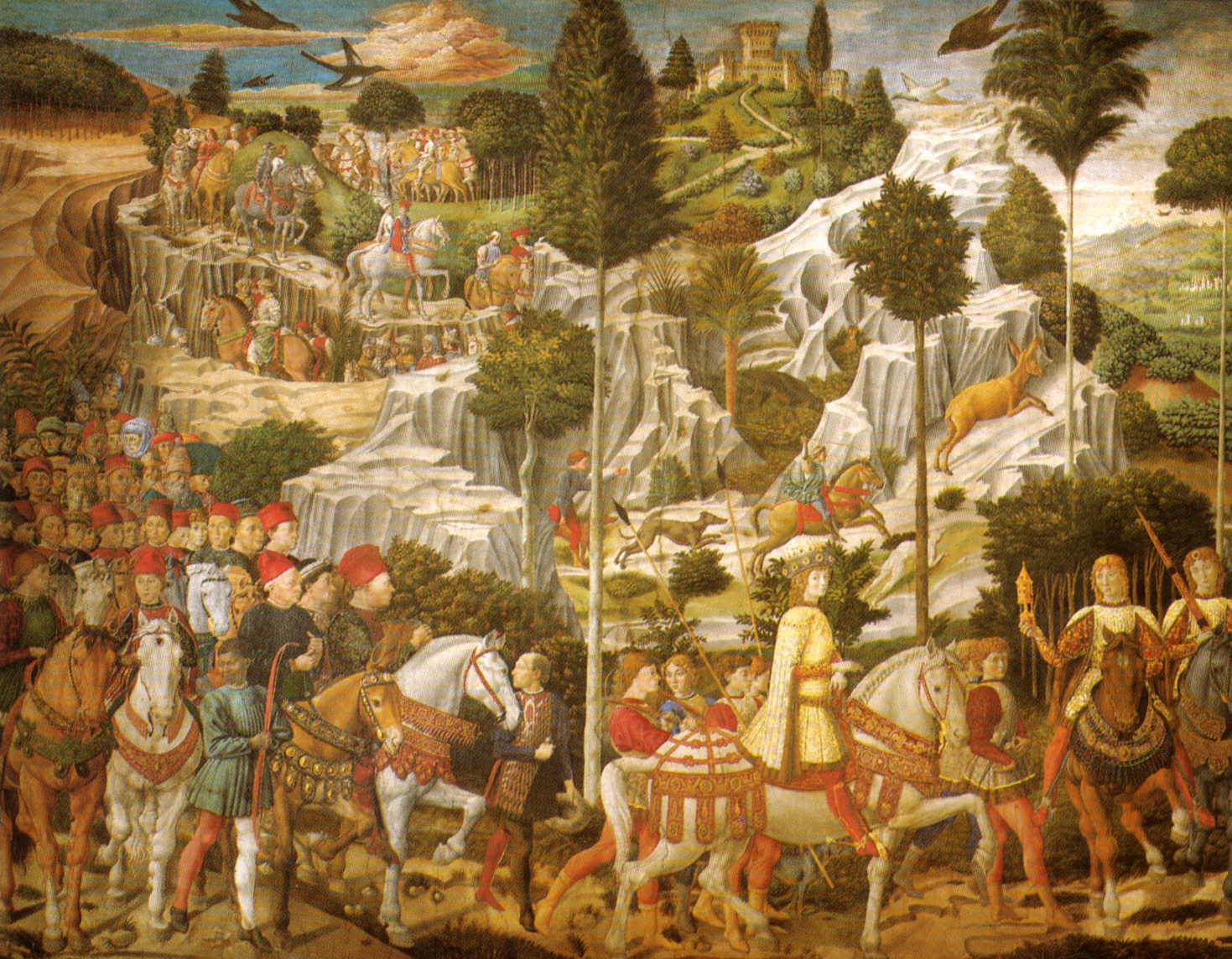
Benozzo Gozzoli, fresques de la Chapelle des Mages (1459), célébration de la puissance de la famille Médicis.

Au cours des années 1430, Cosme de Médicis entame une action politique en faisant intervenir des hommes de confiance, alors qu'il reste en seconde ligne, mais l'affrontement avec les autres puissantes familles de Florence comme les Albizzi et les Strozzi tourne en sa défaveur et il est contraint à l'exil. Néanmoins, le peuple insatisfait chasse ses ennemis et impose son retour. Reçu sous les acclamations, il est surnommé Pater Patriae. À partir de ce moment, les Médicis prennent le pouvoir et le gardent pendant trois siècles.
En 1439, Cosme régnant, le concile qui se tenait à Ferrare est transféré à Florence en raison de la peste. Si ce concile ambitionnait de régler le problème du schisme d'Orient son résultat concret a été très peu visible.
Le règne de Laurent de Médicis, au pouvoir de 1469 à 1492, après un début difficile avec la conjuration des Pazzi, est une période de paix, de prospérité et de raffinement culturel. Florence devient un centre influent qui exporte son art et son savoir-faire dans les autres cours d'Italie et d'Europe en envoyant ses artistes et lettrés en tant que ambascerie culturali (« ambassades culturelles »).
La première décoration de la chapelle Sixtine à Rome est l'œuvre d'un groupe d'artistes florentins, dont Botticelli, Domenico Ghirlandaio et Le Pérugin.
À la mort de Laurent, une époque sombre commence avec l'apparition de Jérôme Savonarole, qui après l'exil de Pierre II de Médicis fait instaurer la République et crée un état d'inspiration théocratique. Ses proclamations depuis le pupitre de la basilique Saint-Marc influencent profondément la société florentine qui, craignant la crise politique qui traverse la péninsule italienne, se tourne vers une religion plus austère et intégriste, contrastant avec les idéaux humanistes inspirés du monde classique qui avaient traversé la période précédente. De nombreux artistes comme Botticelli et le jeune Michel-Ange abandonnent les créations d'« inspiration profane », détruisant parfois, comme fra Bartolomeo et Botticelli, des productions antérieures, brûlées sur le bûcher des vanités.
L'affrontement de Savonarole et du pape Alexandre VI met un terme à l'influence du moine condamné comme hérétique et brûlé sur la piazza della Signoria en 1498. Dès lors, la situation sociale devient encore plus confuse et de nombreux artistes quittent la ville.
Entre-temps, le fils de Laurent le Magnifique, Jean, devenu cardinal, intimide la population avec les exactions du sac de Prato (1512) et se fait remettre les clés de la ville. Devenu pape sous le nom de Léon X (1513), il gouverne la ville depuis Rome par l’intermédiaire des membres de sa famille.
En 1527, le sac de Rome est l'occasion d'une nouvelle rébellion. Le siège de Florence de 1529-1530 met fin à la République florentine qui devient un duché sous Cosme Ier de Toscane, devenu grand-duc après la conquête de Sienne, faisant de Florence la capitale de la Toscane.

### Influence des corporations
Les Médicis sont des banquiers et non des soldats élevés dans les idéaux chevaleresques, et bon nombre de leurs commandes sont plus délibérément aristocratiques que celles de leurs équivalents princiers. Plusieurs des savoirs qui ont contribué à donner sa forme distincte à l'art florentin, comme les mathématiques pratiques, les lettres et les nombres, sont des produits de l'éthique mercantile de Florence. Les corporations qui représentent ces intérêts, des marchands de soie et de laine aux tailleurs de pierre et aux sculpteurs sur bois, commandent la plupart des ouvrages publics des premières décennies du XVe siècle, en les soumettant à un contrôle rigoureux. Tout comme les princes, elles rivalisent de prestige l'une avec l'autre, aux côtés des riches entrepreneurs florentins qui construisent des palais et des chapelles privées de plus en plus élaborés.

## Caractéristiques

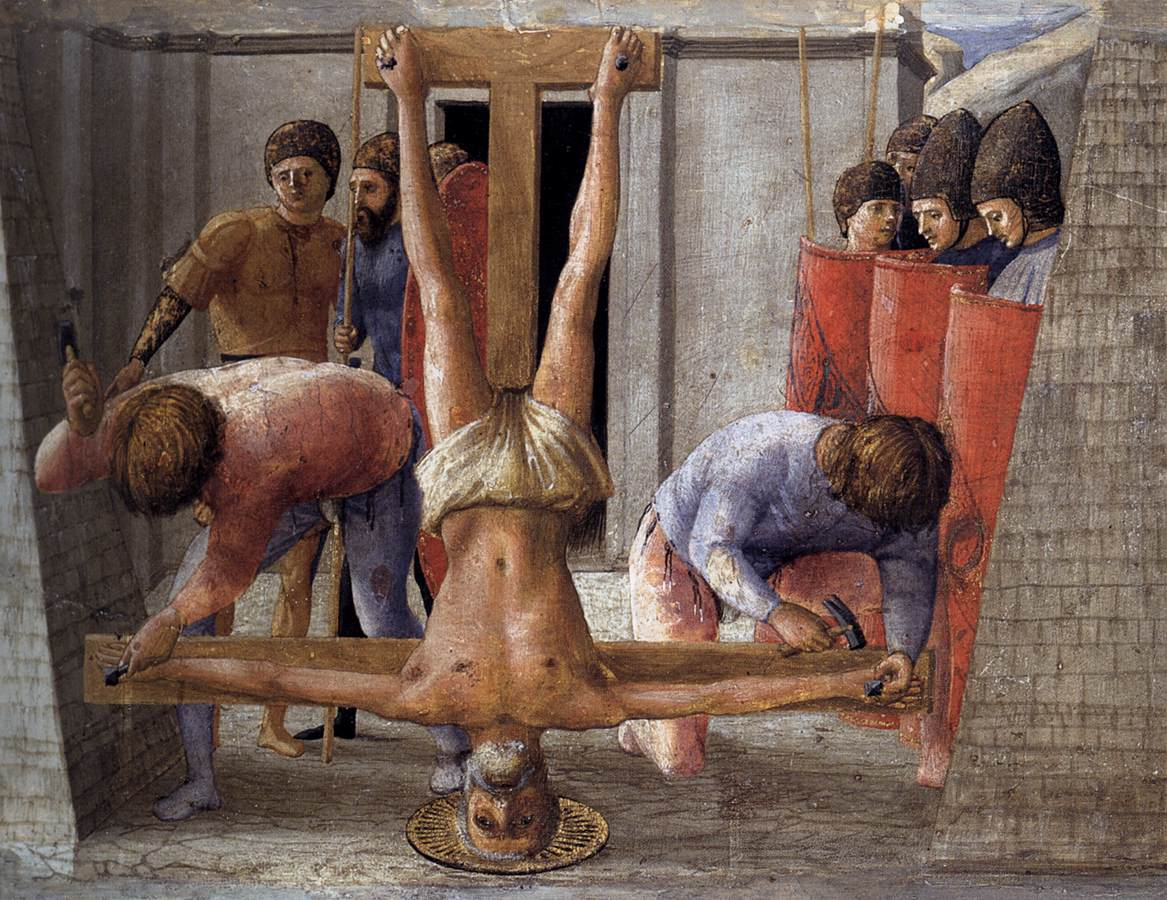
Masaccio, Crucifiement de saint Pierre du polyptyque de Pise.

Les principales caractéristiques du nouveau style sont à chercher dans une formulation des règles de la perspective qui sert à organiser l'espace, dans l'attention portée à l'homme en tant qu'individu, concernant aussi bien l'anatomie, la physionomie que la représentation des émotions et dans le rejet des éléments décoratifs avec une concentration sur l'essentiel,.
Parmi ces caractéristiques, la plus importante est probablement la perspective monofocale centrée, construite selon une méthode géométrique mise au point au début du siècle par Filippo Brunelleschi,. Son utilisation nécessite uniquement des connaissances de base en géométrie, ce qui explique probablement son succès. À l'unisson avec la mentalité de l'homme de la Renaissance, la perspective permet l'usage rationnel de l'espace selon des critères établis par l'artiste, les choix qui déterminent les règles étant subjectifs, comme le point de fuite, la distance du spectateur et la hauteur de l'horizon,,,.

## Pionniers (1401)
À l'aube du XVe siècle, pendant que le gothique international est de mode en Italie et en Europe, un débat sur deux courants artistiques antagonistes a lieu à Florence : l'un est porté à accepter le style gothique adapté à la tradition locale, l'autre est tourné vers la réappropriation de la manière plus rigoureuse des Anciens, restaurant le lien original romain de Florentia,,.
Ces deux tendances sont visibles dans le chantier de la porte de la Mandorle (1391), où, à côté des spirales et ornements gothiques, figurent, sur les chambranles, des figures solidement modelées selon le style antique.
Le concours pour la porte nord du baptistère de Florence, patronné par l'Arte di Calimala en 1401, organisé pour désigner l'artiste qui la réalisera, met encore plus en évidence ces deux tendances. Le cahier de charges prévoit la réalisation d'une formalla, un bas-relief représentant le Sacrifice d'Isaac. À ce concours prennent part entre autres Lorenzo Ghiberti et Filippo Brunelleschi, dont les panneaux finalistes nous sont parvenus.
La réalisation de Ghiberti comporte des figures modelées selon un style helléniste, avec l'abandon de la beauté physique, de la perfection, sans expression ni implication, tandis que celle de Brunelleschi s'inspire du style antique à la façon de Giovanni Pisano, une scène de forme pyramidale, l'attention attirée au croisement des lignes perpendiculaires des mains d’Abraham, de l'ange, et du corps d'Isaac, point central de la scène, selon une expressivité moins élégante mais plus perturbatrice.
Le concours est remporté par Ghiberti, témoignant ainsi que le moment n'est pas encore propice au changement proposé par Brunelleschi.

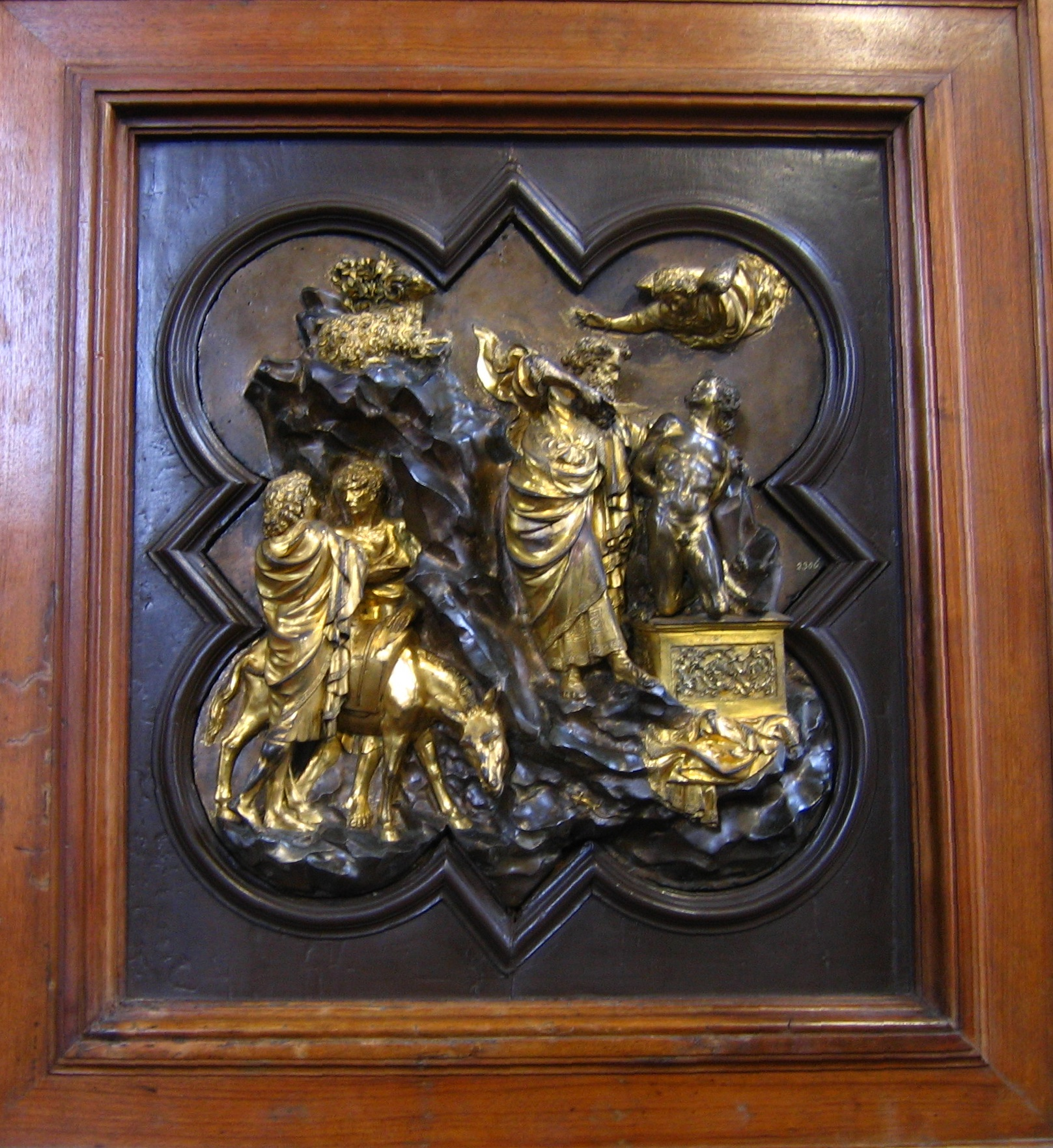
Le Sacrifice d'Isaac, Ghiberti (1401), Musée du Bargello.
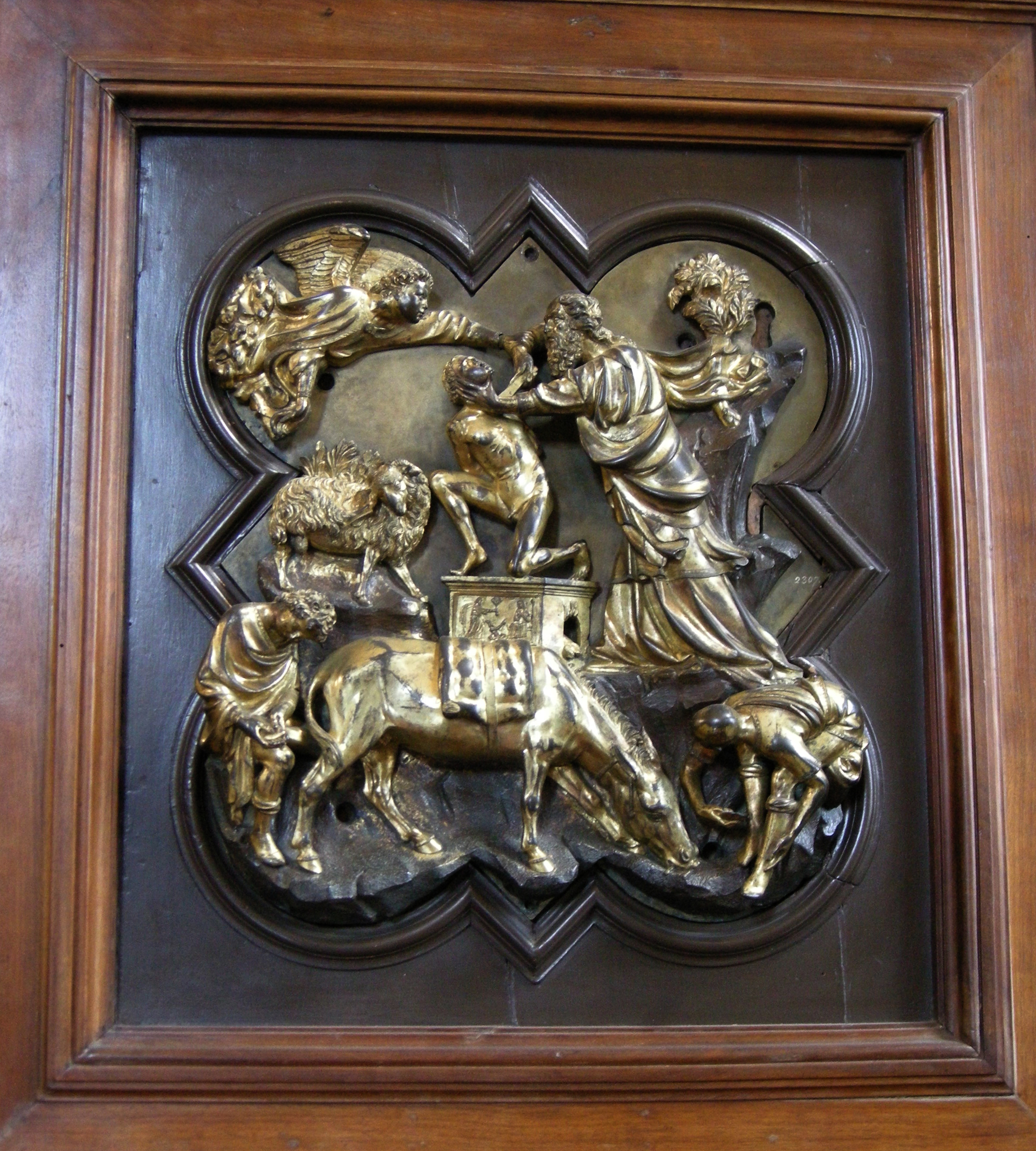
Le Sacrifice d'Isaac, Brunelleschi (1401), Musée du Bargello.

## Naissance et développement (1410-1440)
La première phase de la Renaissance qui se développe dans les années 1430 et 1440 est une période d’expérimentation, caractérisée par une approche technique et pratique où les innovations et progrès sont repris par les artistes locaux.
La première discipline qui développe ce nouveau langage artistique est la sculpture. La présence sur place d'œuvres antiques a facilité cet essor. Déjà au cours des années 1410-1420, le sculpteur Donatello développe un style original inspiré de l’Antiquité,, suivi par l'architecture dominée par la figure de Filippo Brunelleschi. Les premiers travaux du nouvel Hôpital des Innocents et de la Sagrestia Vecchia de San Lorenzo remontent à 1419. Enfin la peinture est dominée par Masaccio, actif de 1422 à 1428,,.
Les meilleures réalisations sont issues de compétitions artistiques entre artistes sollicités pour travailler « face à face » sur des sujets identiques ou semblables comme les crucifix de Brunelleschi et Donatello, les cantorie du Duomo de Donatello et Luca della Robbia et les histoires peintes à fresque de la Chapelle Brancacci de Masaccio, Masolino et Filippino Lippi.

### Sculpture

#### Deux crucifix

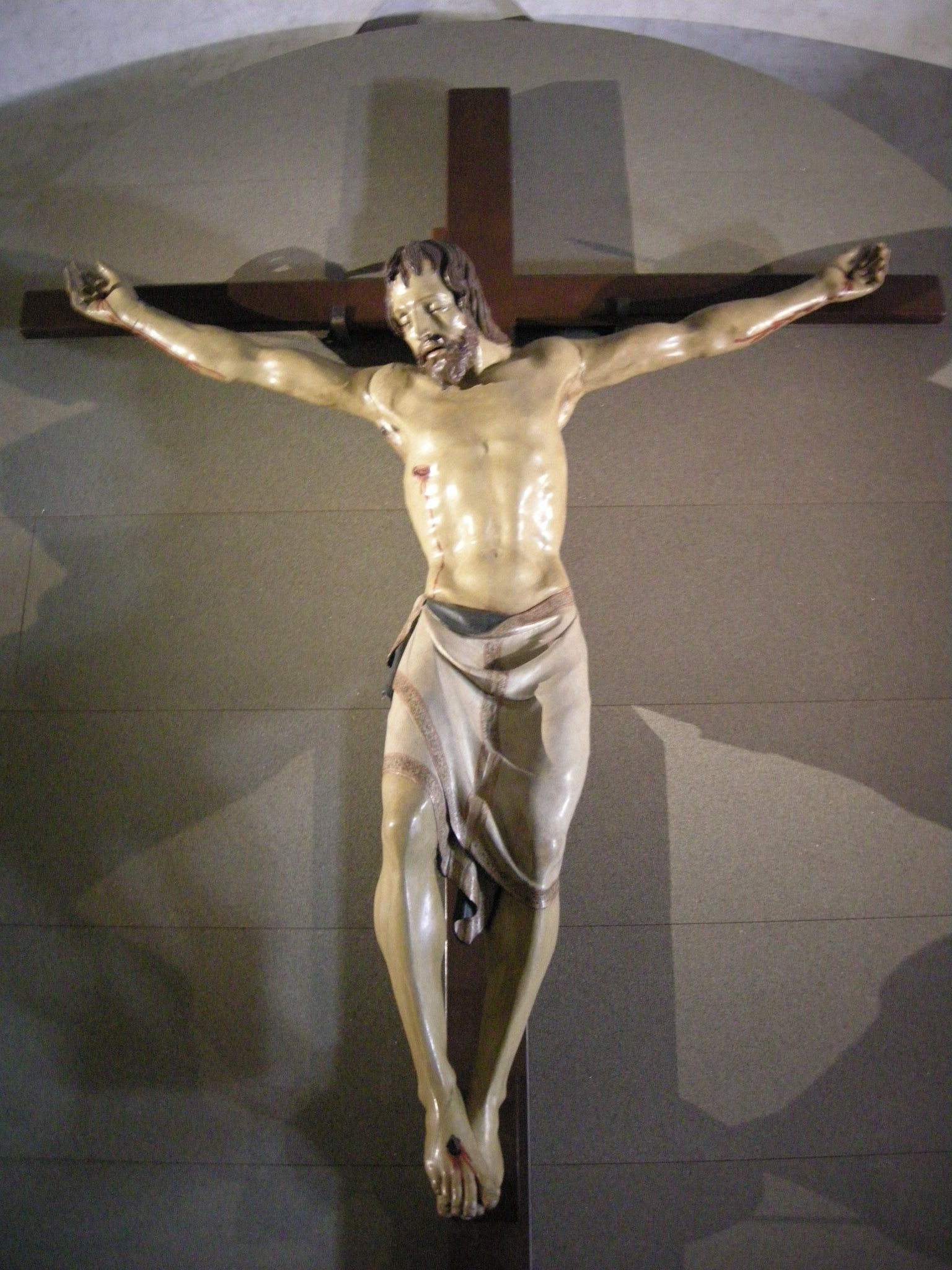
Crucifix de Donatello (v. 1406-1408), basilique Santa Croce.
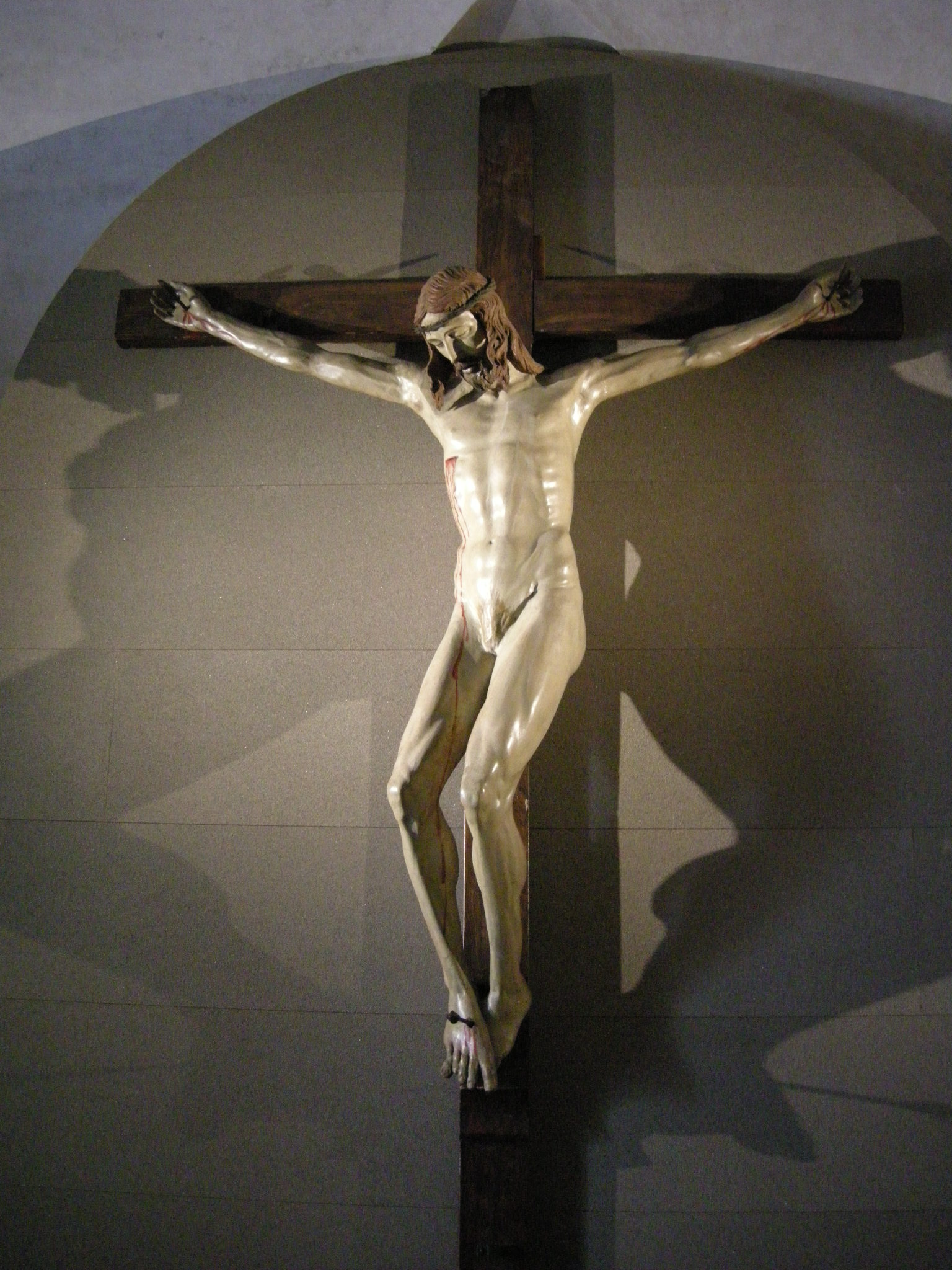
Crucifix de Brunelleschi (v. 1410-1415), basilique Santa Maria Novella.

Brunelleschi et Donatello sont deux artistes qui ont rapidement assimilé les concepts du nouveau langage artistique. Brunelleschi était plus âgé d'environ dix ans et il est probablement le guide et un stimulateur pour son jeune collègue avec lequel il se rend à Rome en 1409, où ils étudient les œuvres antiques et cherchent à découvrir les techniques qui ont permis de telles créations. Malgré leur convergence de pensée, la différence de tempérament et de sensibilité fait que leurs œuvres artistiques présentent des caractéristiques bien différentes,.
Un exemple en est la comparaison de deux crucifix en bois, au centre d'une anecdote racontée par Giorgio Vasari qui voit la critique de Brunelleschi envers le Crucifix de Santa Croce de Donatello et par sa réponse par le Crucifix de Santa Maria Novella qui laisse son collègue choqué.
En réalité, il semble que les deux œuvres n'ont pas été réalisées à la même période et le décalage serait d'une dizaine d'années, mais néanmoins l'anecdote reste éloquente.
Le Crucifix de Donatello est centré sur la souffrance humaine, privilégiant l’esthétique : les contractions musculeuses soulignent le moment de l'agonie et le corps est pesant et sans grâce mais dégage une vigoureuse énergie.
Le Crucifix de Brunelleschi, au contraire, est plus idéalisé et calibré, la perfection des formes faisant écho à la perfection divine du sujet.
Les proportions sont étudiées avec soin : l'envergure des bras ouverts est la même que la hauteur de la figure, l'arête du nez pointe vers le barycentre du nombril, rappelant la typologie du crucifix de Giotto, mais avec une légère torsion vers la gauche créant ainsi divers « points de vue », générant de l'espace autour de lui, invitant le spectateur à faire un parcours semi-circulaire autour de la figure.
Selon l'historien de l'art Luciano Bellosi, le Crucifix de Brunelleschi serait « la première œuvre de style Renaissance de l'histoire de l'art » et un point de référence pour les évolutions ultérieures de Donatello, Nanni di Banco et Masaccio.

#### Orsanmichele
En 1406, les Arti sont chargées de décorer les niches externes de l'église d'Orsanmichele avec les statues de leurs saints protecteurs. Le chantier s'ajoute à celui de Santa Maria del Fiore, qui à l'époque est réalisé selon un style proche de celui de Lorenzo Ghiberti, lequel mélange des éléments gothiques à des éléments antiques accompagnés de mouvements naturels et souples laissant une place modérée à l'expérimentation.
C'est dans ce milieu que se forment Donatello et Nanni di Banco, un peu plus jeune. Une collaboration s'instaure entre les deux artistes.
Entre 1411 et 1417, les deux travaillent à Orsanmichele, rendant possible une comparaison entre leurs principales œuvres et leurs caractéristiques propres.
Les deux artistes réfutent les concepts gothiques, s'inspirant plutôt de l'art antique. Ils placent librement les figures dans l'espace, amplifiant la force plastique et le rendu physionomique.
Néanmoins, Nanni di Banco reproduit des portraits romains impériaux dans Quatre Saints couronnés (1411-1414). Donatello réalise une figure « retenue », mais énergique et vivace, comme si elle allait bondir d'un moment à l'autre dans Saint Georges (1415-1417). Cet effet est obtenu par les formes géométriques et compactes qui composent la statue. Le triangle formé par les jambes écartées « façon compas », par les ovales du blason et de la cuirasse, par le léger écart latéral de la tête en direction opposée à celle du corps, par le détail des tendons du cou, par les sourcils froncés et par le contraste des yeux profonds.
Dans le bas-relief Saint Georges libère la Princesse, au pied du tabernacle, Donatello sculpte un des premiers exemples de stiacciato et une des plus anciennes représentations de perspective linéaire centrale.
À la différence de Brunelleschi dont la perspective est un moyen de fixer a posteriori la spatialité, Donatello place le point de fuite derrière les personnages afin de mettre en évidence le centre de l'action en créant un effet contrastant, comme si l'espace s'évidait derrière les personnages.

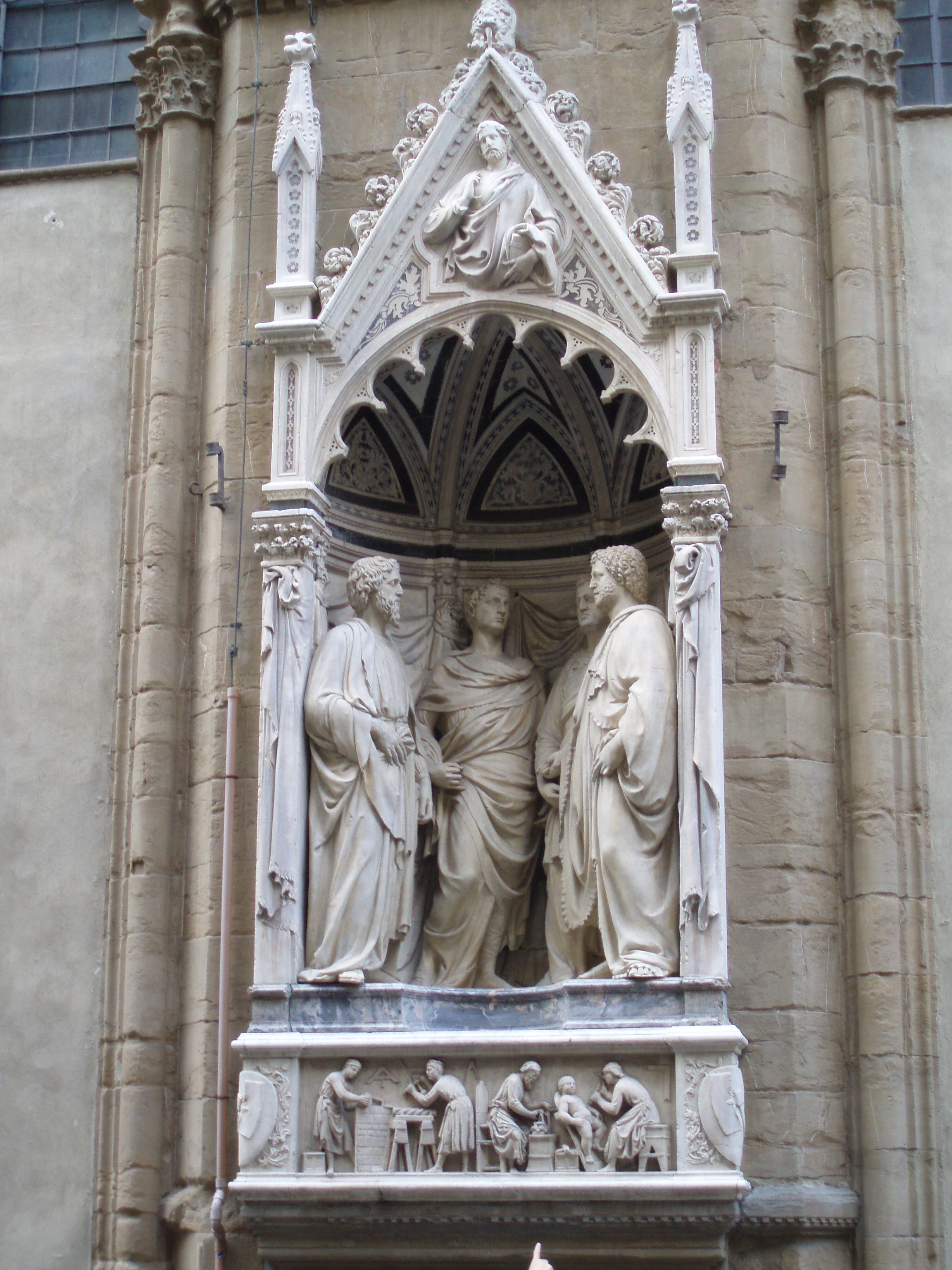
Nanni di Banco, Quatre Saints couronnés (1411-1414).
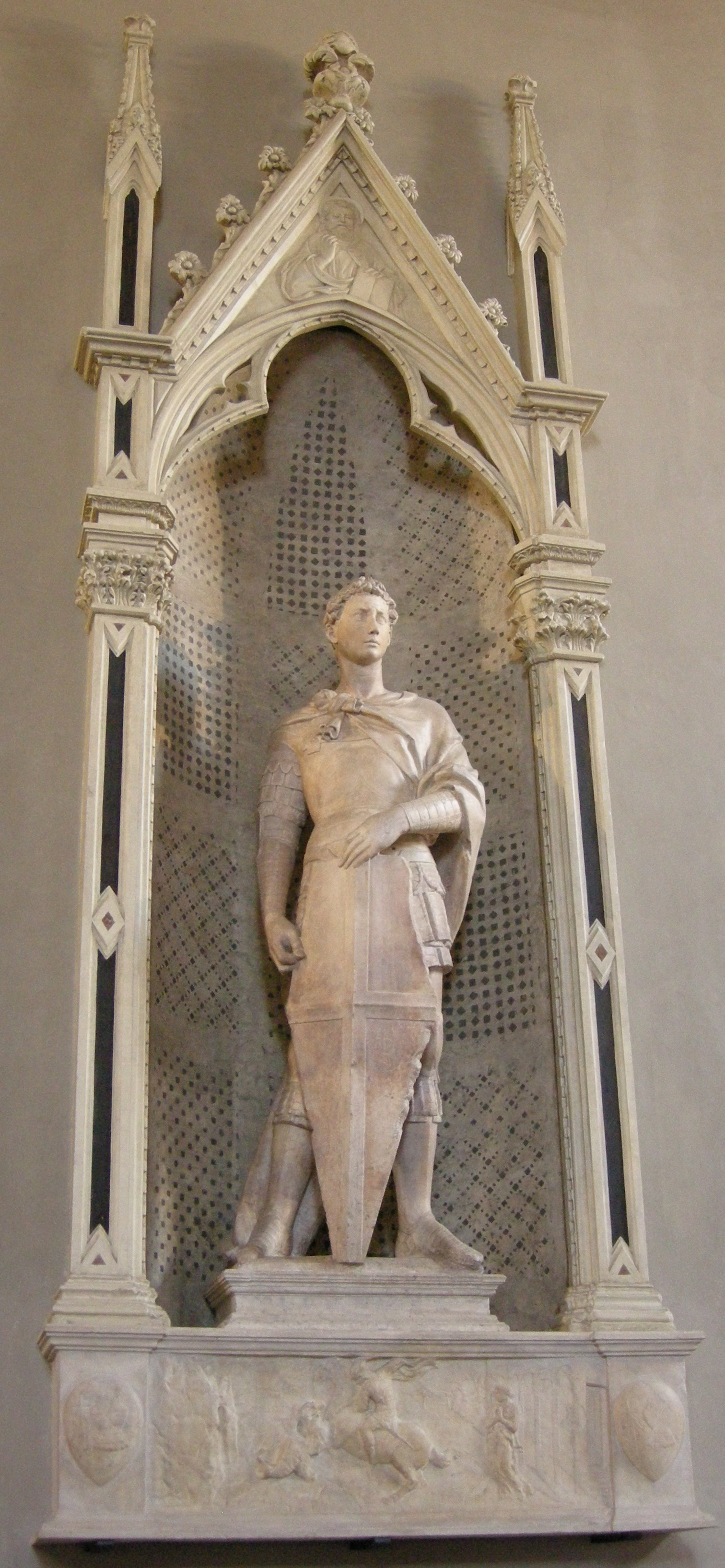
Donatello, Saint Georges (1415-1417).
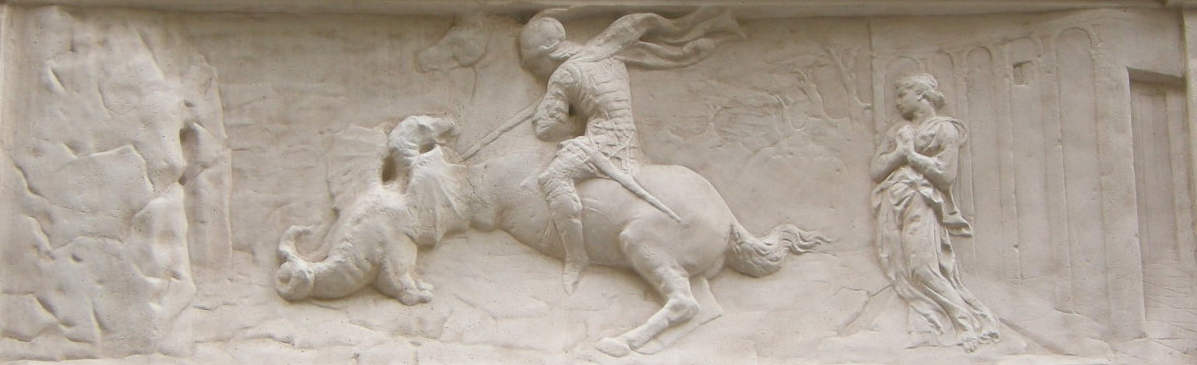
Saint Georges libère la Princesse.

#### Cantoriedu Duomo
Au cours des années 1430, la réalisation des deux cantorie pour le Duomo Santa Maria del Fiore marque le passage de témoin entre les deux styles artistiques. En 1431, une cantoria est commandée à Luca della Robbia et en 1433 une seconde de mêmes dimensions à Donatello,.
Luca della Robbia, qui, à l'époque, est âgé d'une trentaine d'années, sculpte une tribune des chantres classique de six panneaux, quatre autres situées entre les corbeaux. Les bas-reliefs décrivent le Psaume 150, dont le texte est inscrit en lettres majuscules sur les bandes, en haut, en bas et sous les corbeaux. Les groupes de jeunes sculptés qui chantent, dansent et jouent ont la classique beauté ordonnée qui animée par leur position naturelle exprime les sentiments de manière calme et sereine.
Donatello, revenu d'un second voyage à Rome (1430-1432), s'inspire des œuvres paléochrétiennes et romanes, créant une frise continue séquencée de petite colonnes où des putti dansent frénétiquement sur l'arrière-plan décoré de mosaïques. La construction avec des petites colonnes en avant-plan crée une sorte de scène délimitée par la frise qui court en s'appuyant sur les lignes diagonales qui contrastent avec les lignes droites et perpendiculaires de l'architecture de la cantoria. Le mouvement est accentué par les couleurs des tesselles à fond d'or qui incrustent le fond et tous les éléments architecturaux.
Le résultat est une exaltation du mouvement et de l'expression devenant la caractéristique du style de Donatello que l'artiste portera à Padoue en 1443.

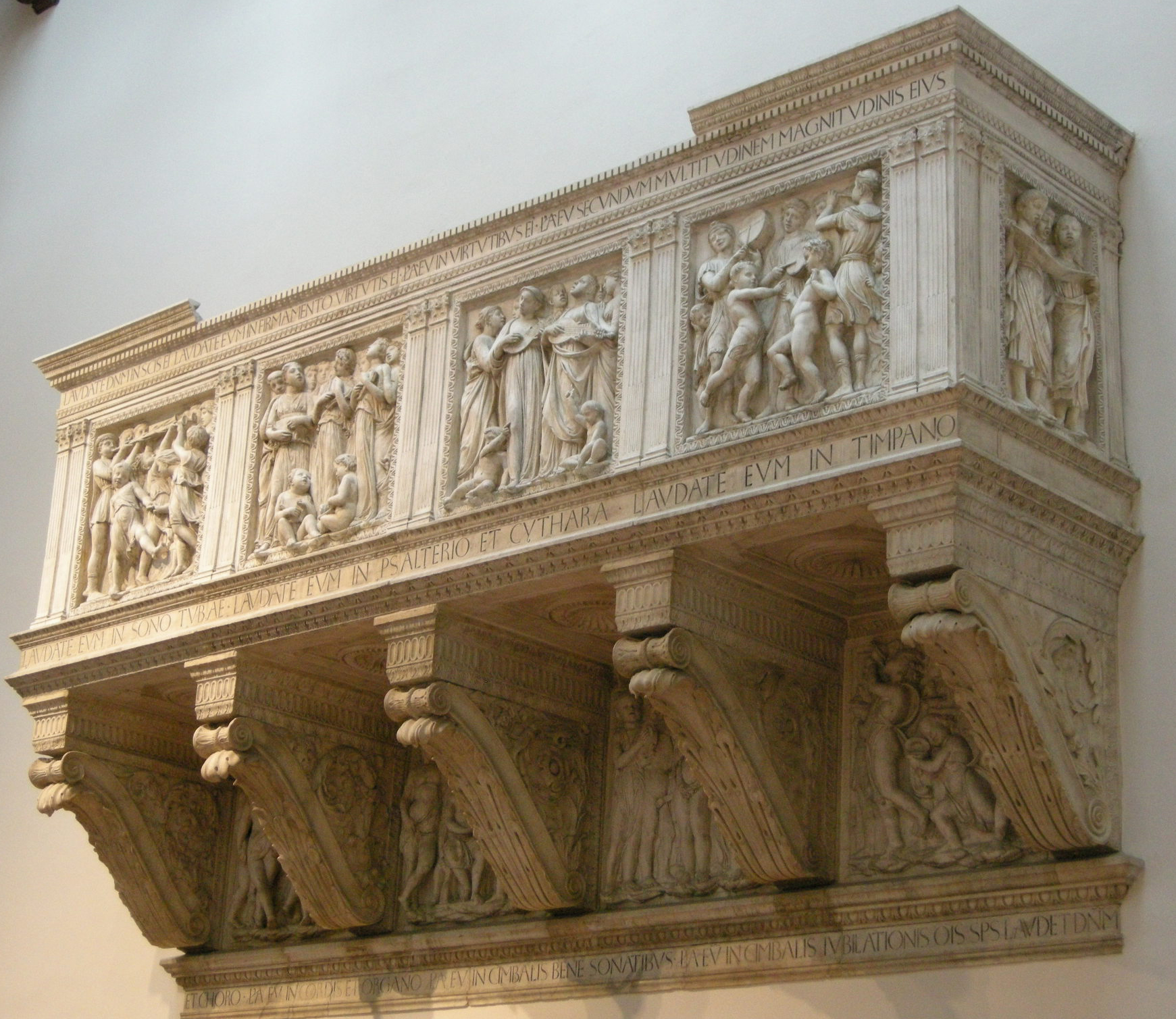
Cantoria de Luca della Robbia (1431-1438), Museo dell'Opera del Duomo, Florence.
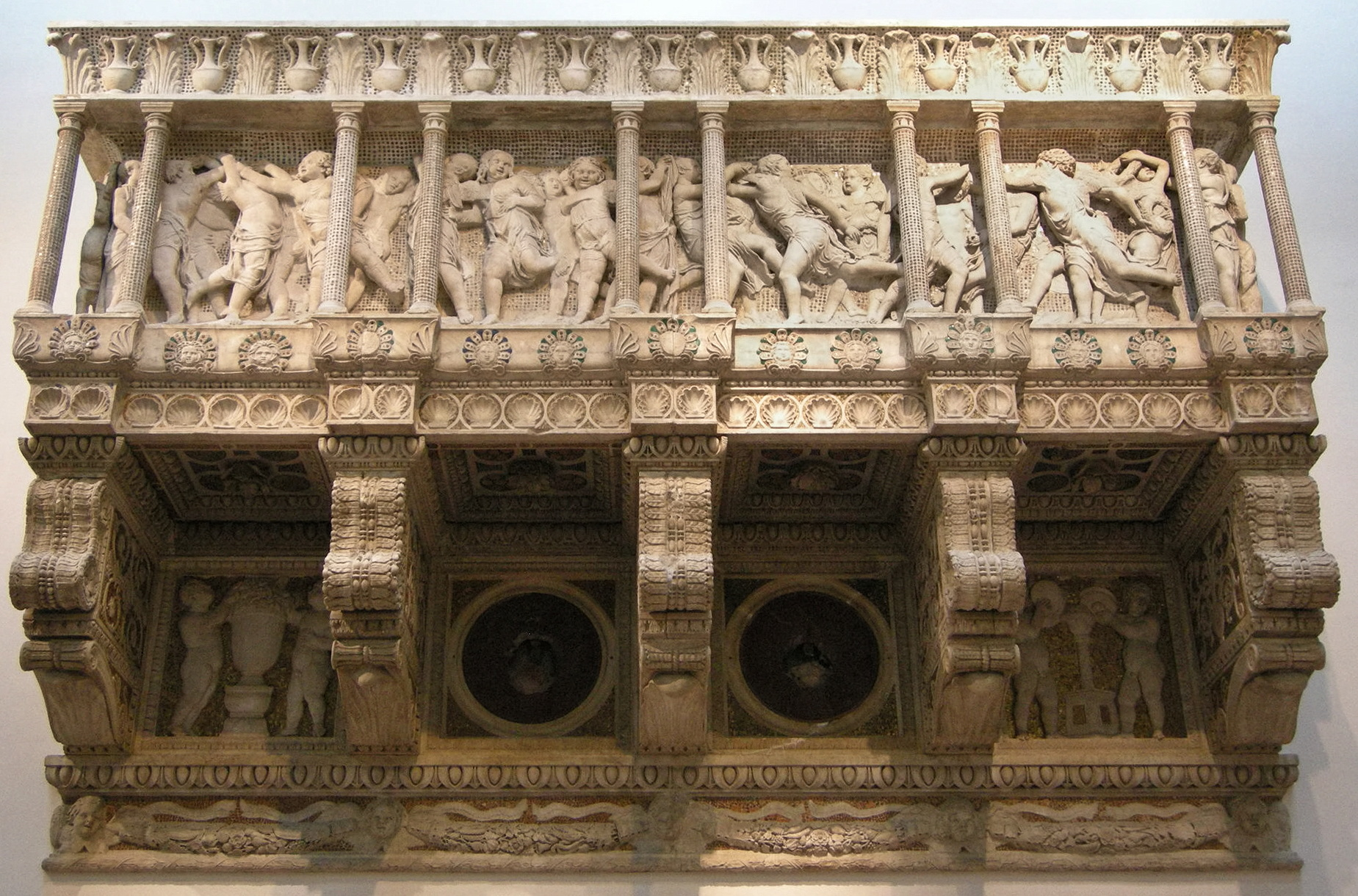
Cantoria de Donatello (1433-1438), Museo dell'Opera del Duomo, Florence.

### Architecture
Filippo Brunelleschi est une figure de proue de la première Renaissance florentine. D'abord actif comme sculpteur, il s'adonne à l'architecture à partir de la première décennie du XVe siècle en mettant à profit ses voyages à Rome pour affiner ses observations sur l'architecture des monuments antiques, afin d'en tirer des règles pratiques de construction. Il est d'abord engagé par la République florentine pour des ouvrages militaires comme les fortifications de Staggia et de Vicopisano, puis se focalise sur le problème de la coupole de Santa Maria del Fiore.
Dans son œuvre architecturale, il aborde les questions technico-structurelles en les associant strictement avec les caractéristiques stylistiques des formes.
La pietra serena de couleur grise est par exemple employée pour les membrures architecturales et contraste avec l'enduit clair des parois.
Il utilise les éléments classiques inspirés des ordres architecturaux, se concentrant seulement sur quelques modules associés de diverses manières afin d'éviter la répétition, s'opposant aux mille facettes de l'architecture gothique. La clarté de son architecture est fonction d'un mariage harmonique précis des diverses parties de l'édifice, qui ne vient pas des formes géométriques, mais émerge de la répétition simple et intuitive de la mesure de base, souvent les dix braccia florentins, dont les multiples et sous-multiples génèrent toutes les dimensions utiles. Le Spedale degli Innocenti (1419-1428) par exemple possède un portique à arcs en plein cintre soutenus par des colonnes qui forment neuf travées à plan carré. Le module de base est celui de la longueur de la colonne qui détermine aussi bien la portée que la profondeur. L'espace apparaît ainsi clair et mesurable à l’œil nu, selon un rythme harmonieux qui est mis en évidence par quelques éléments décoratifs.
En 1421, Brunelleschi réalise, pour la basilique San Lorenzo, la chapelle nobiliaire appelée Vieille Sacristie, avant la construction par Michel-Ange, en 1521, de la Nouvelle Sacristie. Il s'agit du premier édifice de la Renaissance à plan central : un cube surmonté d'une coupole hémisphérique à ciel figuré dont les voûtains reposent sur des pendentifs.
En 1425, il entreprend la reconstruction de l'église San Lorenzo en adoptant un plan basilical à trois nefs.
Néanmoins, l'élément majeur de son œuvre est la coupole du Duomo de Florence,, travail initié par les successeurs de Giotto et dont il a ressaisi les rênes : témoignage de son savoir-faire architectural, par ses dimensions, les techniques employées et la qualité du travail effectué, elle met en jeu sa conception d'un espace ouvert et « décomposé de façon rationnelle ».

Vue de la coupole de Santa Maria del Fiore depuis le campanile de Giotto.
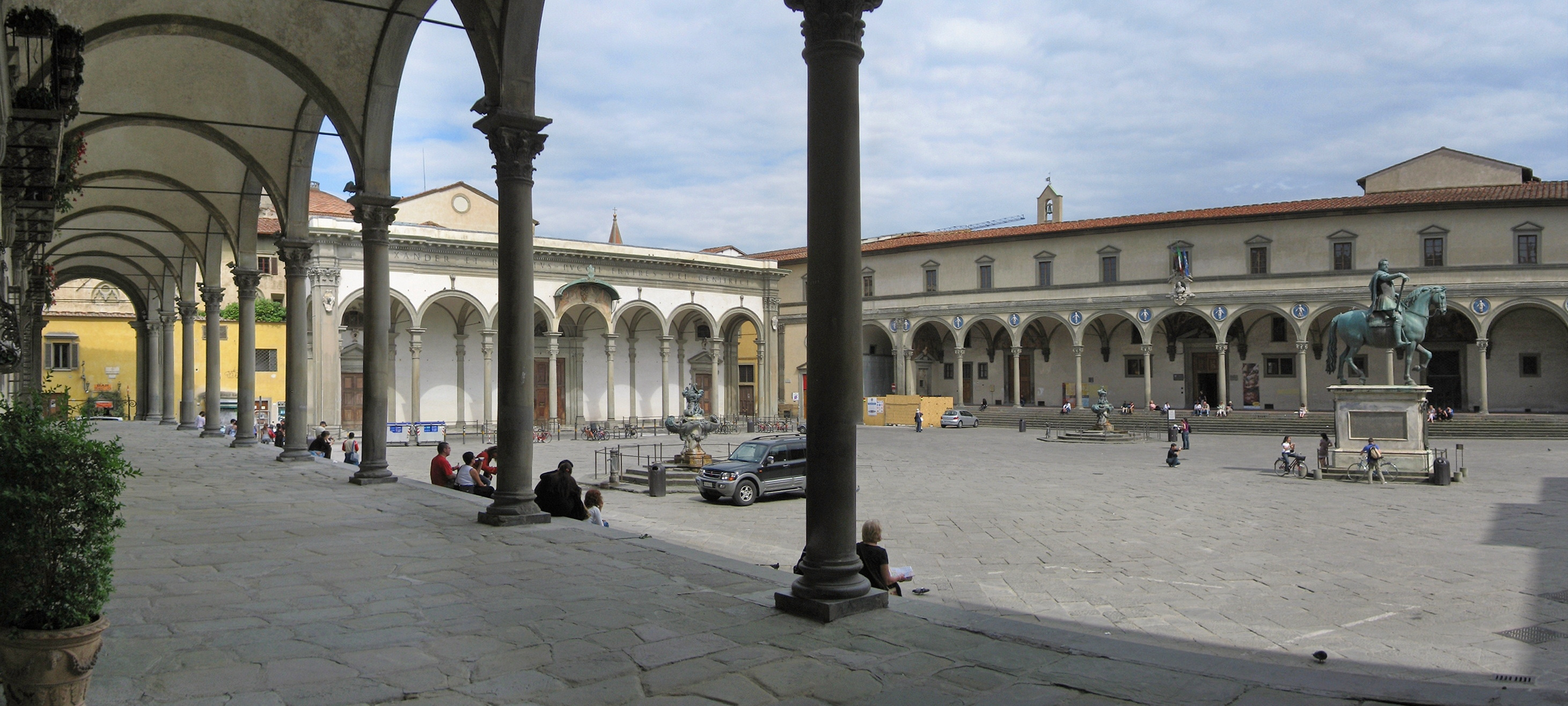
Le Spedale degli Innocenti place Santissima Annunziata.

### Peinture

#### Masaccio
| - Péché originel (Masolino) - Adam et Ève chassés de l'Éden (Masaccio). |

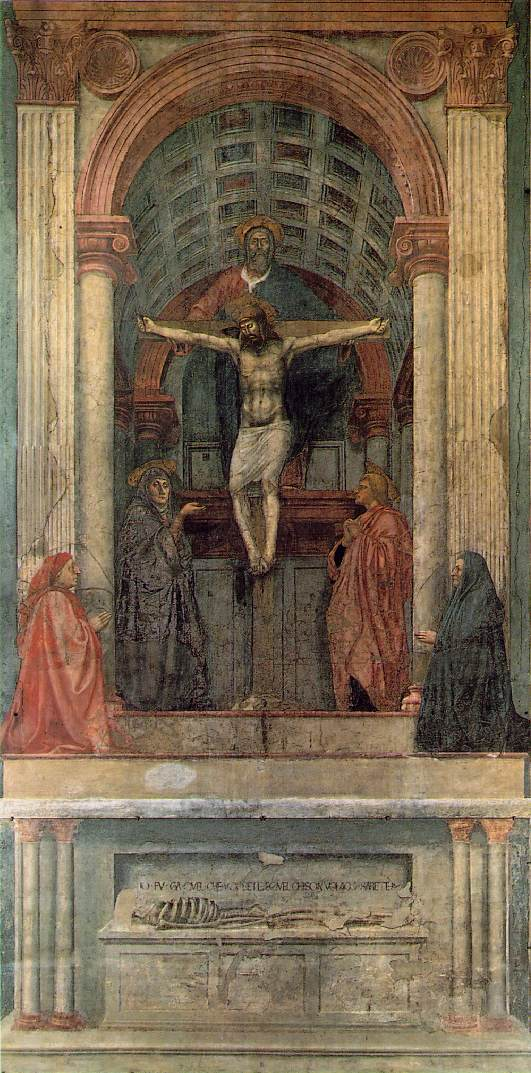
Masaccio, Le Trône de grâce ou La Trinité, 1425
crucifixion en Trinité verticaleSanta Maria Novella.

En peinture, Masaccio, dont l'activité est concentrée sur un court laps de temps allant de 1422 à 1428, est un personnage important de la Renaissance florentine.
En 1417, il est présent à Florence où il fait la connaissance de Brunelleschi et Donatello. Sur la base de leurs apports concernant l'occupation de l'espace et la force de l'expression plastique, il révise l'œuvre de Giotto, comme mis en évidence dans son premier travail connu, le Triptyque de San Giovenale (1422). Il installe un atelier en collaboration avec Masolino da Panicale et les deux artistes s'influencent réciproquement comme le montre leur premier travail d'atelier Sant'Anna Metterza exposé au musée des Offices.
Le style de Masolino s'éloigne du gothique tardif de ses œuvres antérieures comme sa Vierge de l'humilité, tandis que Masaccio développe déjà un mode de peinture qui crée des figures solides avec des effets d'ombre qui font penser à des sculptures posées de façon cohérente dans l'espace pictural.
Cette force dans la construction des personnages et leur situation dans l'espace, qui met en évidence les expressions et les postures de ses personnages, est développée ultérieurement dans le Polyptyque de Pise, commencé en 1426 et aujourd'hui dispersé et les fresques de la Chapelle Brancacci entamées en 1424 en collaboration avec Masolino, poursuivies par le seul Massaccio de 1426 à 1427 et terminées par Filippino Lippi en 1481 et 1482. L'œuvre est considérée comme capitale pour le renouvellement de la peinture et est étudiée par les générations de peintres dont Michel-Ange.
Autre œuvre majeure, la fresque de La Trinité, dans l'église Santa Maria Novella, avec, derrière le Christ en croix, un spectaculaire plafond voûté à caissons. Vasari, dans la seconde édition des Vies, en 1568, détaille ce trompe-l'œil : « C'est une voûte en berceau, tracée en perspective, et divisée en caissons ornés de rosaces qui vont en diminuant, de sorte qu'on dirait que la voûte s'enfonce dans le mur. »
Cette Trinité, considérée comme une étape dans l'histoire de l'art, représente la traduction en peinture des lois de la perspective révélées par Brunelleschi. Certains critiques estiment que Brunelleschi lui-même a tiré les traits de perspective. D'autres soutiennent que Masaccio a interprété les innovations de Brunelleschi.
Massaccio est considéré comme le plus grand peintre de la Première Renaissance et est traditionnellement présenté comme le premier peintre moderne. Il a en effet introduit dans l'art occidental la notion de vérité optique, de perspective et de volume. Remarquable par sa capacité à représenter les expressions et les postures de ses personnages, il est un des premiers à mettre en pratique les recherches de l'architecte Filippo Brunelleschi sur la perspective,.

#### Suiveurs de Masaccio

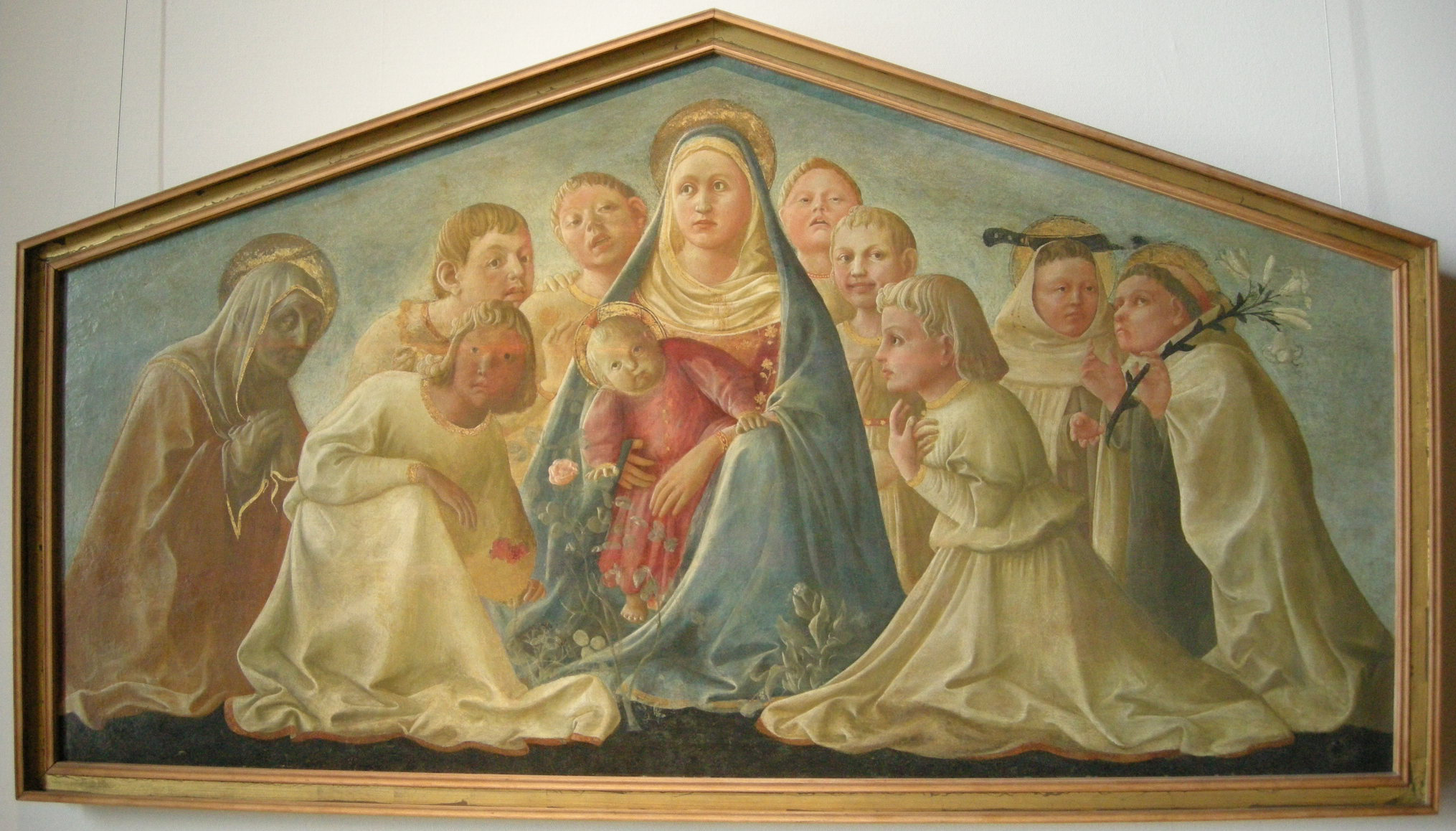
Filippo Lippi, Madone Trivulzio (1430-1432).

Les premiers disciples de Masaccio sont certains de ses élèves et les artistes qui ont étudié les innovations apportées par le maître dans la chapelle Brancacci.
Parmi ceux-ci, les plus remarqués sont Fra Filippo Lippi et Fra Angelico.

##### Fra Angelico
Fra Angelico, élève de Lorenzo Monaco, s'était déjà éloigné du gothique international. Dans ses premières œuvres comme enlumineur, il crée des figures géométriques allongées et avec des vêtements simples aux plis lourds, aux couleurs lumineuses dans un espace bien défini. Ces éléments se trouvent aussi dans ses premiers travaux sur panneau, comme le Triptyque de saint Pierre martyr (1427-1428). Il a intégré les innovations stylistiques introduites par Masaccio, Masolino da Panicale et Paolo Uccello (intérieurs emboîtés grâce à la perspective artificielle), initiant le courant artistique appelé « peintres de la lumière » en jouant sur les ombres et la lumière pour donner de la profondeur à ses tableaux ou du modelé à ses personnages, abandonnant ainsi les aplats de la peinture gothique, le seul relief était donné auparavant par de petites touches blanches sur les liserés ou bordures, simulant la lumière.

##### Fra Filippo Lippi

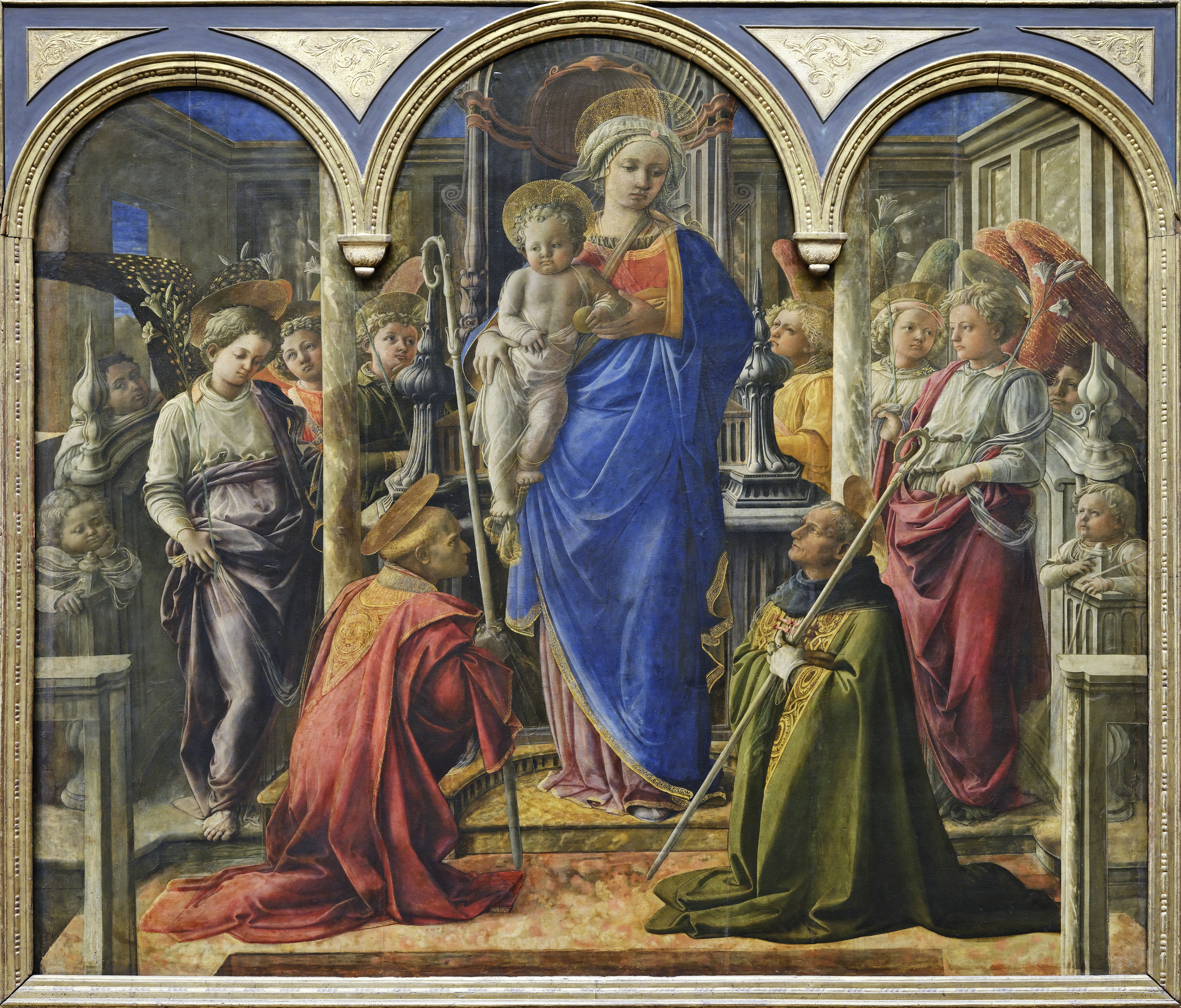
Pala Barbadori.

Fra Filippo Lippi est d'abord influencé par Lorenzo Monaco et surtout par Masaccio dont il est un élève et qu'il a pu voir travailler au couvent du Carmel de Florence. Plus tard, Filippo Lippi rencontre Fra Angelico qui exerce, à son tour, une influence sur son art.
Dans ses premières œuvres comme la Madone Trivulzio, les figures sont dilatées avec un fort contraste et l'usage de la couleur. Dans le groupe d'anges sans ailes et dans les saints représentés en enfants apparaissent des expressions vivaces qui rappellent les cantorie de Donatello et de Luca della Robbia.
Fra Filippo Lippi est connu pour ses nombreuses représentations de la Vierge,. Celles-ci sont célèbres pour l'élégance des silhouettes et la finesse des traits du visage.

### Accueil des nouveautés

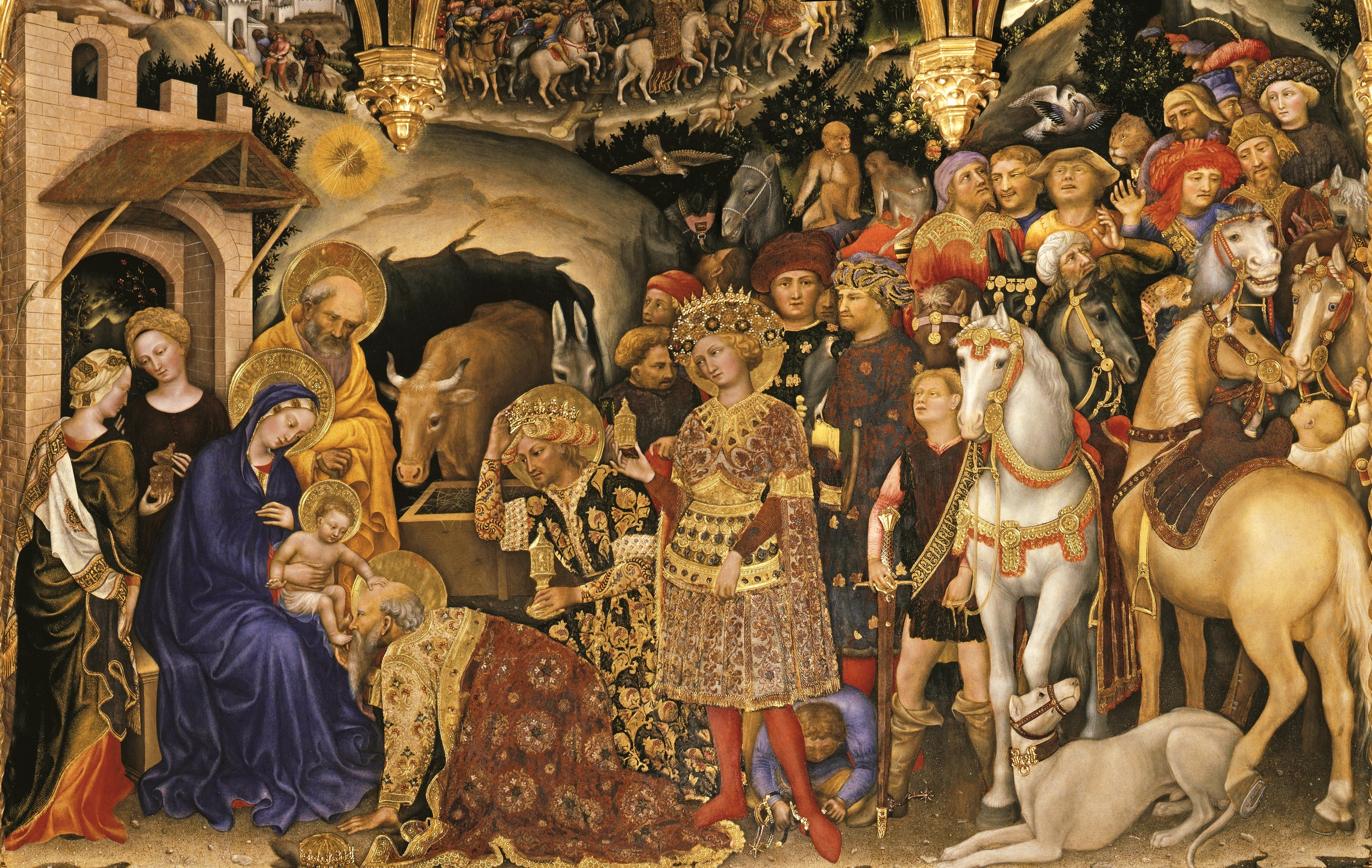
Gentile da Fabriano, Adoration des mages (1423), Florence.

Les innovateurs de l'art florentin obtiennent une grande estime et influencent la production artistique. Les donneurs d'ordres quant à eux sont partisans de changements moins radicaux. Le meilleur exemple est celui du riche marchand humaniste Palla Strozzi qui confie la réalisation du retable de la chapelle de la basilique Santa Trinita à Gentile da Fabriano, qui en 1425 termine l'Adoration des mages encore très imprégnée du style gothique international. L'œuvre comporte plusieurs scènes mises côte à côte où l’œil se perd dans une myriade de menus détails et scènes anecdotiques selon une organisation fidèle au modèle littéraire byzantin Ekphrasis, c'est-à-dire la description, l'interprétation des œuvres d'art accessibles à Florence depuis 1415.
Des artistes « conteurs » comme Lorenzo Monaco ou des personnalités raffinées dont le style est à mi-chemin entre le mode gothique et la nouveauté « à l'ancienne » comme Lorenzo Ghiberti restent populaires.
Le cadre qui se dégage est celui d'un décollement des positions artistiques radicales et innovatrices de celles du monde humaniste qui au cours des premières décennies met à l'écart le groupe des innovateurs qui reste incompris. Le modèle à l'« ancienne » qui est apprécié par les humanistes offre des points éclectiques, parfois opposés. Les artistes peuvent s'inspirer de ce patrimoine, choisissant ce qui répond le mieux au goût et à la mentalité du moment.

### Théorisation d'Alberti
À partir de 1435, la ferveur novatrice laisse place à la théorisation de l'expérimentation. L'acteur principal de ce processus est Leon Battista Alberti, qui s'établit à Florence en 1434, quand la révolution figurative arrivait à son terme. Alberti cherche à donner un fondement scientifique à l'œuvre d'art,. Il se met à évaluer les résultats obtenus, en atténuant les différences entre les artistes en faveur d'une vision d'ensemble qui a comme dénominateur commun la « renaissance ».
Dans le traité De pictura, il inscrit dans la dédicace Brunelleschi, Donatello, Ghiberti, Luca della Robbia et Masaccio.
Alberti cherche les fondements objectifs et le parcours philosophique qui ont permis l'éclosion de la Renaissance, en affrontant les thèmes techniques et esthétiques. Il se dédie aux trois « arts majeurs » : De pictura en 1436, De re aedificatoria en 1454 et De statua en 1462.
Ses écrits servent de base à la formation des générations suivantes en facilitant la diffusion des préceptes de la Renaissance et la transformation de l'artiste qui d'« artisan médiéval » devient « intellectuel moderne ».

### Artistes intermédiaires

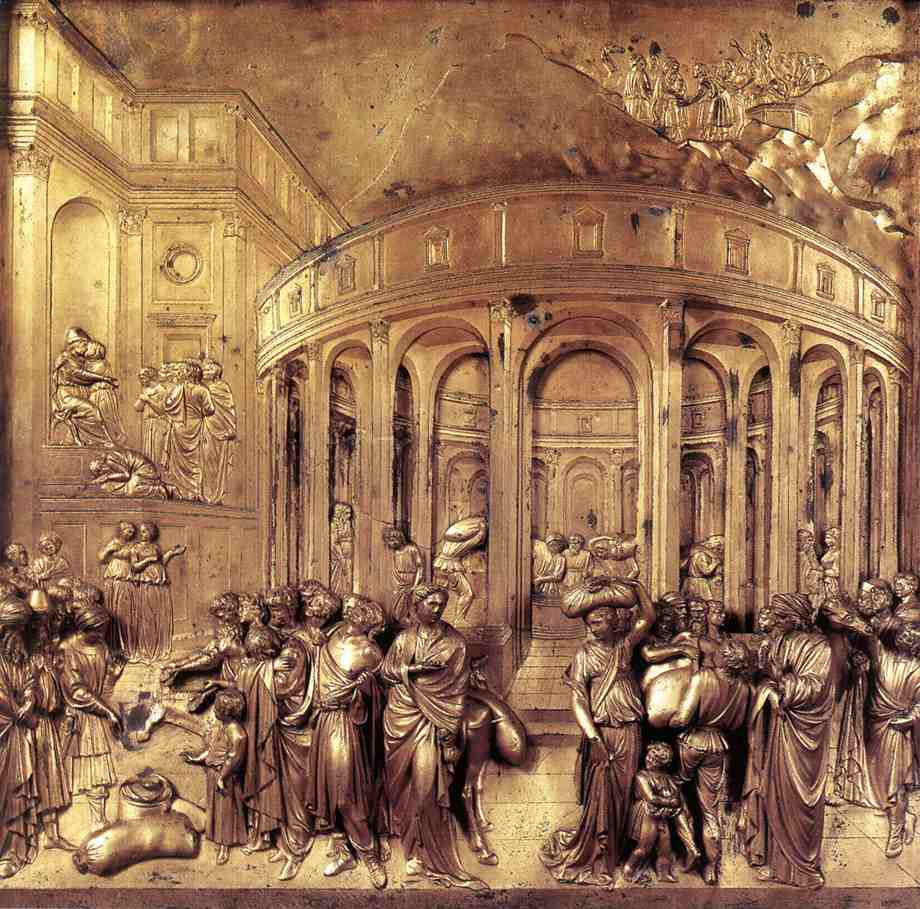
Lorenzo Ghiberti, Histoires de Joseph, panneau de la Porte du Paradis.

La phase suivante se déroule aux alentours des années 1450 avec une codification plus intellectuelle des innovations précédentes. Au cours de ces années, la situation politique de la péninsule se stabilise avec la Paix de Lodi (1454) qui partage le territoire en cinq États majeurs. Dans les villes, la classe politique décide, en mettant au pouvoir des personnages dominants. Les familles princières, à la tête de villes-États, rivalisent pour produire ce qu'il peut y avoir de plus beau pour exprimer leur puissance. La bourgeoisie, qui est moins active, investit dans l'agriculture et se comporte comme l'ancienne aristocratie, loin des idéaux de sobriété, étalant obstinément ses richesses. Le langage figuratif de ces années-là est cultivé, orné et flexible.
Autrefois artisan anonyme, l'artiste devient une personne importante dans la société. Les grands créateurs sont des humanistes, qui connaissent la culture antique et souvent les mathématiques. Esprits curieux, ils affirment leur identité dans leurs travaux. Ainsi, contrairement aux œuvres du Moyen Âge, les créations sont désormais souvent signées et datées.

#### Lorenzo Ghiberti
Lorenzo Ghiberti, Masolino et Michelozzo poursuivent la tradition moderniste en l'actualisant selon les nouveautés des préceptes de la culture humaniste et de la perspective,. Après la construction de la porte nord du Baptistère Saint-Jean de Florence, dont les caractéristiques sont semblables à celles de la porte sud, réalisée au XIVe siècle en style gothique par Andrea Pisano, Ghiberti reçoit en 1425 une commande pour une nouvelle porte, achevée en 1452, aujourd'hui située à l'Est, que Michel-Ange nommera Porte du Paradis. Cette œuvre est emblématique de la position « médiatrice » de Ghiberti.
En effet, dans cette exécution, l'artiste montre sa liberté de composition et utilise la perspective et un relief de moins en moins accentué, pour disposer un grand nombre de personnages sur plusieurs plans.

L'historien de l'art Henri Focillon, dans son ouvrage sur l'Art d'occident décrit la porte en ces termes : 

« Le rapport du relief selon la distance feinte des plans, le passage calculé de la ronde-bosse au bas-relief et enfin au modelé presque plat de la médaille, la fuite rigoureuse de l'architecture, la suggestion dans le bronze d'un paysage aérien frappèrent comme une révélation miraculeuse l'imagination populaire ; les portes du baptistère furent désormais les portes du Paradis. »

— Henri Focillon, Art d'occident, tome 2, Le Moyen Âge gothique, Paris, 1965, Librairie Armand Collin, p. 370

#### Masolino

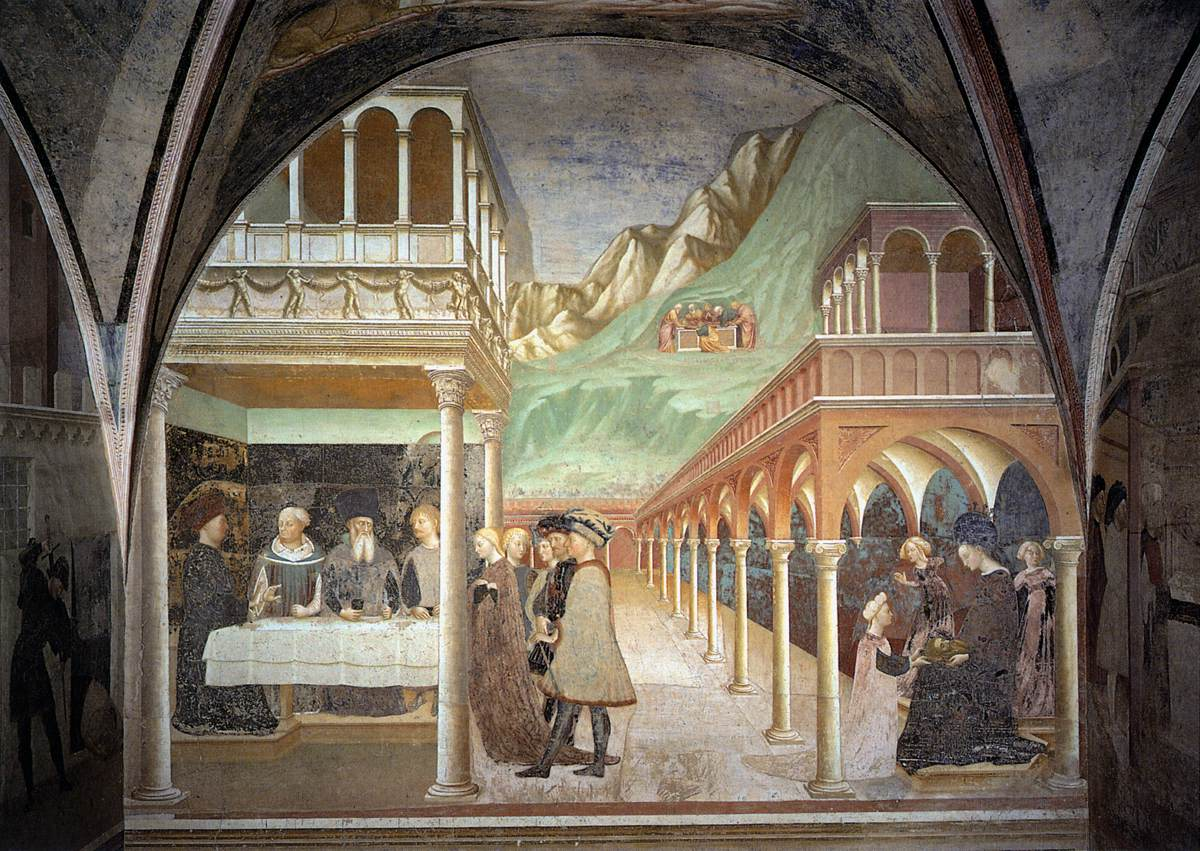
Masolino, Le Festin d'Hérode, baptistère de Castiglione Olona.

Masolino navigue entre le gothique international et le style Renaissance. Dans ses œuvres créées après la fin de sa collaboration avec Masaccio, il développe un style facile à assimiler dans des lieux où la culture gothique est encore prépondérante, comme à Sienne où Vecchietta était son élève et collaborateur ou en Italie septentrionale avec les fresques de Castiglione Olona.
Ce cycle de fresques représente l'un des plus grands témoignages du passage du gothique au style Renaissance.

#### Michelozzo

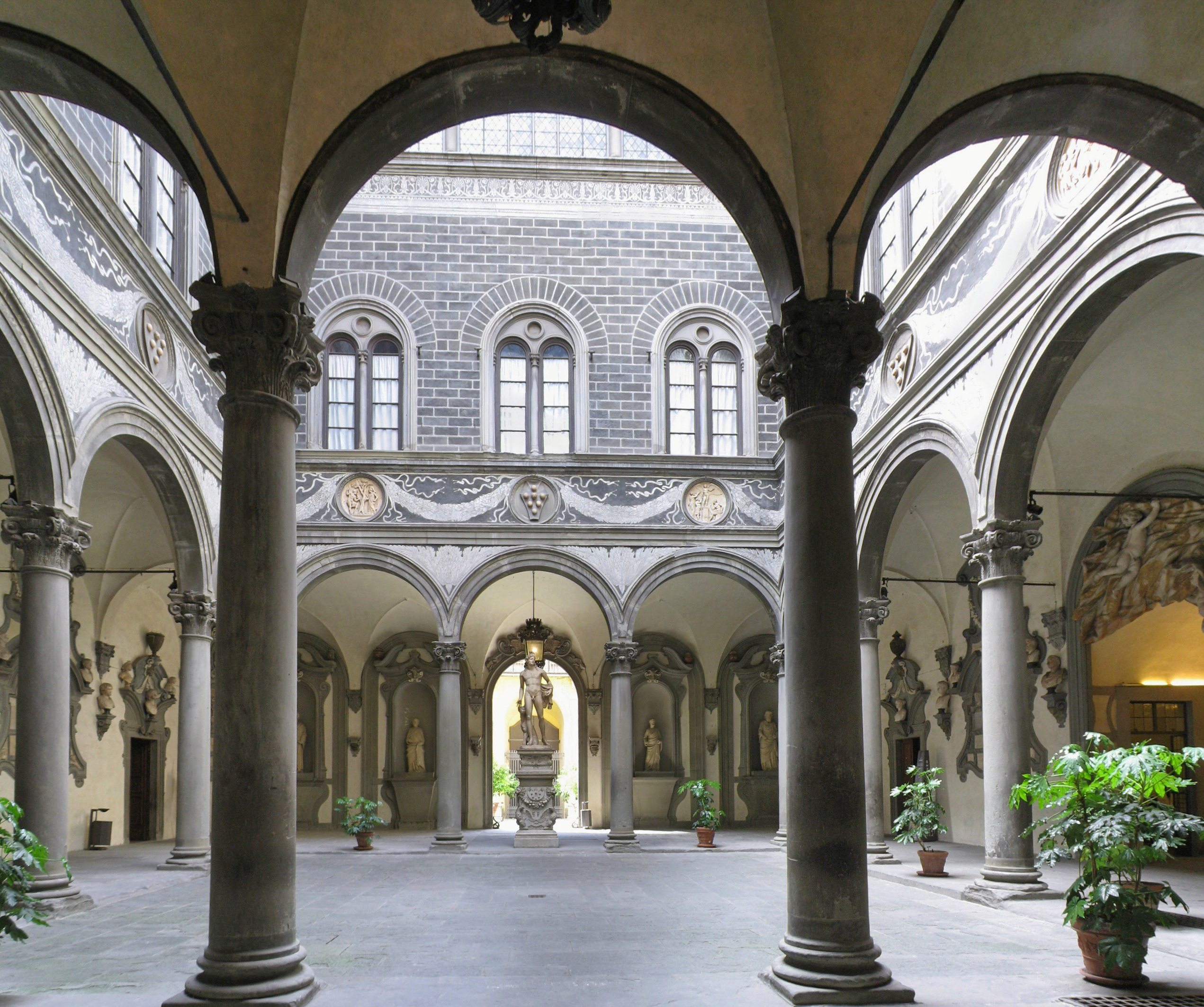
Michelozzo, cour du Palais Medici-Riccardi.

Michelozzo est un sculpteur et un architecte grand connaisseur de Ghiberti, Donatello et Brunelleschi avec lesquels il a collaboré. Connaisseur de la tradition gothique, il utilise les nouveaux concepts de la Renaissance afin d'apurer et enrichir l'ancienne tradition. Cosme de Médicis est le commanditaire de ses plus importants travaux dont l'édification de son propre palais et la restructuration du vieux couvent dominicain et de la bibliothèque du couvent San Marco.
L'élaboration du palais Médicis, en 1444, constitue l'archétype du palais florentin, dans lequel Michelozzo marie étroitement le style gothique sobre florentin et les nouvelles tendances classiques, inspirées de l'Antiquité. Michelozzo participe ainsi activement à la diffusion du nouveau style.

#### Paolo Uccello
Giorgio Vasari, dans Le Vite, affirme que « Le seul but d'Uccello était d'explorer des choses à la perspective difficile et impossible ». Il souligne ainsi le trait distinctif de Paolo Uccello, c'est-à-dire son intérêt presque obsessionnel pour la perspective linéaire. Cette caractéristique, unie à son adhésion au gothique international, fait de lui une figure à cheval entre les deux mondes figuratifs. Selon un parcours artistique personnel, il utilise la perspective pour situer ses personnages dans un espace à trois dimensions, alors que ses contemporains utilisent la profondeur pour décrire la succession des événements de l'épisode représenté. La construction compliquée de ses œuvres n'aide pas à l'ordre logique de la composition, mais crée des mises en scènes fantastiques et visionnaires dans des espaces indéfinis.

Les trois panneaux de La Bataille de San Romano
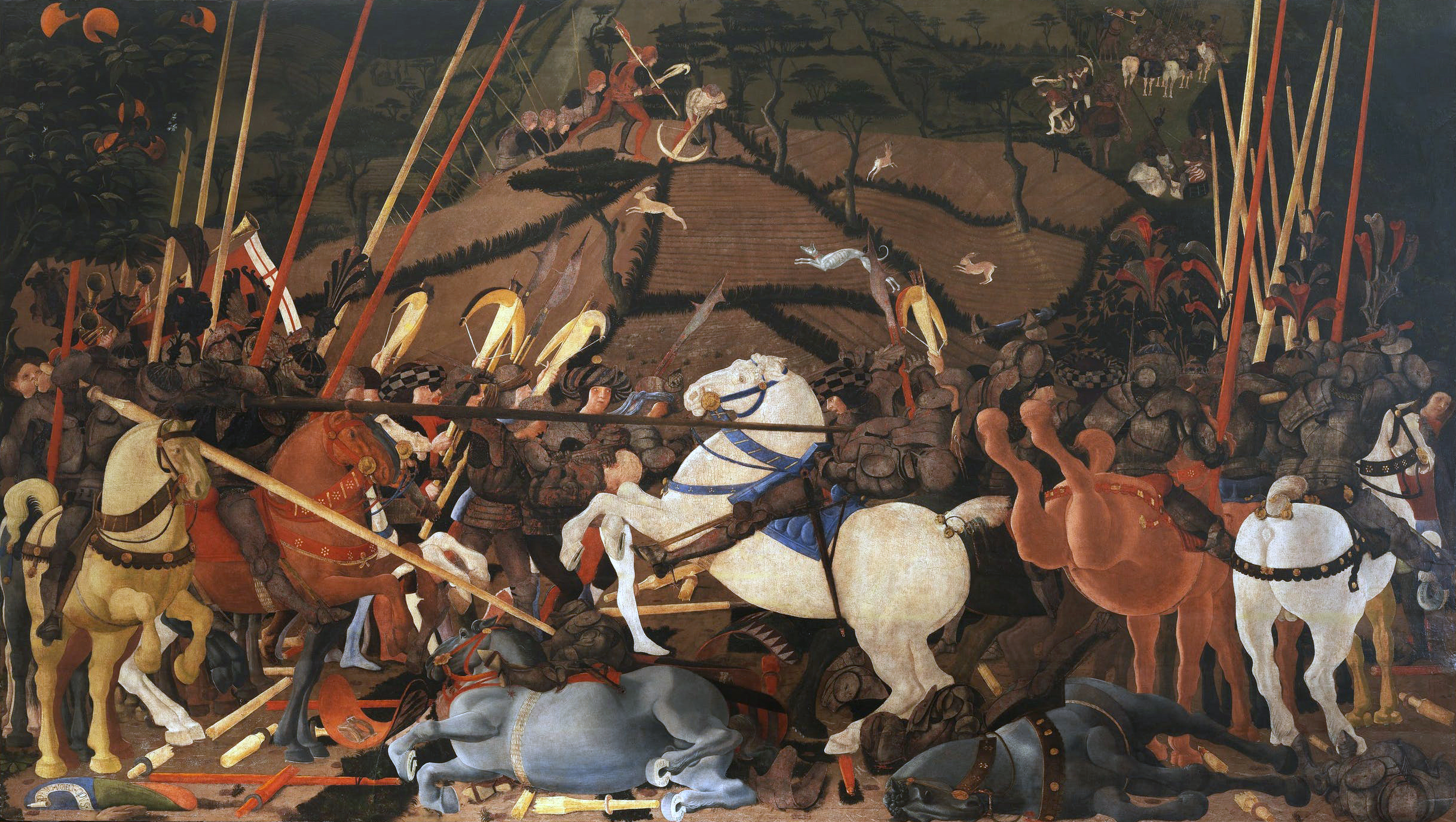
La Défaite du camp siennois illustrée par la mise hors de combat de Bernardino della Ciarda, musée des Offices, Florence.
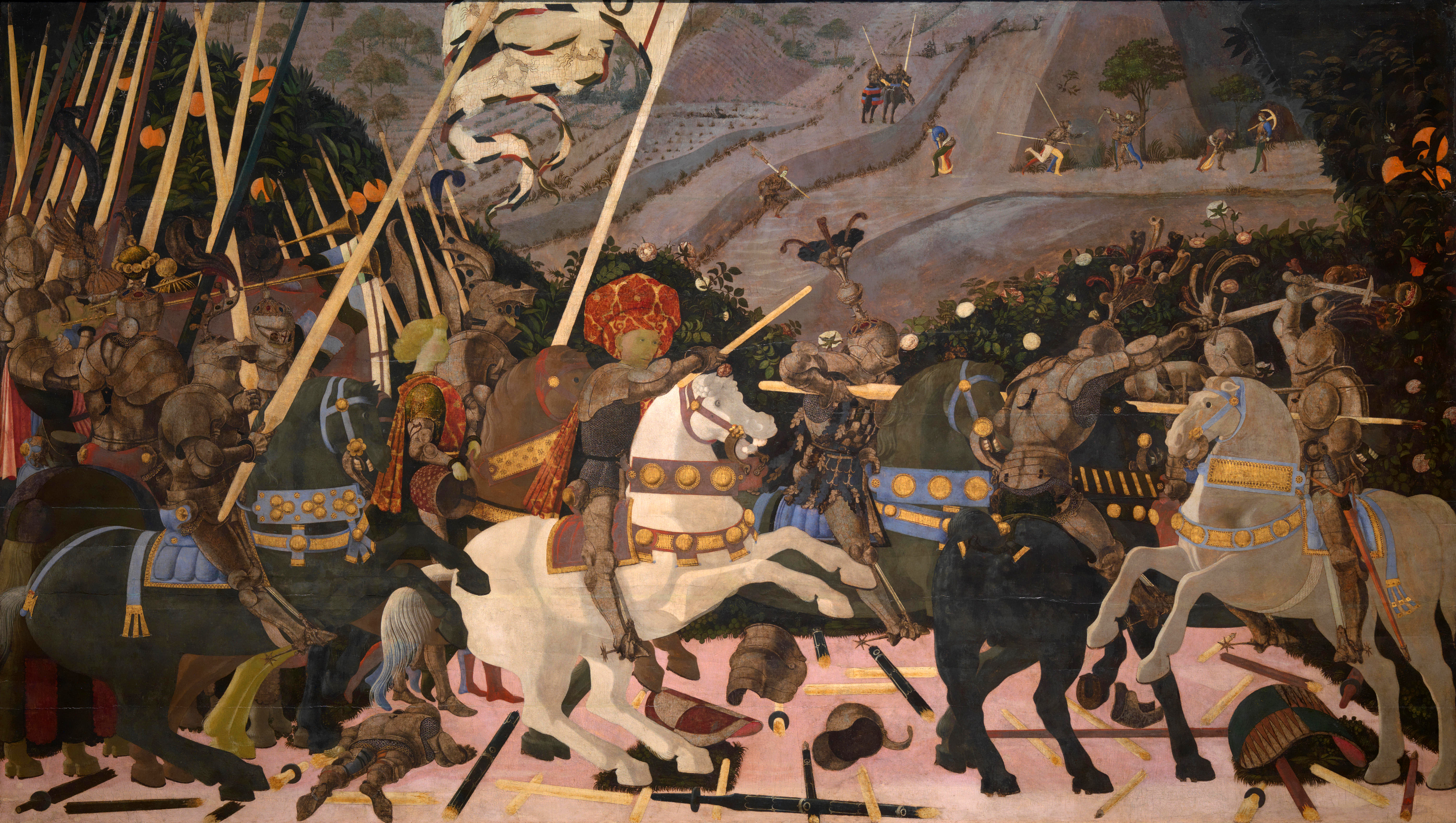
Niccolò da Tolentino conduit les troupes florentines, National Gallery, Londres.
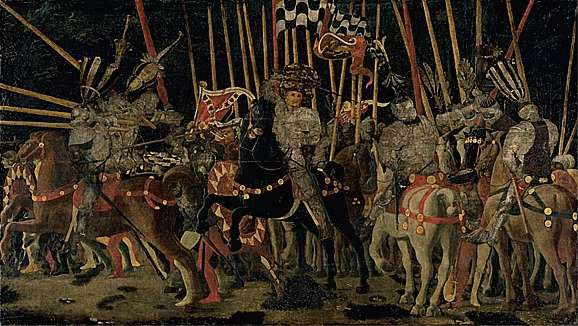
La Contre-Attaque de Micheletto da Cotignola, Musée du Louvre, Paris.

#### Le Filarete
Le Filarete est probablement un élève de Lorenzo Ghiberti pendant la fonte de la porte Nord du baptistère Saint-Jean. En 1433, il se rend à Rome où le pape Eugène IV lui confie la réalisation de la porte de Filarete de la Basilique Saint-Pierre de Rome à laquelle il travaille jusqu'en 1445.
En architecture, Le Filarete est l'auteur de la tour dite « de Filarete » du Castello Sforzesco à Milan. Il a réalisé le plan Sforzinda, une ville jamais construite. Malgré les nombreuses références à la symbolique médiévale incorporée dans la conception de Sforzinda, le principe de la ville est devenu, au cours de la Renaissance, l'archétype de la ville humaniste. Le traité a retenu l'intérêt de dirigeants importants tels que Jean Galéas Sforza et Pierre de Médicis. Plus tard, quand Francesco di Giorgio Martini et Léonard de Vinci commencent à planifier leurs villes idéales, ils empruntent des idées de Le Filarete.
Bien que Sforzinda n'ait jamais été construite, son plan a servi d'inspiration pour de nombreux plans de villes futures. Par exemple, au XVIe siècle, les ingénieurs et les architectes militaires ont combiné les caractéristiques de la ville idéale de Filarete avec les fortifications défensives militaires largement diffusées dans toute l'Europe et au-delà.

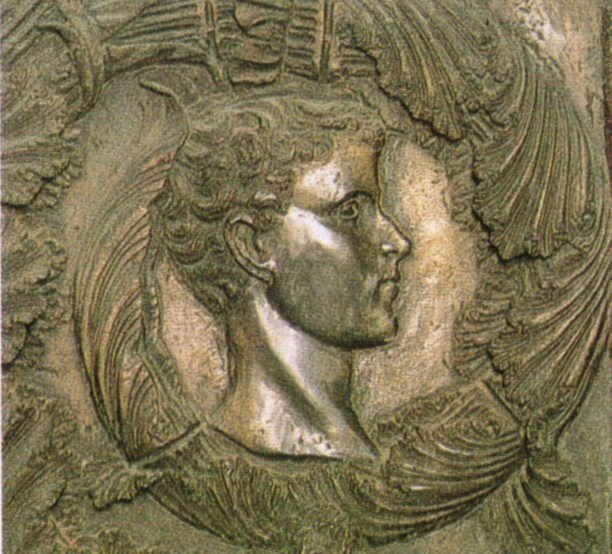
Porte de Filarete (détail), Basilique Saint-Pierre, Rome.
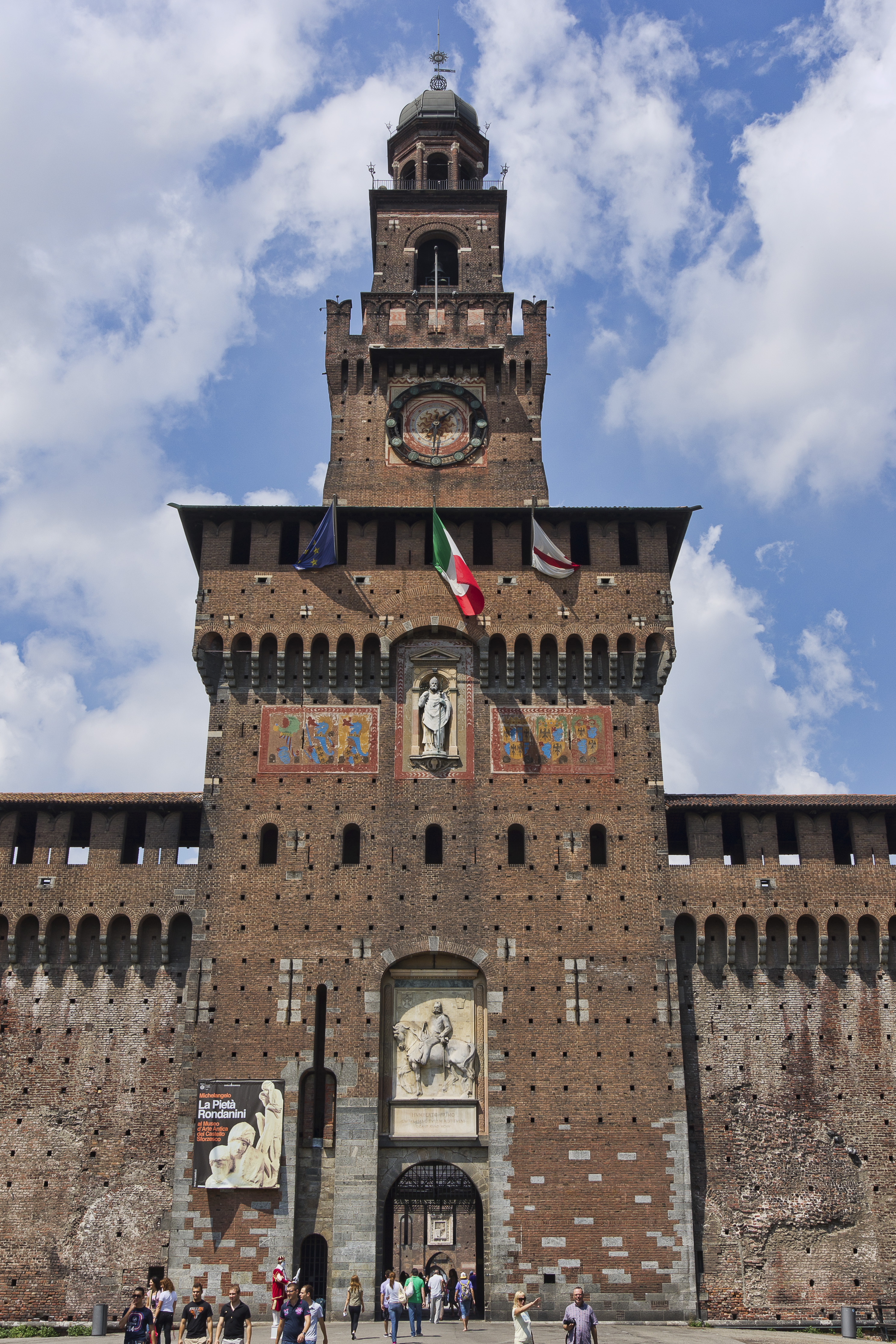
La tour de Filarete, Castello Sforzesco, Milan.
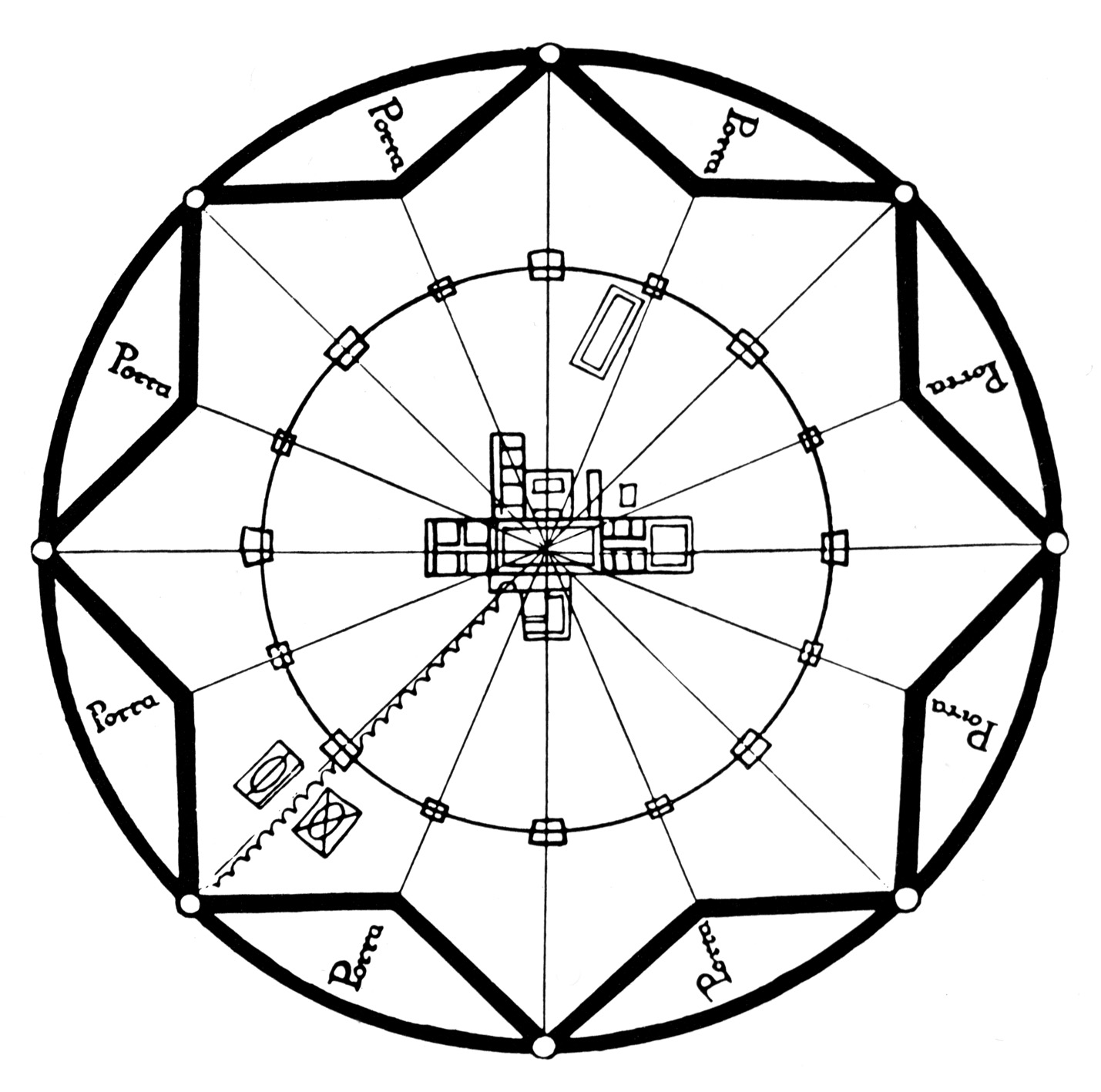
Plan de Sforzinda.

## Années de la première présence des Médicis (1440-1469)

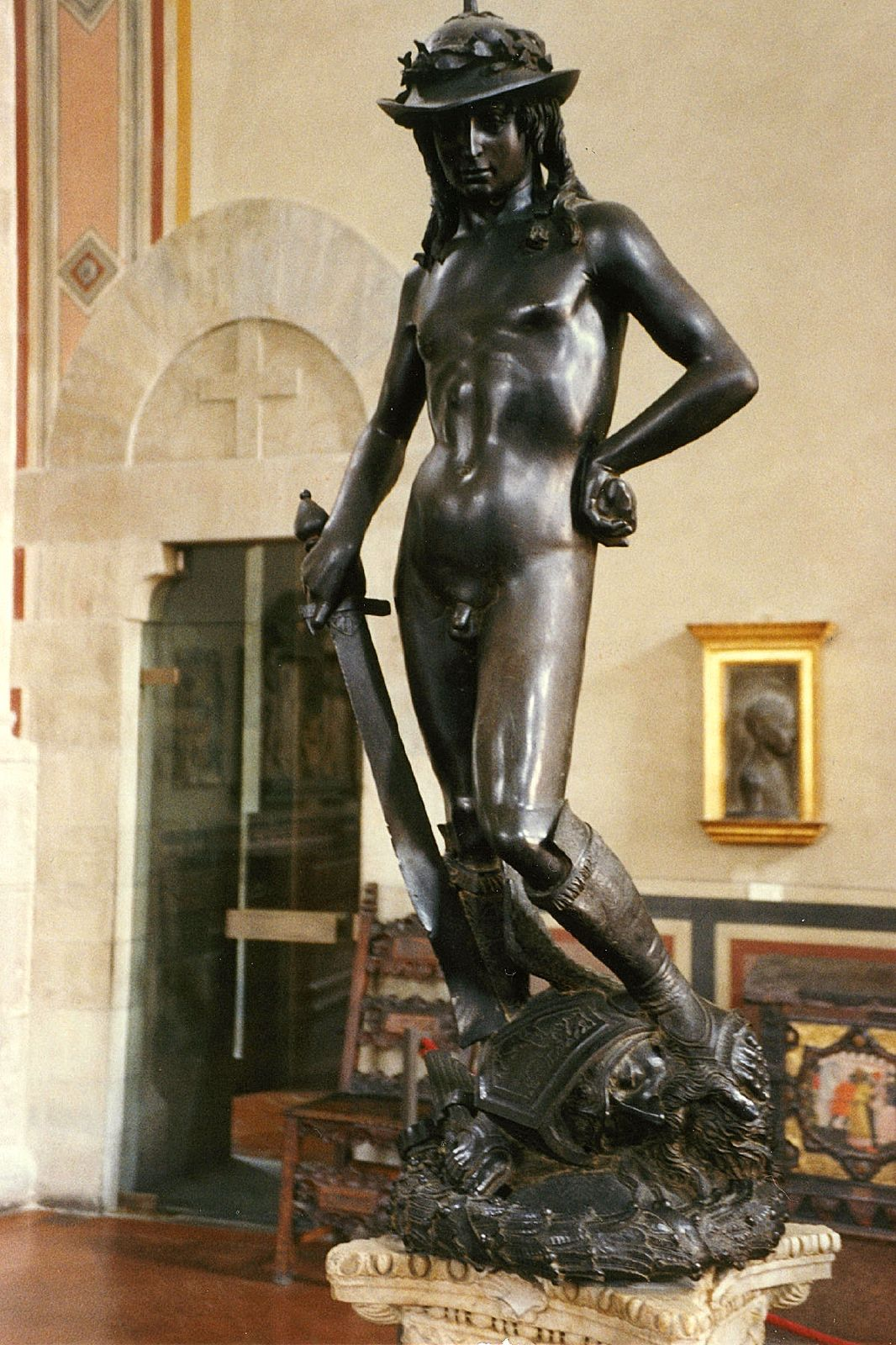
Donatello, David au musée du Bargello.

La génération suivante des artistes continue à diffuser la nouvelle manière, influencée dans son orientation par le climat social et politique ainsi que par les nouvelles exigences des donneurs d'ordre.

### Les arts sous Cosme de Médicis
Avec le retour d'exil en 1434 de Cosme de Médicis, la République florentine demeure, mais voit progressivement Cosme de Médicis asseoir de facto son pouvoir par une subtile stratégie d'alliances permettant le contrôle des organes décisionnaires par ses hommes de confiance tout en restant personnellement à l'écart du gouvernement citadin. Le mécénat des Médicis commence avec lui, son comportement s'apparente au modèle stoïque cicéronien recherchant le bien commun, la modération, réfutant le prestige personnel et l'étalage de richesse. À partir de ces principes, il commissionne d'importants travaux et œuvres, il fait peindre les fresques du couvent San Marco par Fra Angelico et modernise le palais Médicis. Il prend un intérêt très vif à l'art et à la science et tout Florence suit son exemple.
Les œuvres privées ont des caractéristiques différentes comme le David de Donatello, satisfaisant les exigences d'un milieu cultivé. Sa nudité héroïque est à l’époque révolutionnaire et contrebalance le caractère androgyne de la sculpture. Ainsi, d'après Giorgio Vasari, « Elle est si naturelle et d'une telle beauté qu’il semble incroyable aux artistes qu’elle n’ait pas été moulée sur un modèle vivant ».
Cosme conçoit l'idée de faire revivre « une sorte d'Académie » : l'Académie platonicienne de Florence,, fondée en 1459, qui entérine les tendances et courants intellectuels de la culture en développant les disciplines humanistes,,,.

### Les arts sous PierreIerde Médicis
Sous Pierre Ier de Médicis, fils de Cosme, le goût pour l'« intellectuel » s'accentue. Les œuvres publiques sont plutôt orientées vers la collection d'objets précieux et souvent de petite taille, recherchés plutôt pour leur valeur intrinsèque que pour leur rareté, démontrant le prestige social.
Pierre de Médicis gouverne Florence pendant cinq ans (1464-1469). Il reprend les modes raffinés des cours aristocratiques imitées par émulation par l'aristocratie citadine.
L'œuvre emblématique de son époque est l'ensemble des fresques couvrant les parois de la Chapelle des Mages de Benozzo Gozzoli, la chapelle privée du palais Médicis (1459), décorée à son initiative. Dans le fastueux cortège des mages figurent les membres de la famille Médicis et leurs partisans transportés dans l'épisode sacré dans lequel le mythe devient prétexte pour représenter la scintillante société bourgeoise de l'époque.
Pierre de Médicis est un homme pieux. En 1448, il fait construire par Michelozzo le Tabernacle du Crucifix de San Miniato al Monte. Vers 1450, il confie à Michelozzo et à Luca della Robbia la réalisation de son studiolo, détruit en 1659. Il est aussi un grand bibliophile : Le Filarete nous apprend qu’il regardait ses livres « comme si c'était un tas d'or. » C'est également un lettré, comme son père, le protecteur de Marsile Ficin.
Les sculpteurs s'inspirent souvent du principe de Copia et Varietas théorisé par Alberti, c'est-à-dire la reproduction de modèles analogues avec de légères modifications et évolutions de façon à satisfaire le goût par un effet de mode des donateurs. Dans ce domaine, l'évolution des monuments funéraires est exemplaire, à partir du monument funéraire de Leonardo Bruni de Bernardo Rossellino (1446-1450), en passant par celui de Carlo Marsuppini de Desiderio da Settignano (1450-1450) jusqu'à celui de Piero et Giovanni de' Medici de Andrea del Verrocchio (1472). Dans ces œuvres, en partant du modèle commun Arcosolium, on arrive à des résultats toujours plus raffinés et précieux.

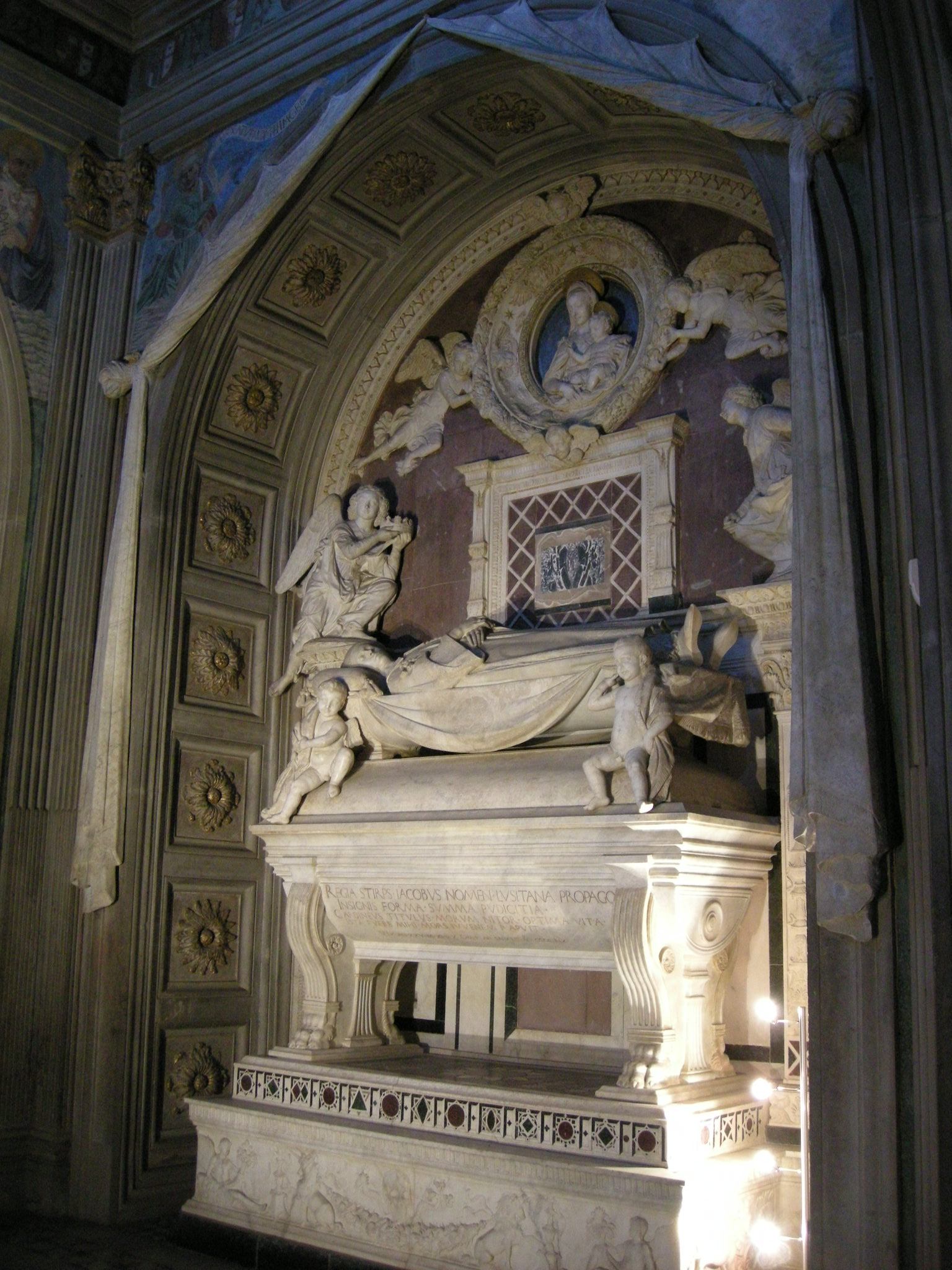
Chapelle du Cardinal du Portugal, tombeau du cardinal.

Une des œuvres les plus significatives de cette époque est la chapelle du Cardinal du Portugal à San Miniato al Monte, une célébration de Jaime de Portugal, mort à Florence en 1458, et de sa maison royale. La chapelle est un exemple du goût typique de Florence du milieu du XVe siècle caractérisé par la diversité des matériaux, des techniques, des méthodes d'expression et des références culturelles. L'ensemble concourt à la création d'un effet élégant et finement mis en scène. L'architecture est à forme de croix grecque, dont chaque bras comporte une décoration différente. L'ensemble est unifié par une frise continue comportant les armes de la royauté du Portugal et par l'emploi de revêtement en porphyre et serpentine. Toutes les surfaces sont décorées, depuis le pavement en cosmates jusqu'à la voûte en arc-de-cloître avec des terrecotte invetriate de Luca della Robbia.
Le summum se situe à l'Est où se trouve le tombeau du cardinal sculpté par Antonio et Bernardo Rossellino. L'espace, théâtral, est complété par un rideau tenu de chaque côté du grand arc par deux anges peints. Chaque décoration concourt à la mise en scène du « triomphe de l'au-delà » du cardinal. Le style général est caractérisé par la richesse des figures et par leur attitude tout en souplesse qui créent une élégante animation, jamais expérimentée jusque-là. Le modelé des sculptures est très sensible, créant des effets illusionnistes, loin de la recherche rationnelle qui avait animé les artistes de la Renaissance de la première génération. Le bas-relief du soubassement comporte un des plus anciens témoignages de mythes antiques réutilisés dans la doctrine néoplatonicienne et chrétienne : le thème de la tauromachie d’ascendance mithraïste, symbole de résurrection et de force morale, l'aurige sur le char (symbole néoplatonicienne de la pensée qui guide l'âme et domine les passions), les licornes qui s'affrontent (symbole de virginité) et les génies assis sur des têtes léonines (symbole de force). Au centre, au-dessus de la guirlande se trouve un crâne entouré de chaque côté d'un lys et d'une palme, symboles de pureté et de l'immortalité de l'âme. L'ensemble symbolique fait allusion aux vertus morales du jeune prélat, à la victoire sur les passions et à l'ascèse.

### Les acteurs

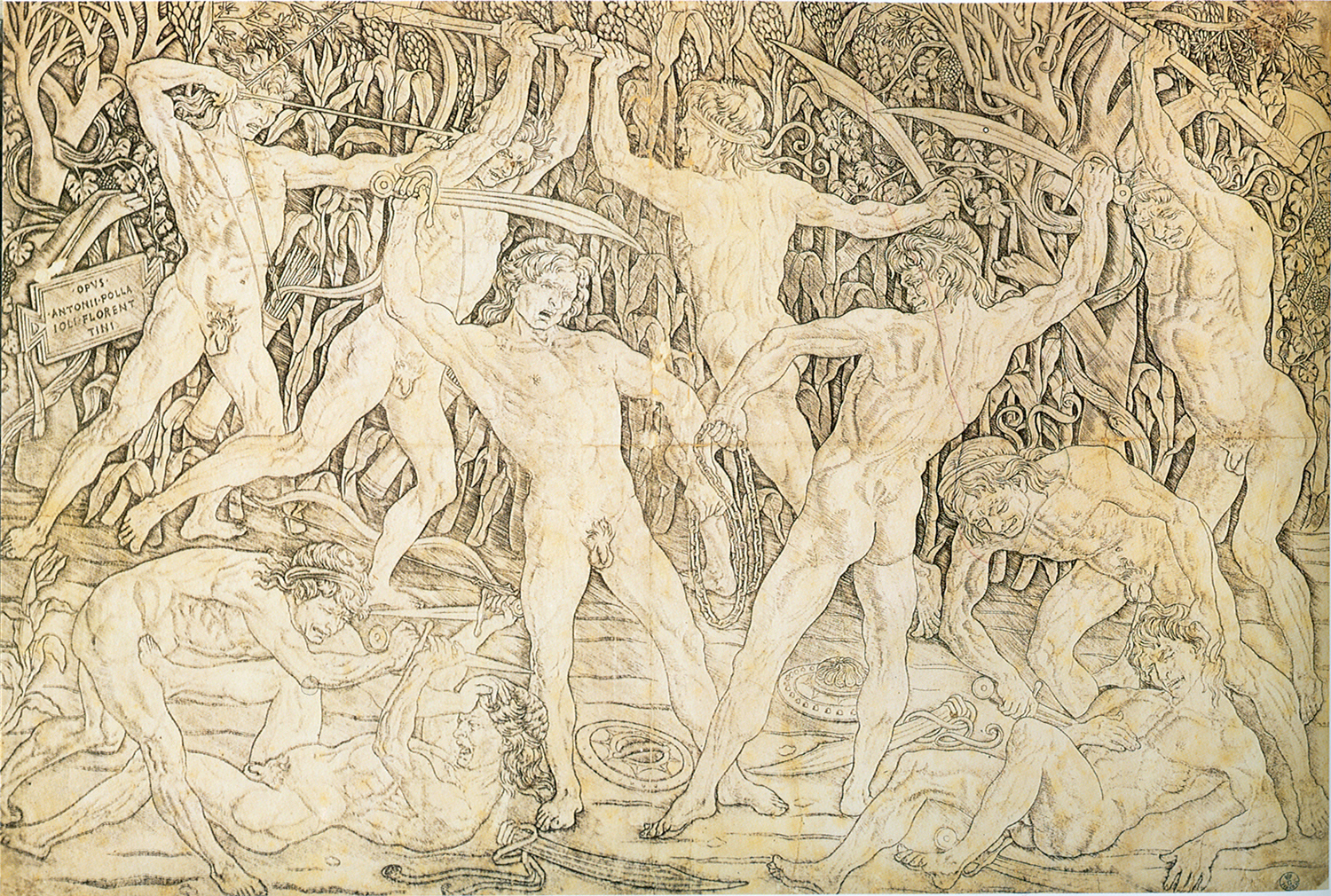
Antonio Pollaiolo, Combat d'hommes nus (1471-1472).

#### Fra Angelico

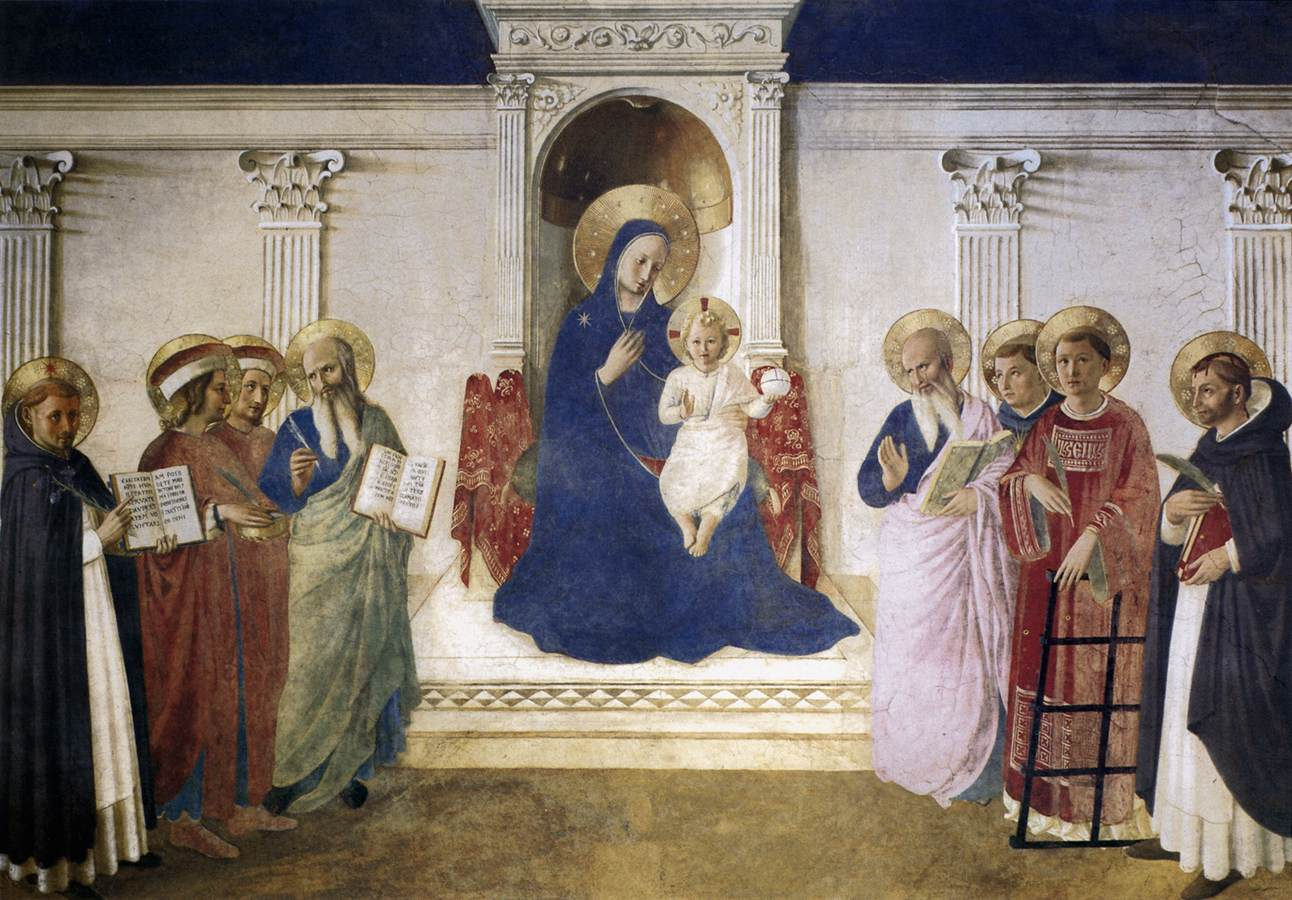
La Madone des ombres.

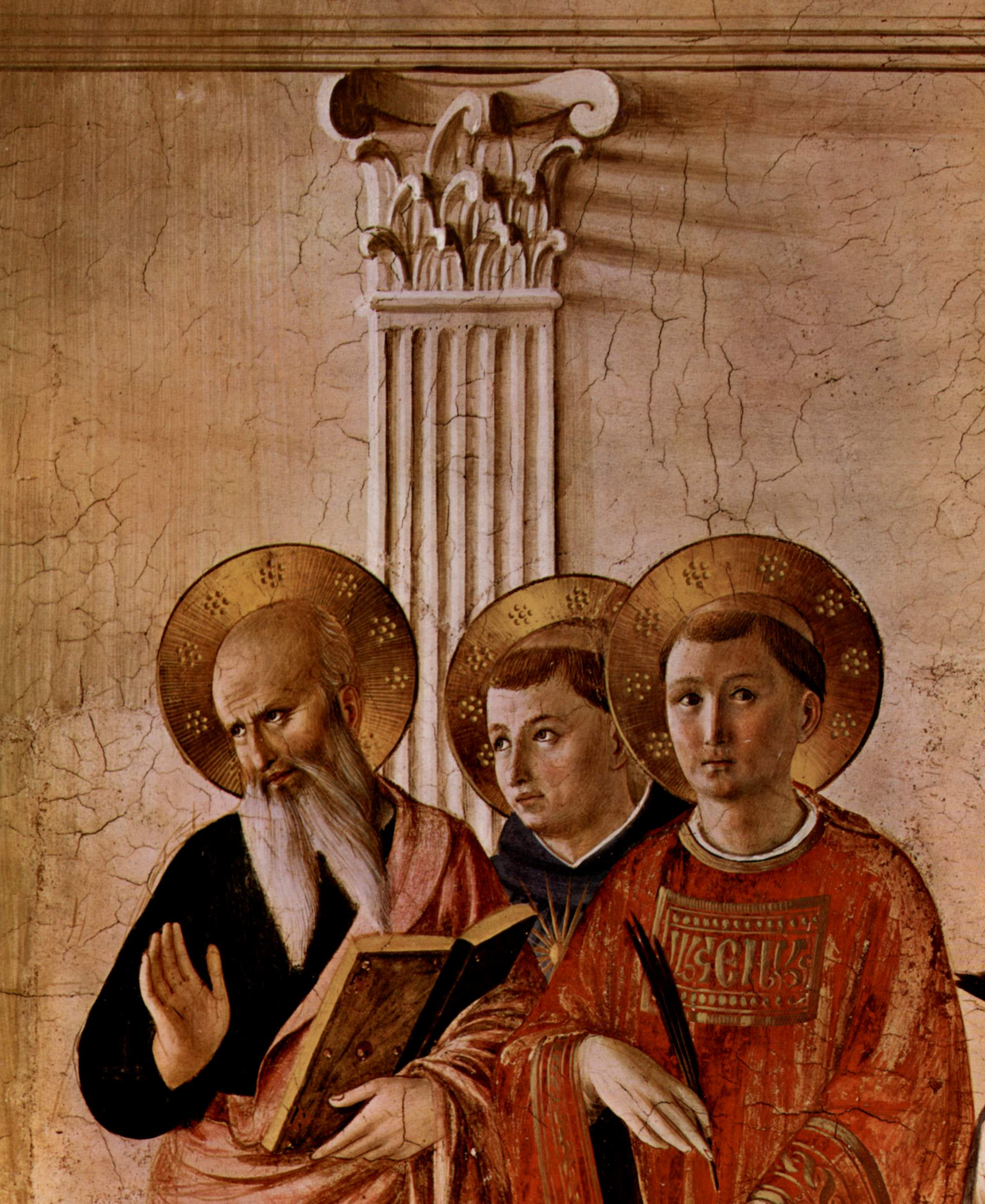
Détail d'un chapiteau et ses ombres.

Fra Angelico fait partie des premiers suiveurs de Masaccio et, dans sa phase de maturité, il joue un rôle important dans l'art florentin. Sa culture de tradition thomiste dominicaine l'incite à conforter les avancées de la Renaissance, surtout l'usage de la perspective et le réalisme avec les valeurs du monde médiéval comme la fonction didactique de l'art. Au cours des années 1440, sa production s'oriente vers la « peinture de lumière » influencée en cela par Domenico Veneziano, avec l'utilisation rationnelle de sources lumineuses qui arrangent et unifient tous les éléments de la scène.
Parmi les exemples figure Le Couronnement de la Vierge du musée du Louvre avec sa prédelle, où les rythmes et les symétries typiquement gothiques sont actualisés par une puissante composition spatiale et par une couleur vive, riche en rehauts et en ombres qui donnent du volume et qui mettent en valeur les matériaux avec sensibilité. Son intérêt pour le rendu des phénomènes lumineux porte Fra Angelico vers sa phase de maturité à abandonner l'illumination indistincte et générique en faveur d'un rendu de lumières et ombres attentif et rationnel où chaque surface est associée à son lustre spécifique.
Sa décoration du couvent San Marco, financée par Cosme de Médicis, qui débute en 1436 et perdure jusqu'aux années 1450, est une œuvre importante pour la Renaissance florentine. Fra Angelico et son atelier sont les auteurs d'un cycle de fresques qui devait être source de méditation et de prière pour les moines. Les scènes destinées aux cellules des moines montrent saint Dominique qui, par son attitude, sert d’exemple au comportement à assumer devant chaque épisode : méditation, compassion, humilité, prostration, etc..
Parmi les fresques réalisées pour les zones communes du couvent, La Madone des ombres se détache par son originalité. Elle est peinte dans le couloir étroit du premier étage éclairée, au fond à gauche, par la lumière provenant d'une petite fenêtre. Même dans le tableau, Beato Angelico cherche à utiliser cette même source d'éclairage, avec l'ombre des chapiteaux peints qui se profile en longueur sur le crépi, tandis que sur la droite, les saints ont le reflet de la fenêtre dans les yeux.

#### Domenico Veneziano

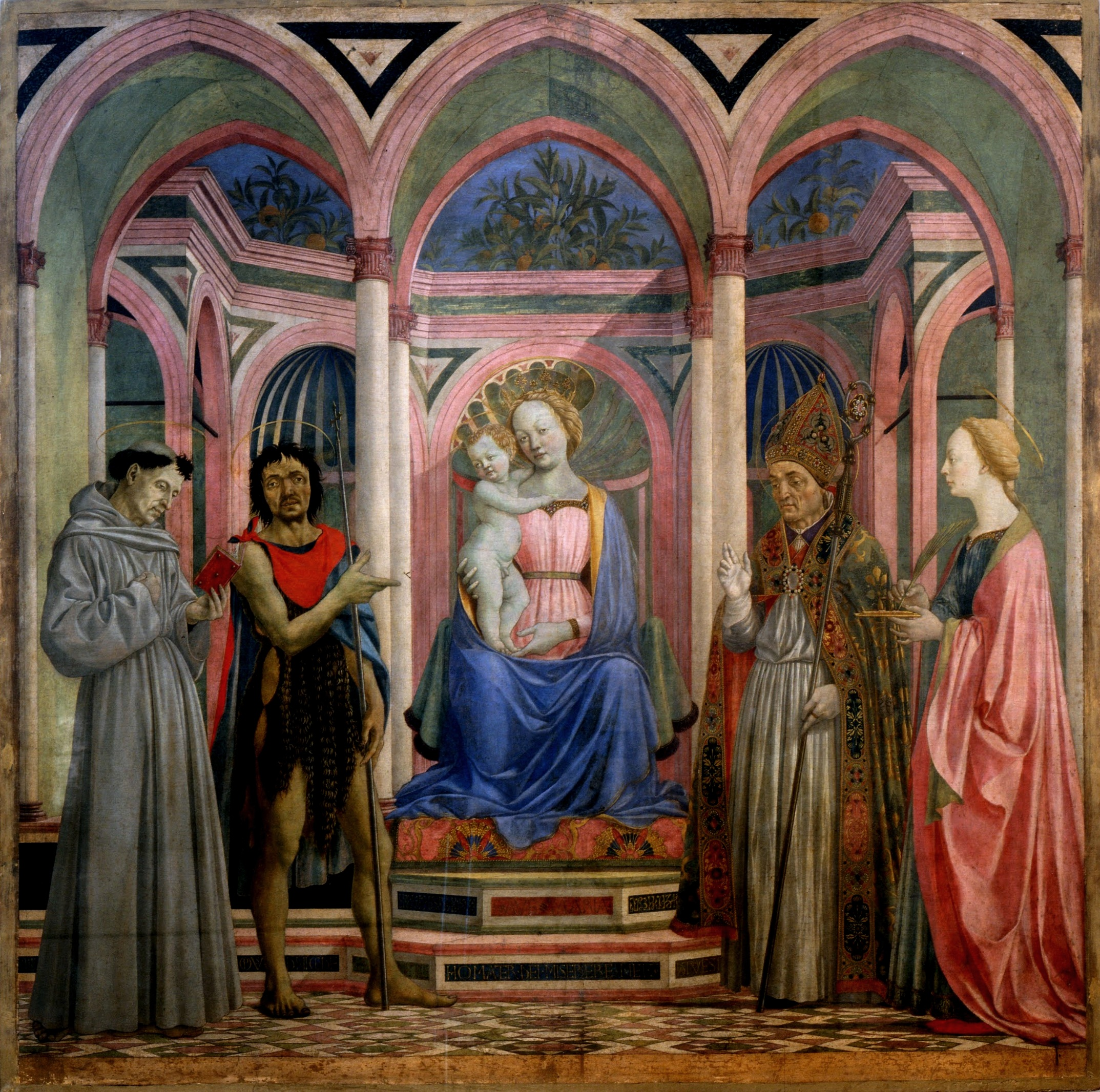
Retable de Santa Lucia dei Magnoli.

Domenico Veneziano fait partie des premiers artistes florentins qui ont assimilé les caractéristiques de la peinture nordique, en particulier de la peinture flamande, particulièrement en vogue à l'époque et qui suscite un intérêt certain auprès des collectionneurs, car elle répond au goût de Varietas alors dominant.
La formation de l'artiste est incertaine (Venise ? Mais plus probablement Florence même), mais il acquiert toutes les bases disponibles en Italie. Une première preuve, commissionnée par Pierre Ier de Médicis est le tondo de L'Adoration des mages (1438-1441), où à l'élégance et à la sainteté de style du Gothique international, il ajoute de l'espace et du volume qui uniformisent la vue des menus détails du premier plan jusqu'au paysage du fond. L'œuvre a dû plaire au donneur d'ordre, car au cours des années suivantes Domenico est engagé pour la décoration de l'église Sant'Egidio. Le cycle de fresques auquel ont aussi participé Andrea del Castagno, Alesso Baldovinetti et le jeune Piero della Francesca est perdu. Pendant ces années, Domenico Veneziano développe une palette de tons clairs qui semblent imprégnés de lumière pâle.
Son chef-d'œuvre, le Retable de Santa Lucia dei Magnoli (1445-1447), met en évidence la pleine maîtrise des règles de la perspective linéaire dans ce tableau à trois points de fuite. L'élément dominant de la peinture est néanmoins le jeu de lumières qui tombent du haut, définissant les volumes des personnages et de l'architecture, réduisant au minimum les suggestions linéaires : le profil de sainte Lucie, par exemple, se détache en douceur de la ligne de contour grâce au contraste de la lueur sur l'arrière-plan de couleur verte.

#### Fra Filippo Lippi
Fra Filippo Lippi est d'abord influencé par Lorenzo Monaco et surtout Masaccio. Il maitrise ainsi les expressions et les postures des personnages et met en pratique les recherches de Filippo Brunelleschi sur la perspective. Plus tard, la peinture flamande et Fra Angelico exercent, à leur tour, une influence sur son style.
Après un séjour à Padoue, il rentre à Florence en 1437 et peint la Vierge de Tarquinia, où son attention est portée sur les volumes, inspirés par Masaccio, les effets de lumière et le paysage qui est représenté avec minutie. L'artiste s'est inspiré aussi des maîtres flamands, comme on peut le voir dans les détails à travers la fenêtre sur la gauche, la présence d'objets précieux et le cartellino à la base du trône.
Son art s'oriente graduellement vers la ligne, comme dans la Pala Barbadori (1438), où l'unité de la scène est le fruit de l'évolution rythmique des contours. La lumière semble envelopper les figures à partir du dessin dans un chiaroscuro qui restitue le relief de manière plus atténuée.
Les fresques Vies de saint Étienne et de saint Jean-Baptiste au Duomo de Prato (1452-1464) marquent un tournant dans la carrière de Fra Filippo Lippi. Dans ces scènes, les figures humaines et leur dynamisme dominent la représentation avec des aperçus profonds des architectures construites à partir de plusieurs points de fuite. Les histoires racontées sont fluides et restituent fidèlement la vérité humaine des personnages.
Fra Filippo Lippi a une grande influence sur les artistes florentins, mettant l'accent sur la recherche des poses et la prédominance du contour. À ce courant dominant s'oppose minoritairement celui qui cherche l'harmonie entre les couleurs limpides et les volumes purs, proposé par Domenico Veneziano, dont le succès se situe surtout en Ombrie et dans les Marches.

#### Andrea del Castagno

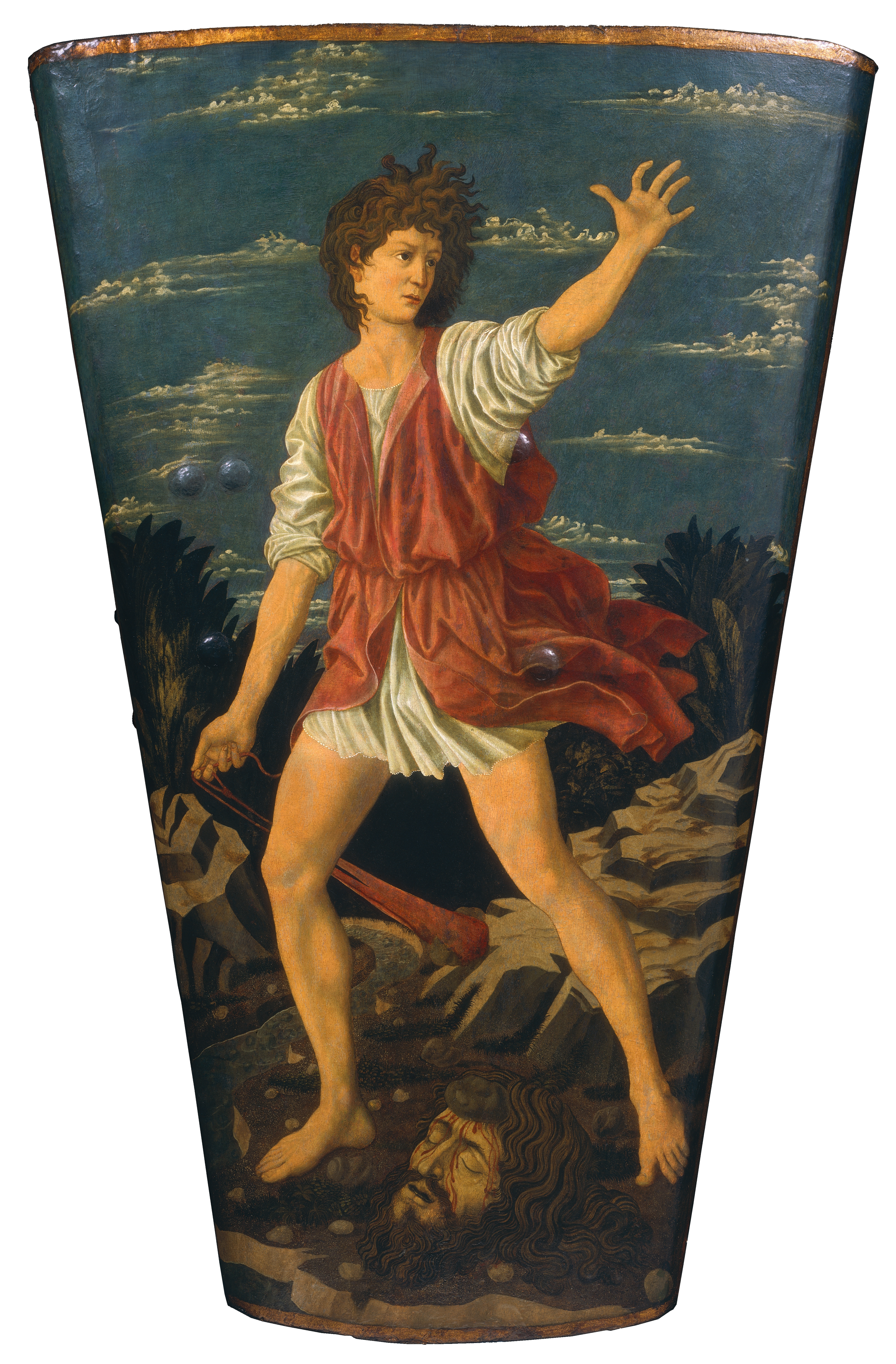
Andrea del Castagno, David et Goliath, National Gallery of Art, Washington.

Andrea del Castagno, proche de Masaccio par la puissance du modèle, développe un style rigoureux fondé sur un contraste accentué et un rendu plus dramatique par l'utilisation de teintes très contrastées. Ses personnages sont réalistes et les attitudes parfois exaspérées atteignent l’expressionnisme,.
Son travail le plus représentatif est la peinture à fresque du Cenacolo di Sant'Apollonia à Florence et particulièrement de la Cène, avec des figures bien délimités par un net contour, mises en relief par une froide illumination latérale. La partie supérieure du cycle contient la Déposition, la Crucifixion et la Résurrection, qui malgré leur mauvais état de conservation mettent en évidence des épisodes à l'ambiance très expressive, allant à l'encontre de l'image courante diffusée par Vasari « d'un artiste incapable de tendresse qui par son chromatisme sombre rendait les œuvres plutôt crues et âpres ».
Dans les œuvres suivantes, comme dans la Trinité et Saints, il accentue les valeurs expressives par le raccourci de la croix et le réalisme des figures. Son style, peu apprécié à Florence où le goût dominant préfère l'harmonie des teintes claires, constitue la souche de l'école de Ferrare.

#### Leon Battista Alberti

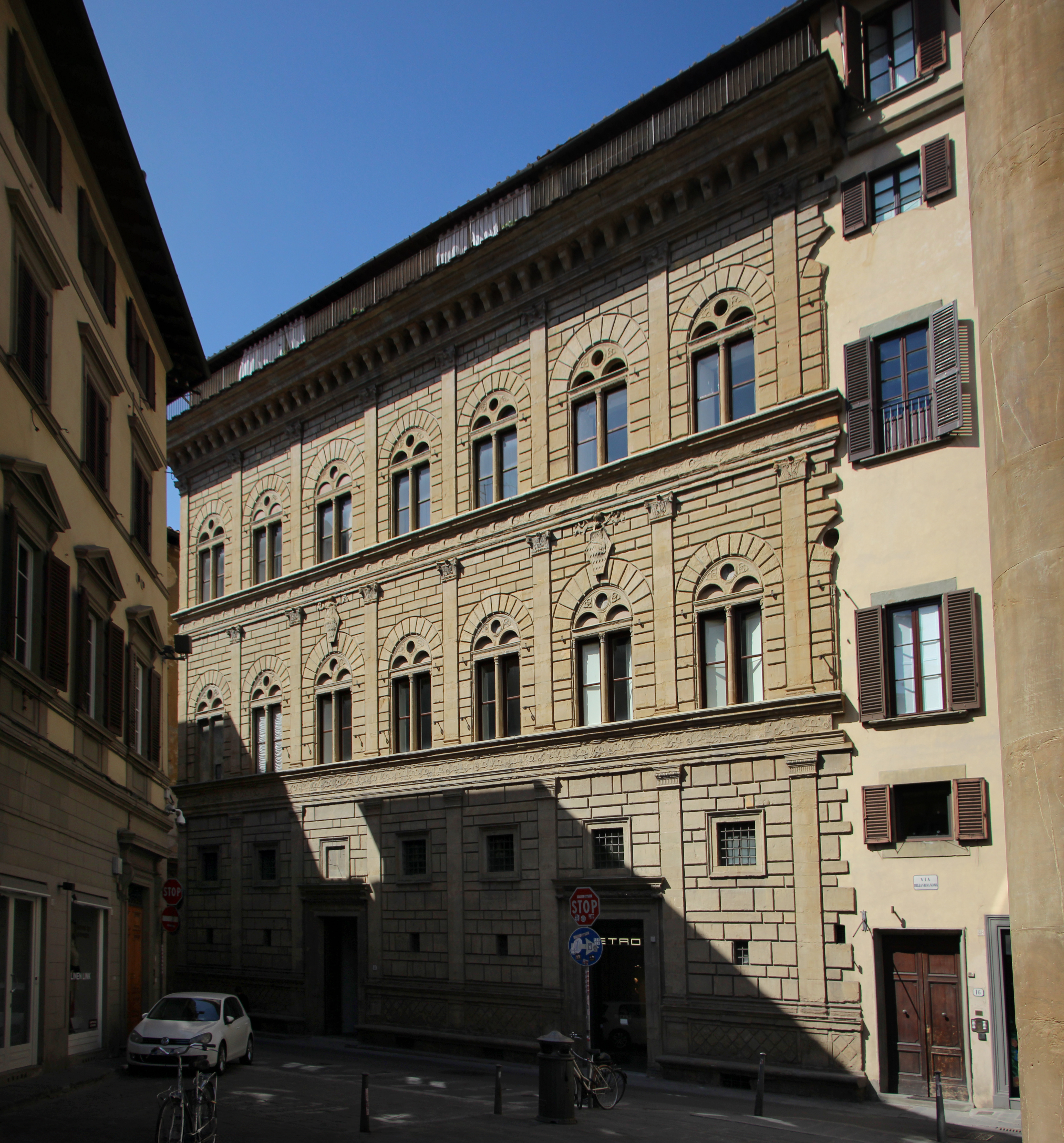
Le Palais Rucellai.

À Florence, Leon Battista Alberti travaille surtout comme architecte pour le riche marchand Giovanni Rucellai. À la différence de Brunelleschi, Alberti n'aborde pas l'architecture en praticien, mais en chercheur et en théoricien. Alberti a une conception particulière de l'architecture fondée sur une activité purement intellectuelle destinée à la création du projet sans assurer une présence constante sur le chantier. Pour lui, il s'agit d'une « philosophie pratique » nourrie par un ensemble d’expériences littéraires, philosophiques, artistiques qui aboutit à des méditations sur l'éthique et l’esthétique.
À partir de 1447, il termine le palais Rucellai, la façade de Santa Maria Novella (1456) et enfin le tempietto del Santo Sepolcro.
Il s'agit d'interventions toujours partielles qu'Alberti minimise en le définissant comme « décor pariétal ». Au palais Rucellai, il unifie divers édifices existants, se concentrant surtout sur la façade composée d'une grille d'éléments horizontaux et verticaux entre lesquels sont insérées les fenêtres. À partir d'éléments classiques comme les portails, corniches, chapiteaux, il réalise des éléments de tradition médiévale comme le bugnato et les fenêtres géminées aboutissant à un résultat esthétique varié et élégant, grâce à la variation de la lumière entre les zones claires et lisses des lesene et celles sombres des ouvertures et des sillons du bugnato.
À Santa Maria Novella, la façade reste inachevée depuis 1365, son avancement arrive jusqu'au premier ordre d'arcades avec certains éléments comme le rosace déjà définis. Alberti cherche à intégrer la partie ancienne à la nouvelle en poursuivant la décoration en marqueterie en marbre bichrome et en laissant les petites arcades inférieures en y insérant au centre un portail classique dérivé de celui du Panthéon), avec des motifs pilier-colonne sur les côtés. La zone supérieure est séparée de la zone inférieure par une corniche parcourue par une bande à marqueteries de forme carrée. Les deux volutes latérales remplissent la fonction de raccord. L'ensemble est régi par le principe de la composition modulaire fondé sur l'utilisation du carré et de ses multiples, mitigé par quelques asymétries comme le décentrage de certains éléments verticaux et des marqueteries de l'attique.
Même pour le tempietto del Santo Sepolcro, monument funéraire de Giovanni Rucellai, Alberti utilise la marqueterie en marbre blanc et vert de la tradition romane florentine en créant une structure classique dont les dimensions sont dérivées du nombre d'or.

### Le retour de Donatello

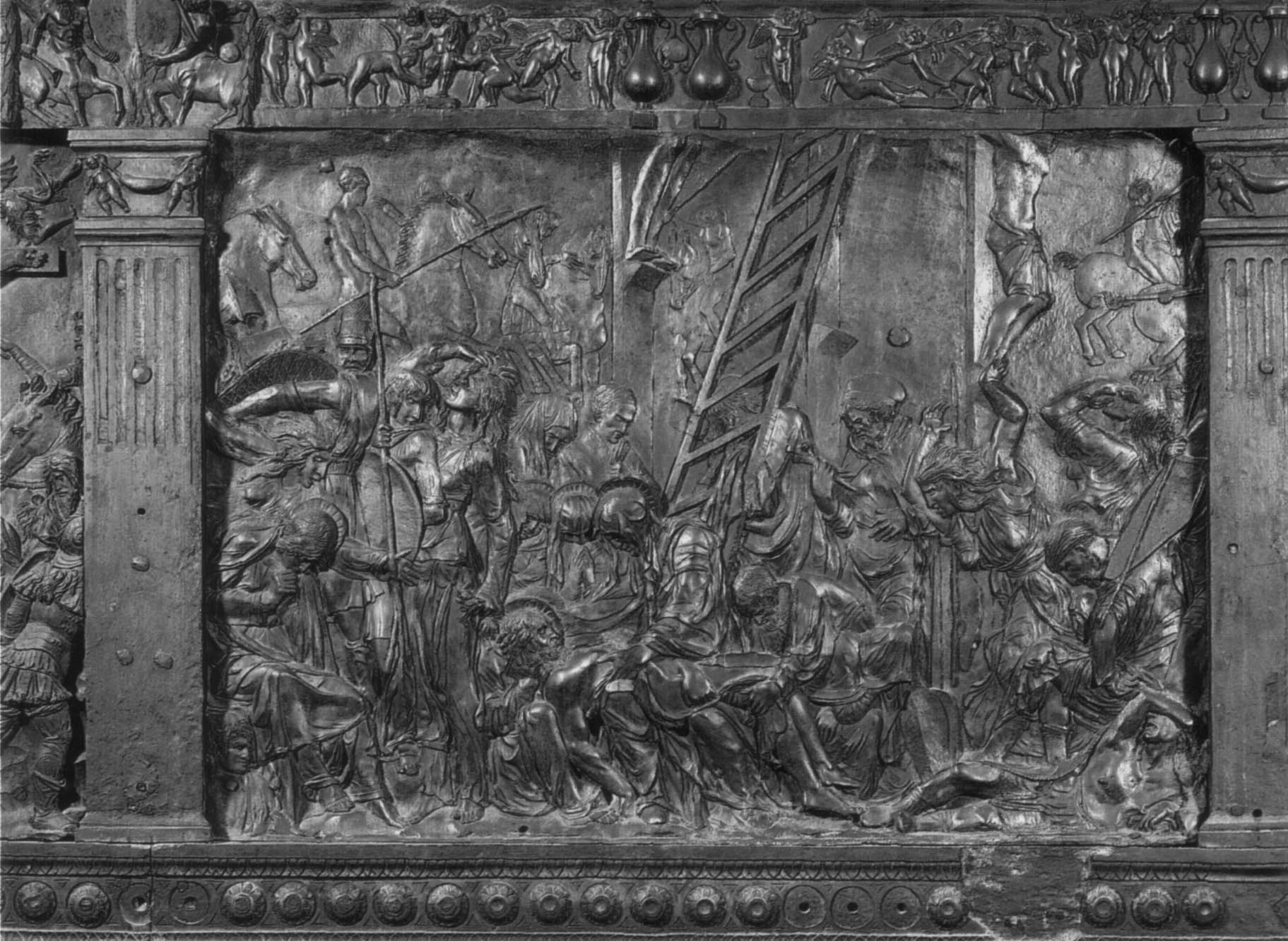
Donatello, Chaire de la Passion, panneau du Compianto (1460-1466).

Le décalage qui se crée entre les artistes du premier humanisme et ceux de la nouvelle génération orientés vers un goût artistique varié et décoré devient évident quand Donatello revient, après une dizaine d'années de son séjour à Padoue en 1453. Sa poignante Madeleine pénitente (1453-1455), d'un réalisme rugueux et défigurée par l'ascèse et la vieillesse, ne pourrait être plus démodée par rapport à celle contemporaine de Desiderio da Settignano centrée sur le naturalisme et l’esthétique.
Donatello se retrouve ainsi isolé à Florence et reçoit sa dernière commande, les deux chaires de la basilique San Lorenzo, grâce à l'intervention de Cosme de Médicis. Dans la Chaire de la Passion (1460-1466), les scènes comme le Compianto e deposizione, l'artiste ignore des règles de la perspective, de l'ordre et de l'harmonie. Il est difficile de distinguer les personnages principaux dans la masse de personnages. La composition coupe des parties de la scène, comme les voleurs sur la croix, dont seuls les pieds sont visibles, donnant la sensation d'un espace indéterminé, amplifiant avec le déséquilibre le pathos dramatique de la scène.

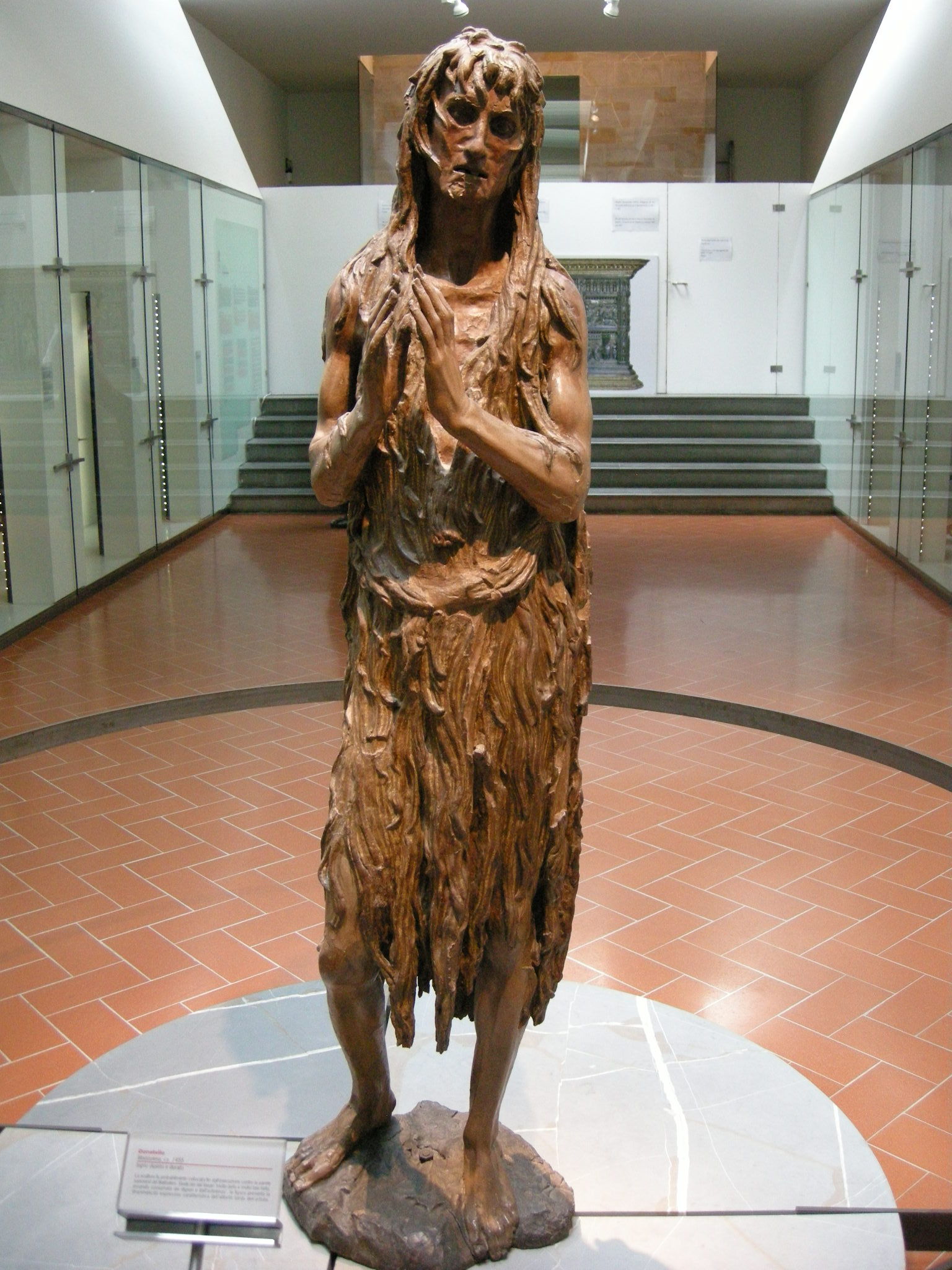
Donatello : Madeleine pénitente, Museo dell'Opera del Duomo.
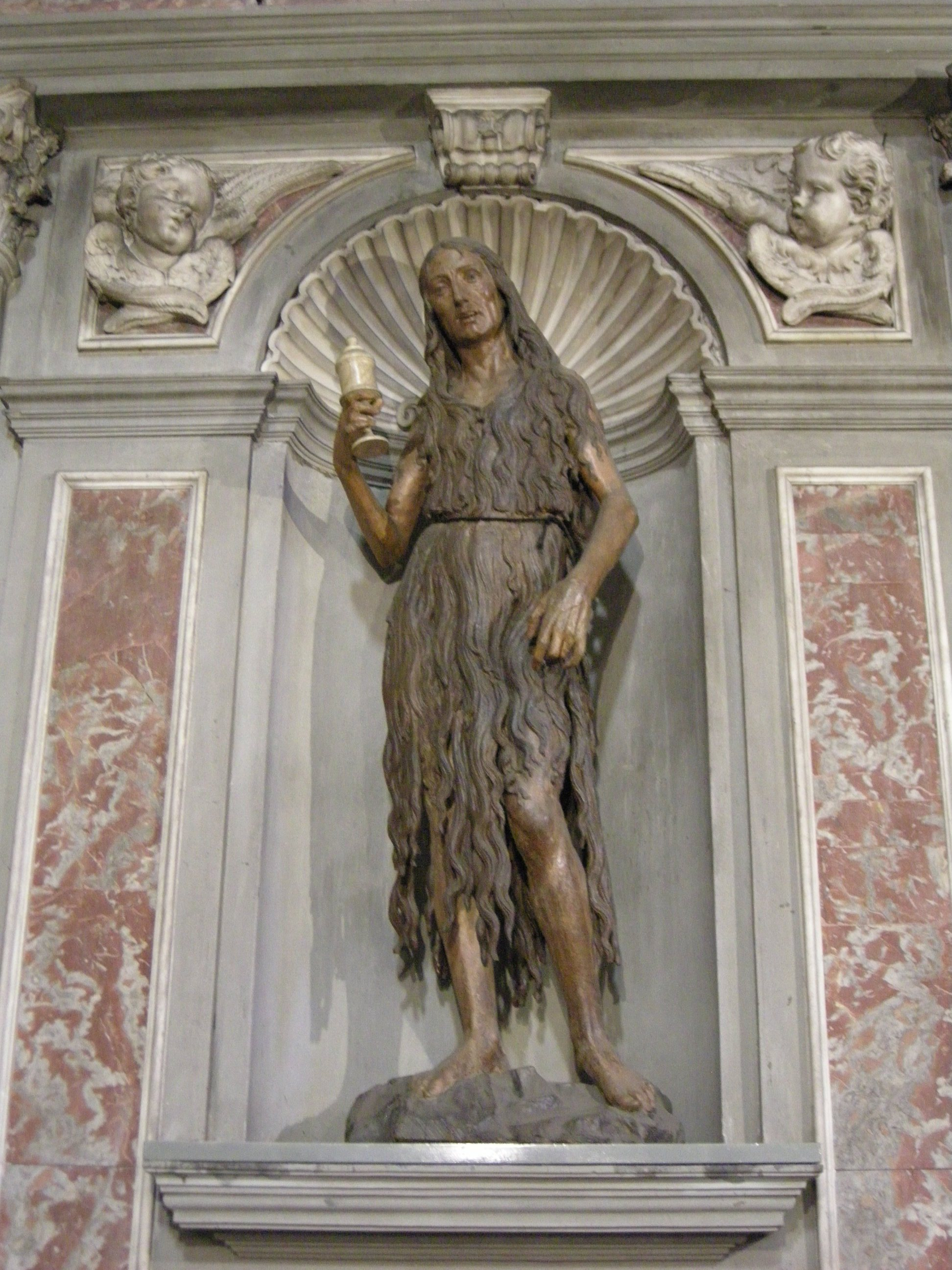
Desiderio da Settignano : Madeleine pénitente, Basilique Santa Trinita.

### L'artiste et labottega

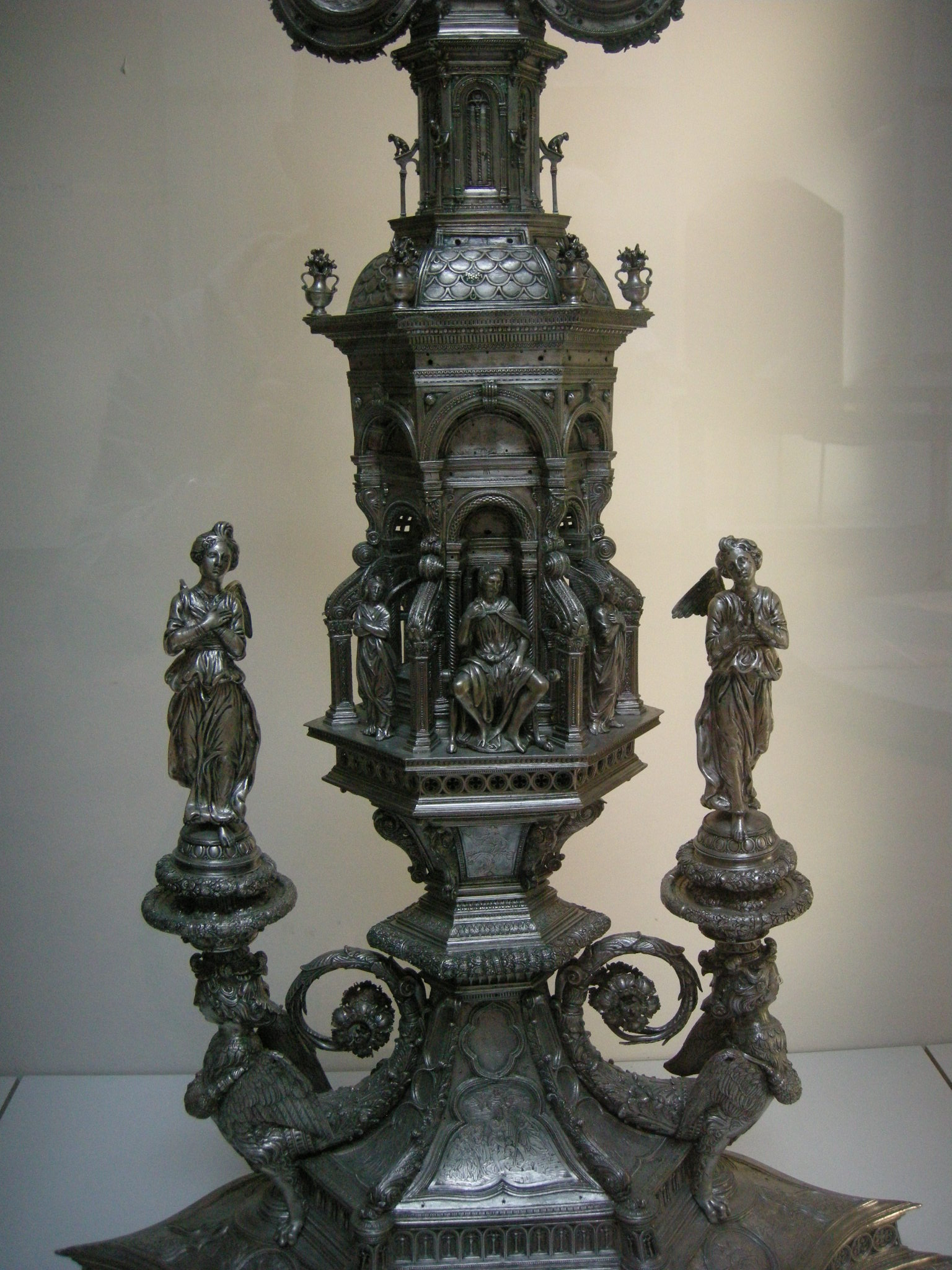
La lanterne du Duomo de Florence, réutilisée dans la Croce del Tesoro di San Giovanni d’Antonio Pollaiolo.

Le Quattrocento voit une évolution importante de l'image de l'artiste. La figure de l'artisan manuel qui produit des « objets » sur commande évolue vers une conception plus intellectuelle aspirant à faire partie des arti liberali.
Les écrits sur la théorie de Leon Battista Alberti jouent un rôle fondamental. Déjà, dans De pictura, il trace le portrait de l'artiste cultivé, lettré, habile en technique qui maîtrise toutes les phases du travail, depuis l’idéalisation jusqu'à la réalisation manuelle. Le portrait décrit par Alberti est néanmoins idéalisé et ne sera véritablement effectif qu'au XVIIIe siècle avec la dichotomie entre artiste et artisan et la distinction entre Arts majeurs et mineurs qui au Quattrocento étaient encore méconnus.
La cellule de base de la production artistique est la bottega (atelier), qui est en même temps le lieu de production, de commerce et de formation. Le parcours du maître débute précisément de l'atelier où l'on entre apprenti très jeune, entre treize et quinze ans, en contact de manière pratique avec les bases du métier, partant des plus humbles comme le nettoyage et le rangement des outils, puis progressivement pour prendre part à la création et la réalisation des œuvres. La pratique du dessin est primordiale quel que soit l'art choisi. La préparation théorique se limite à quelques notions fondamentales de mathématique et de géométrie. Les processus complexes comme la perspective linéaire étaient appris de manière empirique, sans connaître les principes théoriques.
Les botteghe s'occupent de deux types de production :
- des œuvres commandées par contrat où sont répertoriés précisément les caractéristiques de l'objet, les matériaux employés, le temps d’exécution et les modalités de paiement. L'atelier a souvent toute liberté sur les questions de composition et de style ;
- des productions et commercialisations courantes comme les cassoni nuptiaux, plateau d'accouchée, images votives, mobilier, qui sont le plus souvent produits sans commande spécifique. Les productions en série comme les Madones en stuc, terracotta brute ou invetriata sont réalisées à partir de moules, calques et matrices.

Dans ce cas, les produits sont souvent des copies d'œuvres originales connues. Même les pièces plus innovantes finissent par rentrer dans le catalogue commun et sont ainsi reproduites. Les motifs sont repris et revisités, toutes disciplines confondues, et il est fréquent de retrouver les modèles indistinctement en peinture, sculpture, architecture et orfèvrerie, comme la reproduction en miniature de la lanterne de Santa Maria del Fiore dans la Croce del Tesoro di San Giovanni au Museo dell'Opera del Duomo de Florence ainsi que dans les reliquaires, candélabres et ostensoirs.

## L'époque laurentienne (1470-1492)

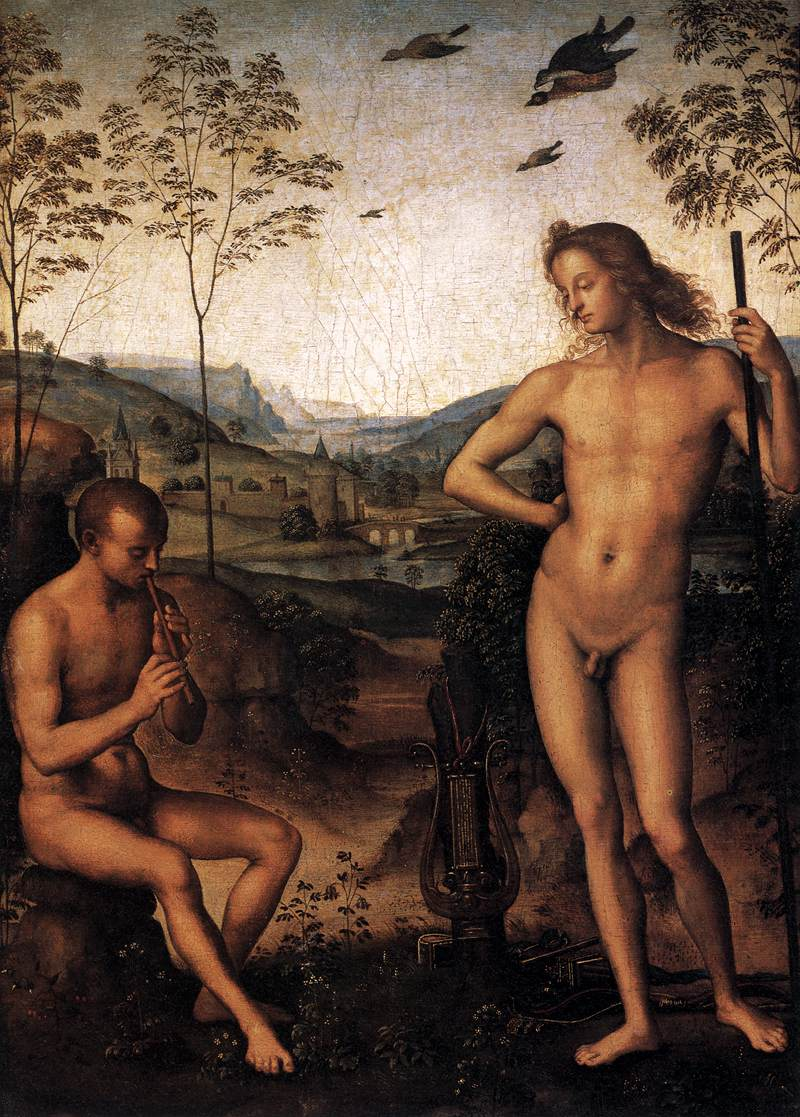
Le Pérugin, Apollon et Daphnis (1480-1490 env).

La fin du XVe siècle voit un ralentissement du processus innovatif, le goût prend des formes plus variées par rapport à la rigueur du début.
Dans la sculpture, Benedetto da Maiano, interprète de la mesure, entre idéalisation, naturalisme et virtuosité, est l'auteur d'une série de bustes aux lignes souples et riches de détails descriptifs. Dans la peinture, Domenico Ghirlandaio ajoute une part de sensibilité et de réalisme.
Vers 1472, les Cronache de Benedetto Dei répertorient à Florence plus de quarante ateliers de peintres, quarante-quatre orfèvres, plus de cinquante maestri intagliatori (sculpteurs) et plus de quatre-vingts legnaiuoli di tarsie (ébénistes). Ce nombre important d'officines s'explique par une demande importante de travaux aussi bien à Florence qu'en provenance d'autres centres de la péninsule. À partir des années 1480, les plus grands maîtres florentins sont sollicités à l'extérieur sur des chantiers de prestige comme la décoration de la Chapelle Sixtine et la réalisation par Verrocchio du monument équestre à Bartolomeo Colleoni à Venise.
Pour les artistes de la « troisième génération », la perspective linéaire est une donnée déjà acquise et les recherches s'orientent désormais vers d'autres centres d’intérêts, comme les problèmes dynamiques des masses de figures ou la tension des lignes de contour. Les figures plastiques et isolées, dans un équilibre parfait dans un espace mesurable et immobile laissent désormais la place à des jeux continus de formes en mouvement avec une tension plus forte et une intensité expressive.
La production figurative et la diffusion des idées de l'Accademia neoplatonica, en particulier grâce aux écrits de Marsile Ficin, Cristoforo Landino et Pic de la Mirandole, fait naître, parmi les diverses doctrines, celles qui sont liées à la recherche de l'harmonie et de la beauté comme moyen d'accéder aux formes supérieures d'amour humain ou divin et du bonheur. La tentative de remettre à l'ordre du jour la philosophie classique dans le champ de la religion chrétienne permet en outre une relecture des mythes comme vecteurs porteurs de vérité et témoins d'une harmonie inaccessible.
Des scènes mythologiques commencent ainsi à être commandées aux artistes, rentrant dans le champ des sujets privilégiés des arts figuratifs.

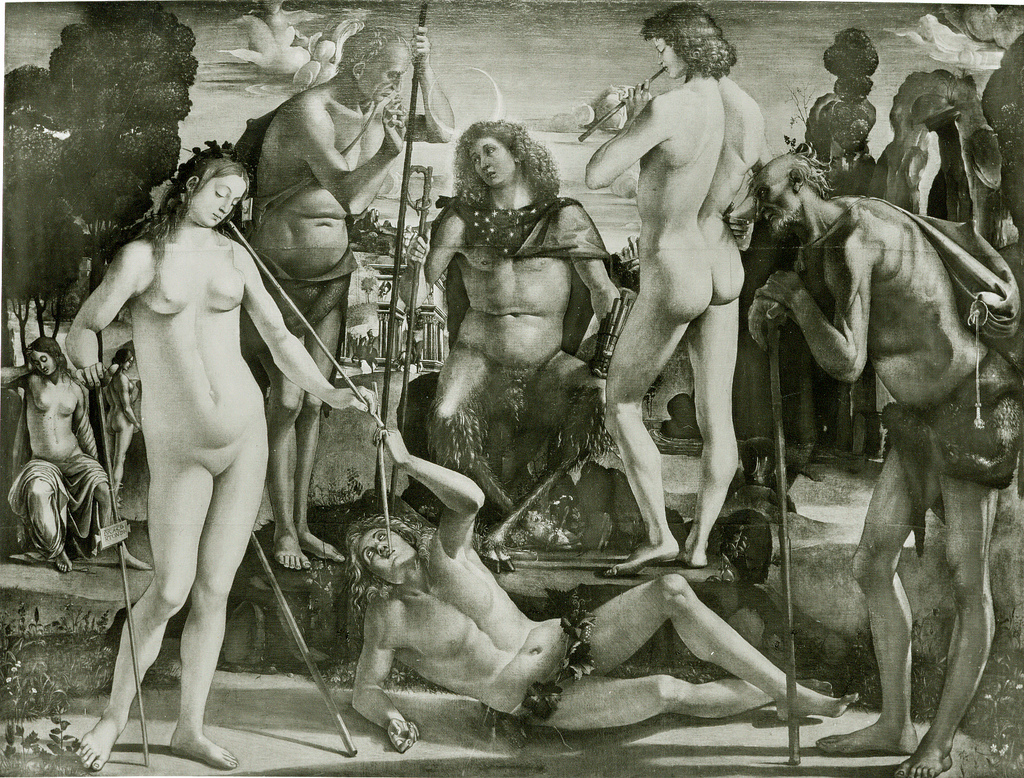
Luca Signorelli, L'Éducation de Pan (1490 env.)

Le rapport de Laurent le magnifique avec les arts est différent de celui de son grand-père Cosme de Médicis : il privilégie la réalisation d'œuvres publiques. D'un côté, pour Laurent le magnifique, l'art a une importante fonction publique mais tournée vers les États étrangers, comme ambassadeur du prestige culturel de Florence, présentée comme la « nouvelle Athènes ». Pour ce faire, il favorise une diffusion littéraire systématique comme la Raccolta aragonese à Alphonse V d'Aragon, sur la poésie toscane à partir du Duecento, ou alors figurative, par l'envoi des meilleurs artistes dans les cours italiennes. Ces actions favorisent le mythe de l’ère laurentienne comme « époque dorée », favorisée par la période de paix qu'il réussit à maintenir jusqu'à sa mort, mais en contrepartie, ces actions sont aussi à l'origine de l'affaiblissement de la vivacité artistique à Florence, favorisant l'essor d'autres centres, en particulier Rome, en tant que foyer de nouveautés.
D'autre part, Laurent, par son mécénat, favorise le goût pour les objets riches de signification philosophique établissant une confrontation intense et quotidienne avec les artistes de son cercle vus comme des sommités créatrices de beauté. Cela détermine un langage précieux sophistiqué et érudit dans lequel les significations allégoriques mythologiques, philosophiques et littéraires sont liées de manière complexe, lisibles uniquement par les élites qui possèdent les clefs interprétatives. Cette difficulté fait que de nos jours, certaines significations d'œuvres emblématiques nous échappent. L'art se détache de la vie réelle publique et civile en se focalisant sur les idéaux d'évasion de l'existence quotidienne tendant à l'harmonie et à la sérénité.
La référence au seigneur dans les œuvres est fréquente, mais dissimulée derrière des allusions. Dans Apollon et Daphnis (1483) du Pérugin, par exemple Daphnis est la version grecque du nom Laurus (Laurent). Comme L'Éducation de Pan de Luca Signorelli (1490 environ) aborde le thème de l'incarnation du dieu Pan, porteur de paix de la famille Médicis, comme dans les versets récités par les poètes à la cour.

### Architecture

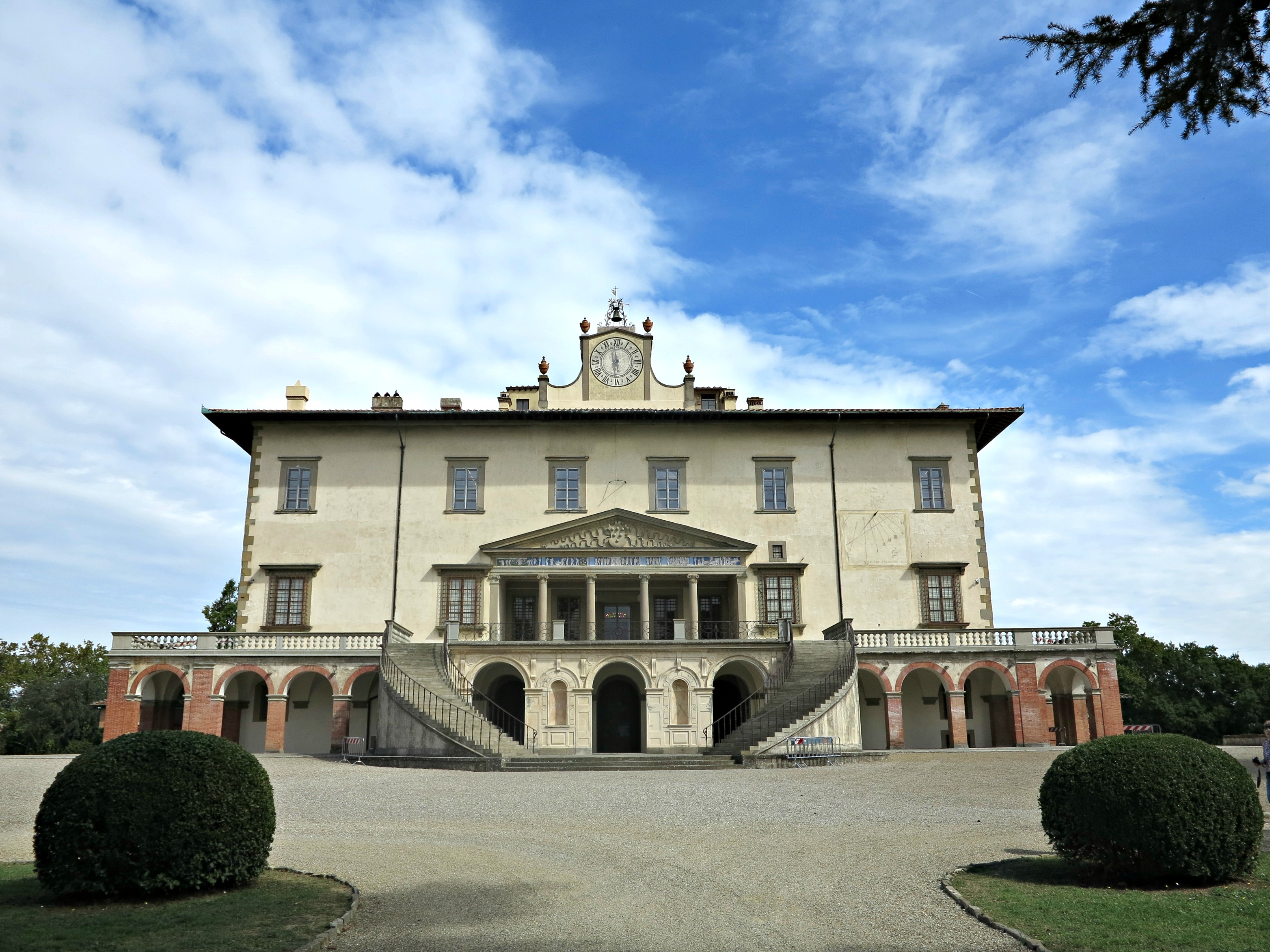
La Villa de Poggio a Caiano.

La villa de Poggio a Caiano figure parmi les plus importantes réalisations voulues par Laurent de Médicis. Cette villa est commandée vers 1480 à Giuliano da Sangallo. Son piano nobile se développe avec des terrasses sur tous les côtés à partir d'un soubassement entouré par une loggia à arcade continue. Le volume est à base carrée sur deux étages avec un grand salon central dont la hauteur est celle de deux étages avec une voûte en berceau à la place de la traditionnelle cour. La couverture est assurée par un toit simple, dépassant de chaque côté des murs, sans corniche.
La façade comporte un tympan d'ordre ionique qui donne accès à une loge-vestibule couverte d'une voûte en berceau dont le plafond est à caissons. À l'intérieur, les pièces sont disposées symétriquement autour du salon,.
La villa est ouverte vers le jardin grâce à la loggia qui permet de passer graduellement de l'intérieur vers l'extérieur. Cette caractéristique, associée à des techniques anciennes comme la voûte en berceau et les éléments d'ordre ionique, fait de la villa de Poggio a Caiano un modèle pour l'architecture privée des villa qui s'exporte dans d'autres villes, en Vénétie et à Rome.

### Les acteurs

#### Antonio Pollaiolo
À cette époque, les plus prestigieuses botteghe de Florence sont celles de Verrocchio et de frères Pollaiolo dont le membre le plus reconnu est Antonio, actif aussi bien dans la sculpture, la peinture que les arts graphiques. Celui-ci réalise pour Lorenzo de Médicis le bronzetto à thème classique Hercule et Antée (environ 1475), où le motif mythologique est représenté par un jeu de lignes brisées qui s’enchevêtrent, générant des tensions de grande violence.
Dans ses œuvres, la recherche sur l'anatomie humaine lui permet d'obtenir une représentation réaliste du mouvement, de la lutte et de la tension aboutissant à des formes nettes et limpides, même dans les menus détails.
Sa caractéristique principale est la ligne de contour forte et vibrante qui donne aux figures une tension dynamique qui semble pouvoir éclater à tout moment.
Cet effet apparaît dans la tablette Hercule et Antée des Offices (1475 environ), dans la Danse des nus, fresque de la Villa La Gallina ou le Combat d'hommes nus (1471-1472).
Les frères Pollaiolo sont parmi les premiers à utiliser une base à l'huile aussi bien dans la préparation des supports bois que dans la réalisation des couleurs, obtenant une brillance qui rappelle celle des œuvres flamandes,.

#### Andrea del Verrocchio

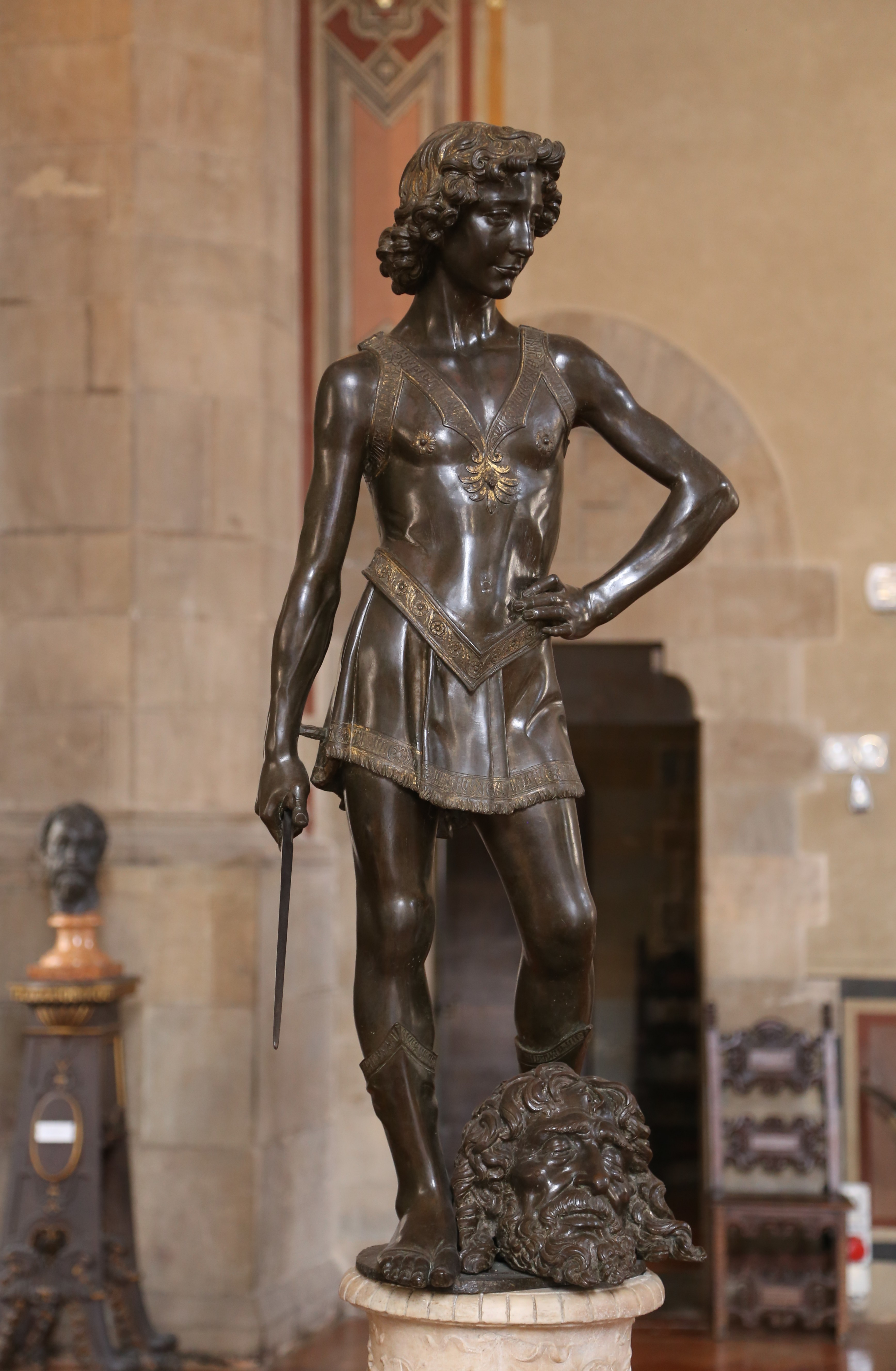
Verrocchio, David.

Andrea del Verrocchio, artiste polyvalent, habile en dessin, orfèvrerie, peinture et sculpture est enclin au naturalisme et à la richesse de l'ornement. Au cours des années 1470, il réalise des œuvres élégantes qui deviennent graduellement monumentales, comme David, un thème abordé par d'autres artistes illustres, auquel il applique des canons « courtois », à l'effigie d'un jeune fuyant et audacieux laissant transparaître des expressions psychologiques inédites.[pas clair] L'espace qui est occupé de manière complexe sollicite divers points de vue de la part du spectateur. Le doux modelé, les précisions anatomiques et la psychologie de la figure ont probablement influencé Leonardo da Vinci, élève de Verrocchio.
Au cours des années 1470, l'atelier polyvalent de Verrocchio est l'un des plus sollicités de Florence, c'est le creuset où se forment de nouveaux talents comme Léonard de Vinci, Sandro Botticelli, Le Pérugin, Lorenzo di Credi et Domenico Ghirlandaio.

#### Sandro Botticelli, formation et maturité

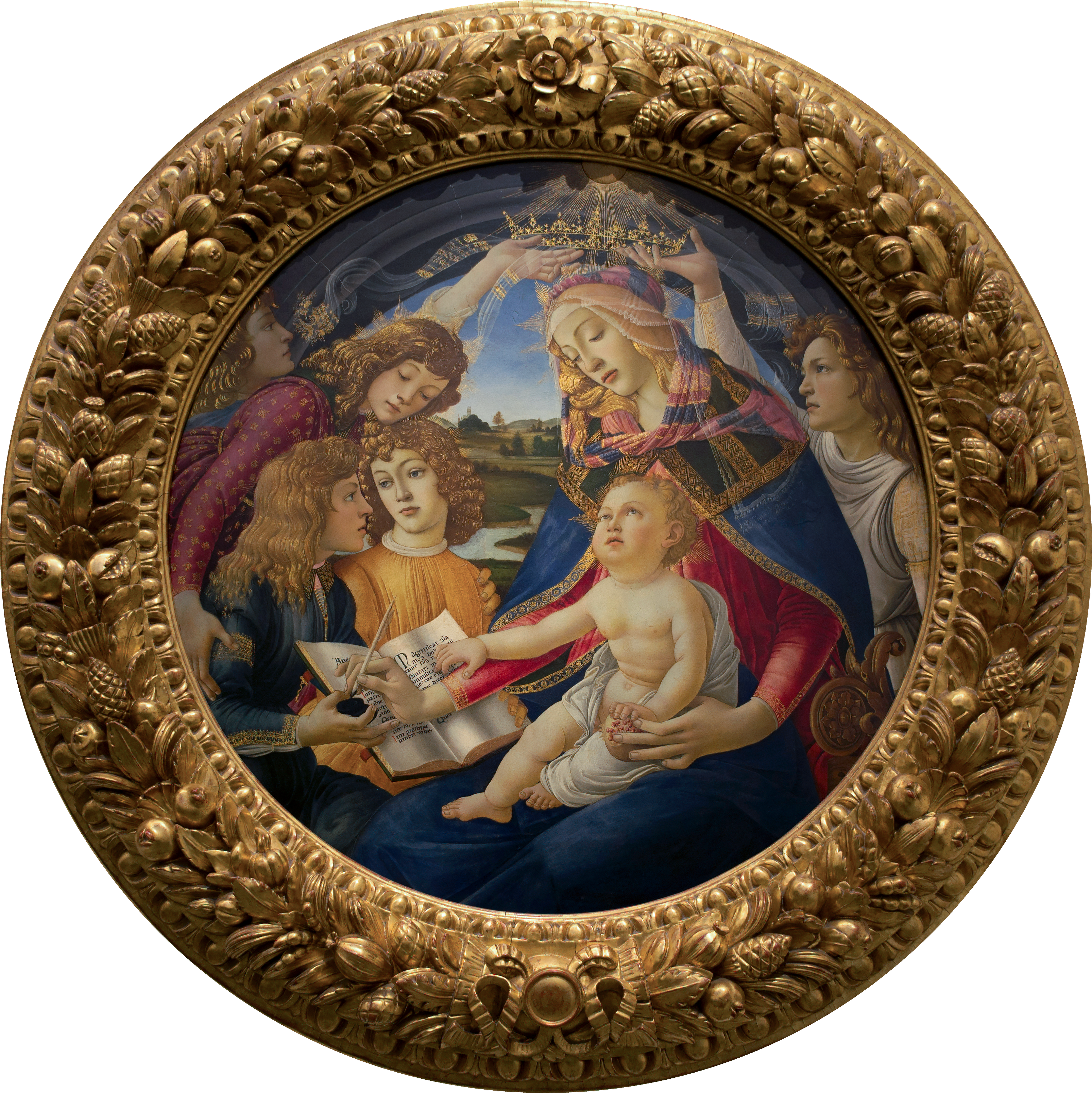
Botticelli, La Madone du Magnificat (1483-1485 env).

Sandro Botticelli est fortement lié à la cour Médicis et à son idéal d'harmonie et de beauté. Déjà dans sa première œuvre datée, la Force (1470), il montre sa dextérité dans l'emploi raffiné de la couleur et du chiaroscuro dérivé de la leçon de Filippo Lippi, son premier maître, mais chez lui animé par une plus forte solidité et monumentalité, à l'instar de Verrocchio, avec une tension linéaire apprise auprès de Antonio Pollaiolo. Le style de Botticelli est une résultante particulière de toutes ces influences avec la figure qui semble posée à la surface plutôt qu'assise sur le trône raccourci, animée par un jeu de lignes qui en dématérialisent le physique. La caractéristique fondamentale du style de Botticelli est le dessin et l'évidence de la ligne de contour.
Les recherches de Botticelli le portent vers l'élaboration d'un style incisif et « viril » avec un détachement progressif du naturel. Dans la Madone du Magnificat, de 1483-1485, par exemple, il s'adonne à une vraie expérimentation optique avec les figures qui apparaissent comme en reflet sur un miroir convexe et dont les dimensions sont supérieures à celles situées au centre, s'éloignant de fait de l'espace géométrique et rationnel du début du Quattrocento.
Le Printemps (1478 environ) est probablement son œuvre principale, correspondant parfaitement aux idéaux « laurentiens » où le mythe reflète les vérités morales et le style moderne inspiré de l'antique. La spatialité est à peine évoquée avec la scène située devant un bosquet ombragé où neuf figures sont disposées en demi cercle. La Venus au centre représente l'axe avec deux groupes symétriques sur les côtés avec des rythmes et des pauses rappelant un ondoiement musical. Le motif dominant est la cadence linéaire, liée à la donnée métrique, comme dans les voiles très fins de Grâces, aux volumes souples et la recherche d'un type de beauté idéale et universelle.
Les considérations sont identiques pour la Naissance de Vénus (environ 1485), probablement pendant du Printemps, caractérisé par une position archaïsante[C'est-à-dire ?], aux couleurs opaques de la tempera grasse, à la spatialité pratiquement inexistante, un chiaroscuro atténué en faveur à la continuité linéaire qui détermine le sens du mouvement des figures[pas clair]. Déjà apparaissent les premières prémices d'une crise qui se manifeste à Florence à la mort de Laurent le magnifique et l'instauration de la république de Savonarole. Ce virage graduel est déjà visible auprès d'autres artistes comme Filippino Lippi.

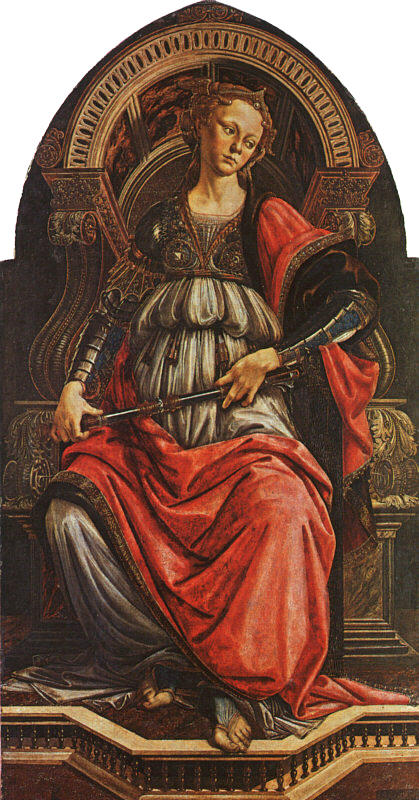
Botticelli, La Force (1470).
Botticelli, La Naissance de Vénus (1485 env).
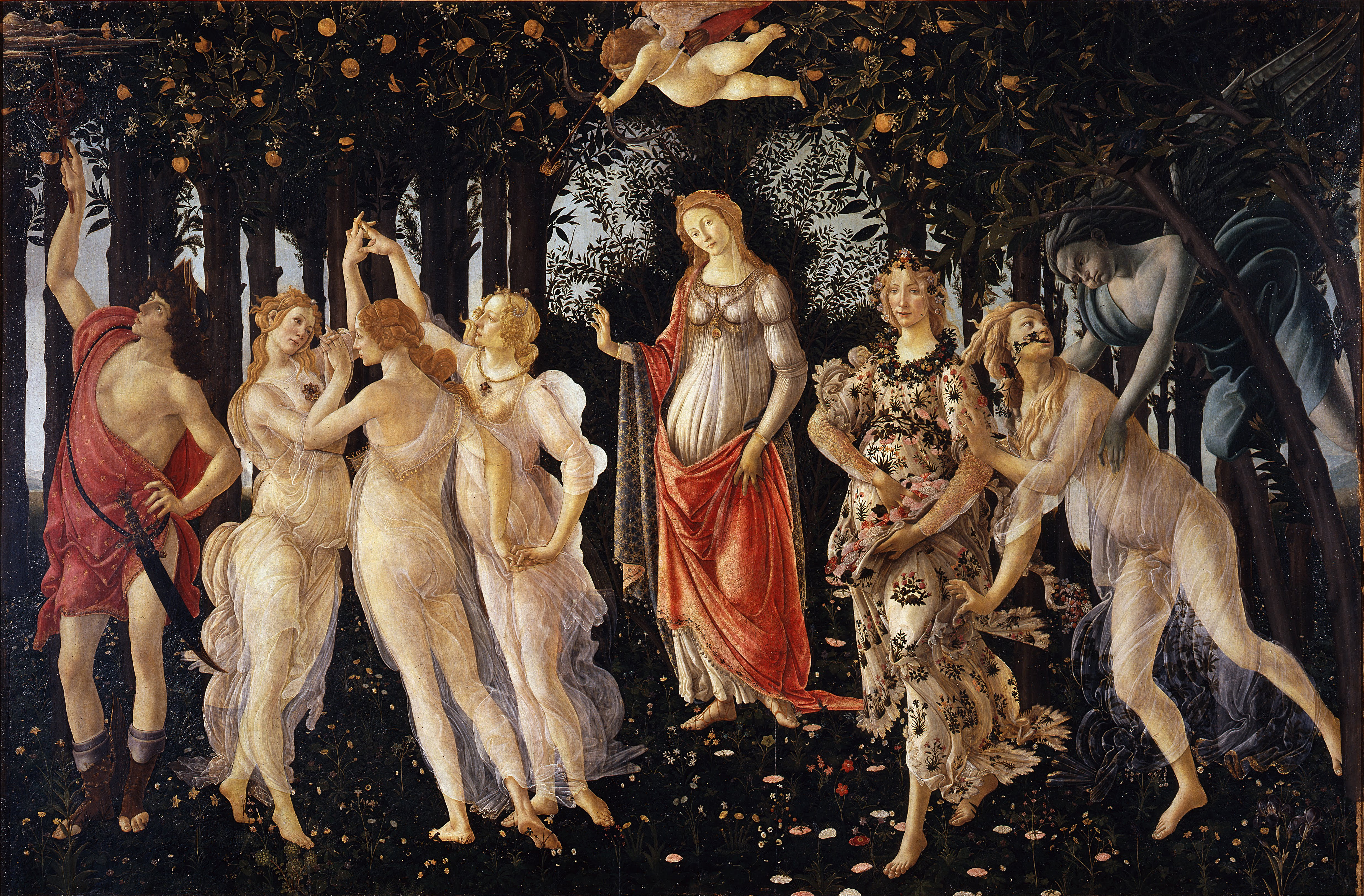
Botticelli, Le Printemps (1478 env).

#### Le jeune Léonard de Vinci

Léonard, Portrait de Ginevra de' Benci (1475 environ).

En 1469, Léonard de Vinci entre dans l'atelier de Verrocchio comme apprenti. À partir des années 1470, il reçoit une série de commandes qui montrent son adhésion au style « finito », avec un rendu du détail méticuleux, une exécution picturale souple et une ouverture aux influx flamands comme l'Annonciation (1472-1475 environ) et la Madone à l'œillet (1475-1480). Dans cette dernière œuvre émerge déjà une rapide maturation du style de l'artiste orienté vers une plus grande fusion entre les éléments de l'image, avec des passages lumineux et de clair-obscur plus sensibles et fluides ; en effet, la Vierge émerge d'une pièce en pénombre, en contraste d'un lointain et fantastique paysage qui apparaît par deux fenêtres sur le fond.
La rapide maturation du style de Léonard le met en confrontation avec son maître. Dans le passé, une série de sculptures de Verrocchio ont été attribuées au jeune Léonard comme la Dama col mazzolino de Verrocchio (1475-1480), dans lequel le tendre rendu du marbre semble évoquer les effets atmosphériques des œuvres picturales de Léonard comme le Portrait de Ginevra de' Benci (1475 environ). Les points communs entre ces deux œuvres se retrouvent aussi au niveau iconographique, si l'on considère que le tableau de Léonard était à l'origine de plus grande taille, avec la présence des mains dans la partie inférieure desquelles il reste une étude de mains sur papier dans la collection royale du Château de Windsor.
Le Baptême du Christ (1475-1478), une œuvre collaborative entre les deux artistes, signe le point de contact le plus proche, néanmoins, en 1482 l’expérience florentine de Léonard prend fin quand, après avoir commencé l'Adoration des mages, il prend ses distances avec les artistes appelés à travailler à la Chapelle Sixtine et déménage à Milan,.

#### Domenico Ghirlandaio

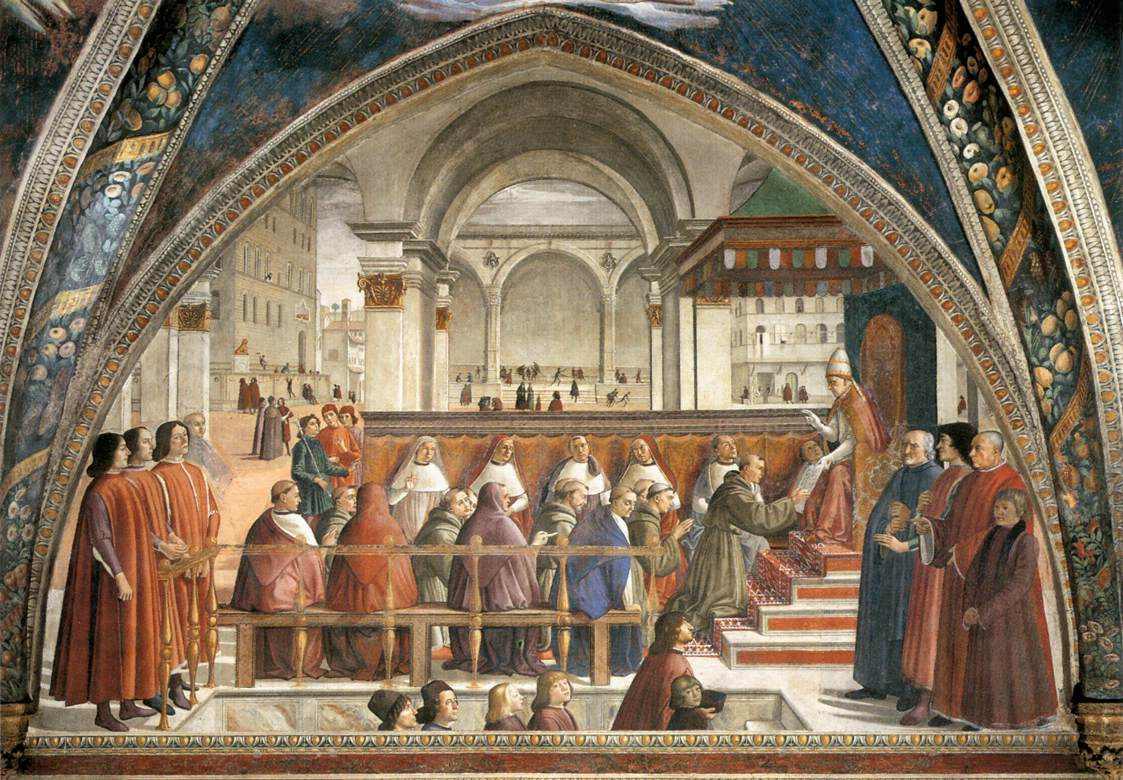
Domenico Ghirlandaio, Conferma della Regola francescana, Chapelle Sassetti (1482-1485).

Domenico Ghirlandaio figure, avec Sandro Botticelli, Cosimo Rosselli et Le Pérugin, parmi les membres de la mission ambasceria artistica décidée par Laurent de Médicis afin de se reconcilier avec le pape Sixte IV. Il est envoyé à Rome afin de décorer la chapelle Sixtine.
Domenico Ghirlandaio se forme d'abord dans l'atelier d'Alesso Baldovinetti, où il entre en contact de l'art flamand dont le style reste une constante tout au long de son activité, puis probablement dans celui de Verrocchio.
À cette spécificité, il ajoute dès ses premières œuvres un attrait pour les compositions sereines et équilibrées ainsi que pour la réalisation de portraits très expressifs du point de vue physionomique et psychologique. De retour de Rome, il enrichit son répertoire par la reproduction de monuments antiques. Toutes ces caractéristiques complétées par sa capacité d'organiser avec ses frères un atelier performant font de lui au cours des années 1480 le principal artiste sollicité par les clients de la haute bourgeoisie florentine. À partir de 1482, il travaille aux Histoires de saint François dans la Chapelle Sassetti de la basilique Santa Trinita, puis à partir de 1485 à la Chapelle Tornabuoni dans Santa Maria Novella.
Son talent de conteur, la clarté et l'attractivité de son langage sont à l'origine de son succès. Son public ne se trouve pas dans les cercles intellectuels néoplatoniciens, mais parmi la classe de la haute bourgeoisie habituée aux échanges commerciaux et bancaires plutôt qu'à la littérature et la philosophie antique, désireuse de se voir représenter comme participant aux histoires sacrées et peu encline aux frivolités et aux inquiétudes qui traversent l'esprit de peintres comme Botticelli et Filippino Lippi.

## Crise savonarolienne
À la mort du roi Ferdinand Ier de Naples, en 1494, Charles VIII prend le titre de roi de Naples et de Jérusalem et pénètre en Italie. C'est le début de la première guerre d'Italie (1494-1497). Les équilibres régissant le fragile système politique des « signorie » italiennes sont mis à mal, portant à une première vague d'instabilité. À Florence, un soulèvement populaire chasse Pierre de Médicis, fils de Laurent, instaurant une nouvelle république guidée spirituellement par le prêcheur Jérôme Savonarole. En 1496, le moine condamne ouvertement les doctrines néoplatoniciennes et humanistes, exhortant à mettre en œuvre une vigoureuse réforme des us et coutumes dans un sens ascétique. L'exaltation de l'homme et de la beauté est déchue ainsi que toute production et collection de l'« art profane », culminant avec le bûcher des Vanités. Le 23 mai 1497, Savonarole est excommunié par Alexandre VI et en 1498, le pape l’accuse d’hérésie, de prophétisme, de sédition et d’erreur religieuse et est brûlé sur la place le 23 mai 1498. Cette exécution renforce l'égarement spirituel et la crise sociale minant pour toujours le système de certitude humaniste qui fonde la première Renaissance.
Ces tragiques événements ont des conséquences dans la production artistique aussi bien pour les nouvelles demandes de la part de donneurs d'ordre « pleureurs », suiveurs de Savonarole, que pour la crise religieuse et la nouvelle orientation spirituelle de certains artistes comme Fra Bartolomeo, Michelangelo Buonarroti et Sandro Botticelli qui après avoir rencontré Savonarole, ne peint plus de nus féminins.

### Botticelli tardif
Les dernières œuvres de Sandro Botticelli sont toutes caractérisées par une ferveur religieuse et témoignent d'une réflexion sur les principes qui ont guidé la précédente activité de l'artiste. Le repli vers des modes du début du Quattrocento met en évidence l'abandon des systèmes figuratifs traditionnels.
Le tournant est clairement évident dans l'œuvre allégorique de La Calomnie d'Apelle (1496). L'œuvre prétend recréer une peinture perdue du peintre grec Apelle, qui a été créée afin de se défendre d'une accusation injuste et décrite par Lucien de Samosate. Dans une loggia monumentale, un mauvais juge est assis sur le trône conseillé par l'Ignorance et le Soupçon ; devant lui se trouve la Rancœur, l'homme en guenilles tient par le bras la Calomnie, une belle femme richement vêtue se faisant apprêter par la Séduction et la Fourberie. La Calomnie traîne d'une main sur le sol le « calomnié » impuissant et de l'autre main empoigne une torche sans flamme symbole de la fausse connaissance. La vieille dame sur la gauche est le Remords et la dernière figure de femme est la Nuda Veritas, dont le regard tourné vers le ciel indique la seule source de Justice. La décoration dense des éléments architecturaux et la frénésie des personnages accentuent le sens dramatique du tableau. L'ensemble recrée une sorte de « tribunal de l'histoire » dont l'accusation semble dirigée contre le monde antique dont on constate amèrement l'absence de justice, une des valeurs fondamentales de la vie civile.
Des exemples de régression stylistique sont le Retable de San Marco (1488-1490), avec un archaïsant fond doré et La Nativité mystique (1501), où les distances spatiales se confondent, les proportions dictées par les hiérarchies choisies et les poses expressives souvent accentuées finissant par paraître non naturelles.

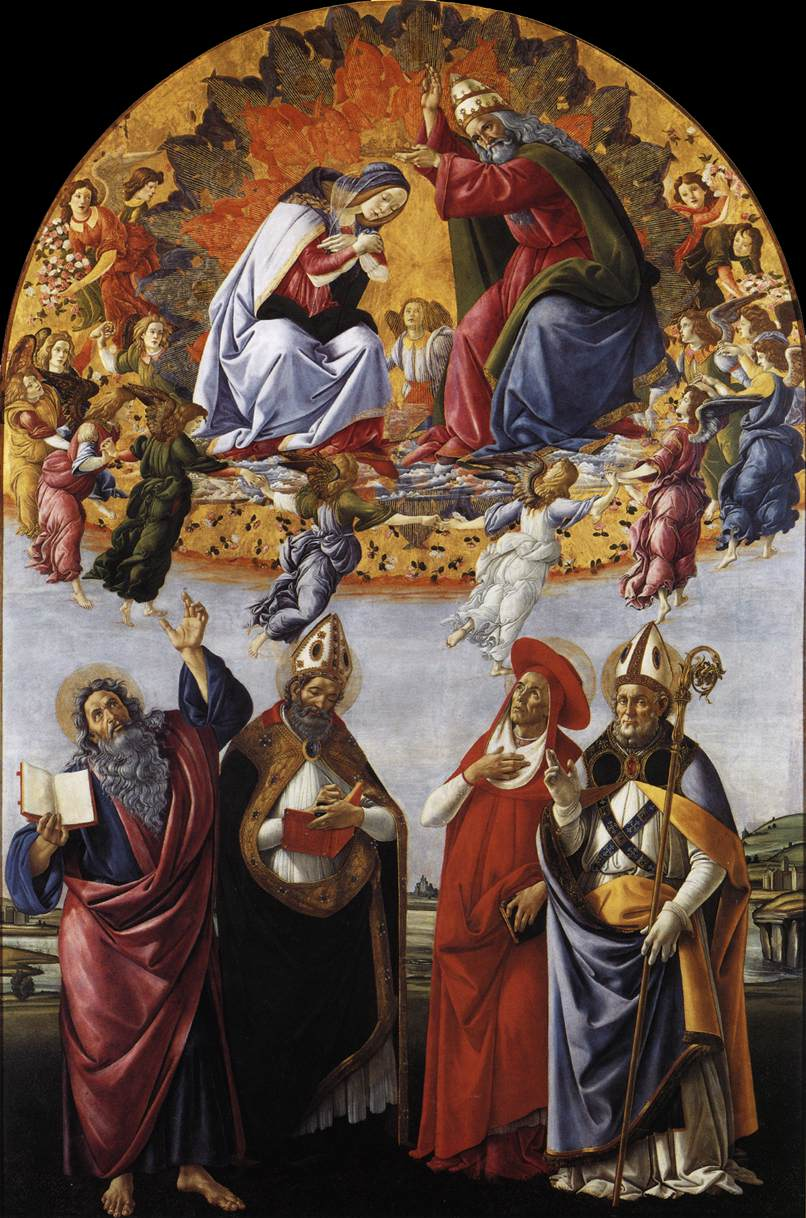
Le Retable de San Marco (1488-1492).
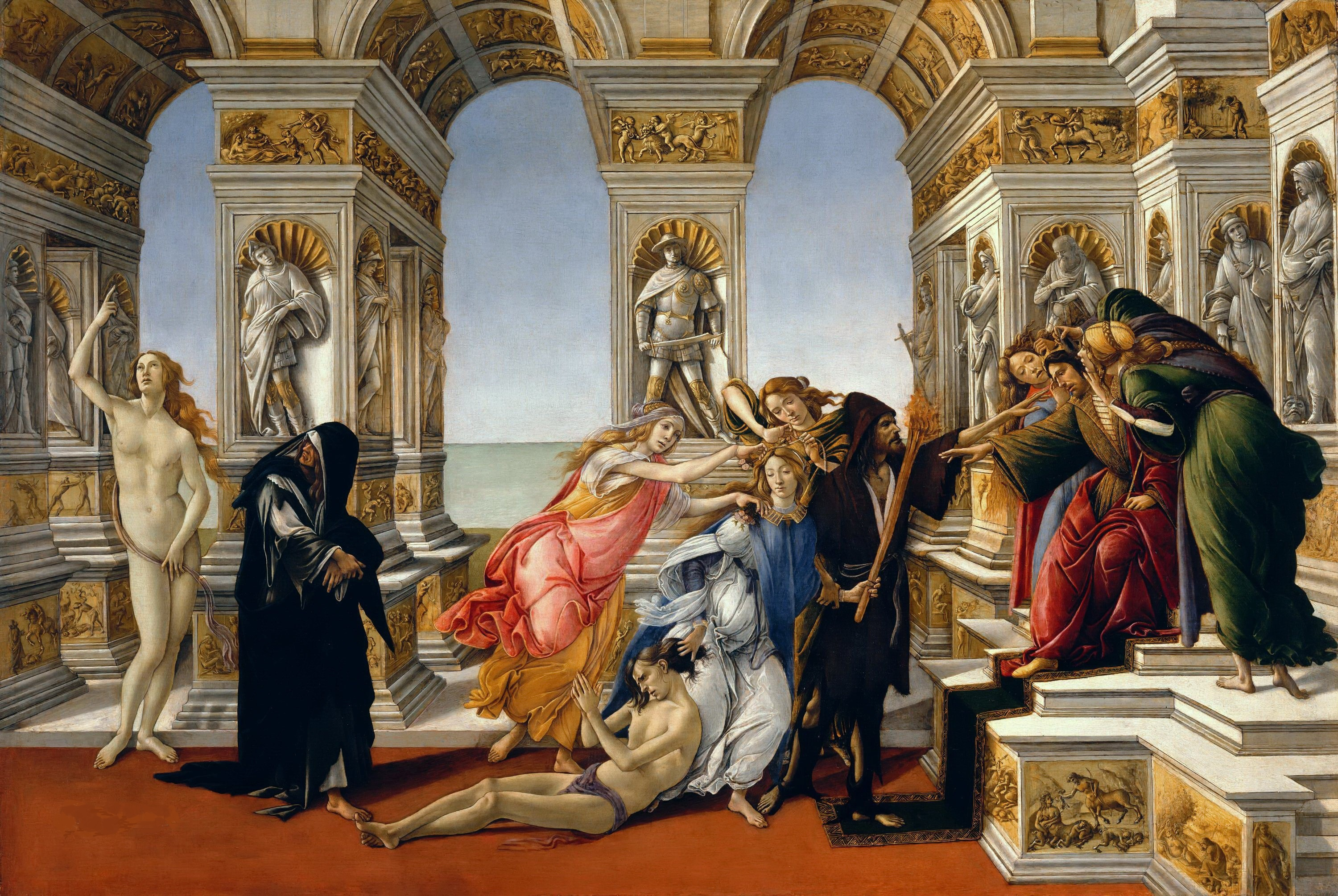
La Calomnie d'Apelle (1496).
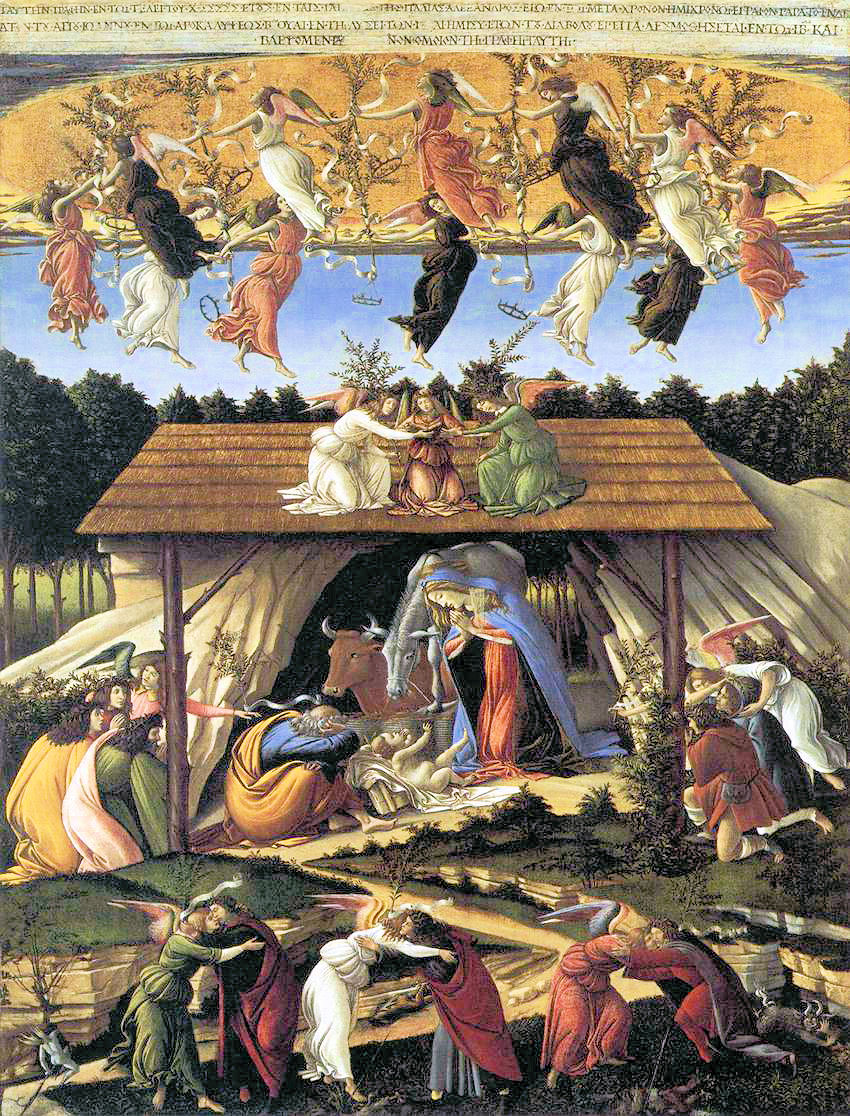
Nativité mystique (1501).

### Filippino Lippi

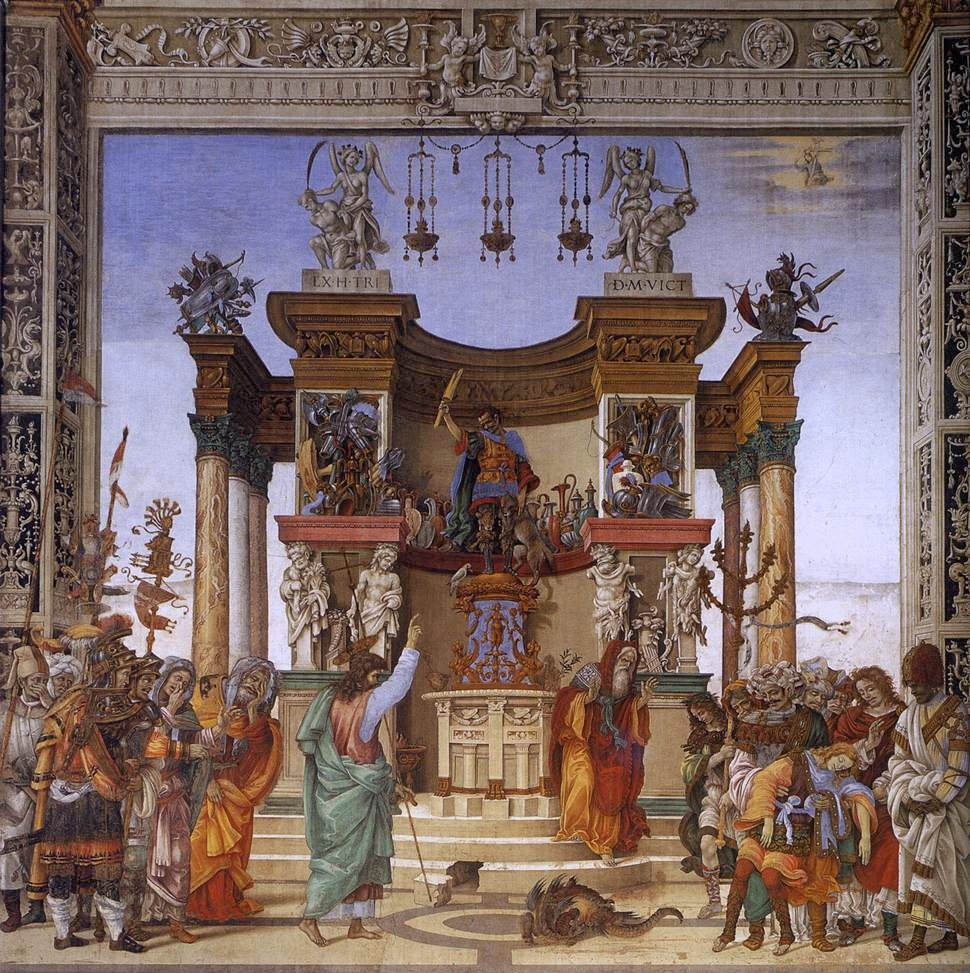
Filippino Lippi, Saint Philippe chasse le dragon du temple de Hierapolis, Chapelle de Filippo Strozzi à Santa Maria Novella (1487-1502).

Filippino Lippi, fils de Fra Filippo Lippi, fait partie des premiers artistes à manifester dans son style un sentiment de malaise. Présent probablement à la chapelle Sixtine à côté de Botticelli, pendant son séjour, il enrichit son répertoire de références archéologiques, inspiré par une volonté de commémorer le monde antique.
Filippino Lippi est influencé par la période de Savonarole et le débat entre deux partis, un favorable au moine (Piagnoni) et l'autre aux Médicis (Palleschi). Pendant ces années, le choix appartient au parti choisi par le commanditaire. Ainsi, à côté des productions flamboyantes destinées à l'aristocratie on trouve aussi des œuvres austères issues des prédications du moine.
Filippino Lippi travaille pour les deux partis. Un mysticisme intense se lit dans le couple de panneaux de saint Jean-Baptiste et de Marie de Magdala conservés à la Galleria dell'Accademia de Florence.
Filippino Lippi campe ses personnages dans un paysage qui recrée le monde antique dans ses moindres détails, montrant l'influence du style grottesco qu'il avait vu lors de son voyage à Rome.C'est dans les fresques de la chapelle Carafa que l'on peut déceler ce qui va devenir la caractéristique du style de Filippino : l'élégance et la simplicité botticellienne est compliquée par l'introduction de détails de plus en plus nombreux et une architecture fantastique, « où il déploie un faste archéologique étonnant. ».
Il crée de cette façon une « animation », mystérieuse et fantastique mais son style inquiétant montre aussi l'irréalité dans un genre de cauchemar. Il dépeint ainsi d'impitoyables bourreaux déformés aux visages sombres qui menacent les saints. Dans la scène Saint Philippe chasse le dragon de Hierapolis, la statue du « dieu païen » Mars est une figure menaçante qui semble défier le saint chrétien.

### Le jeune Michel-Ange

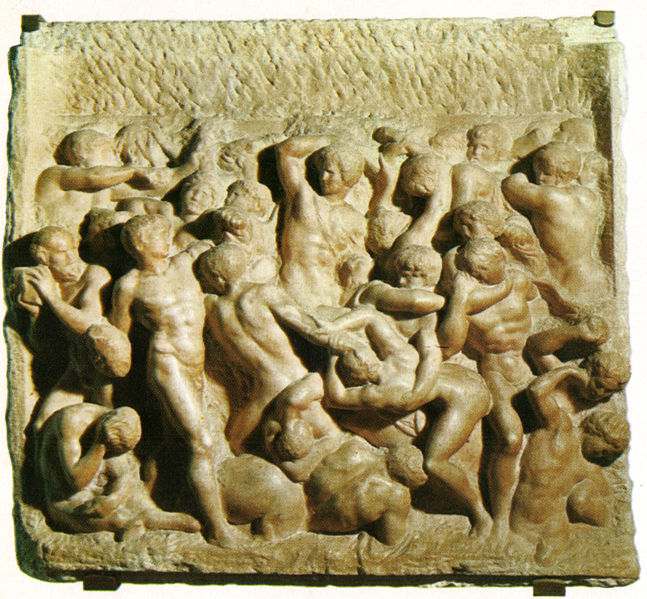
Michel-Ange, Bataille des Centaures (1492 env).

Michelangelo Buonarroti entre très jeune comme apprenti dans l'atelier des frères Daniele et Domenico Ghirlandaio,,. Il copie des maîtres comme Giotto à la Chapelle Peruzzi ou Masaccio à la Chapelle Brancacci. Déjà dans ces premiers travaux, il montre une facilité d’assimilation des éléments stylistiques fondamentaux des maîtres, en particulier sur les aspects plastiques et monumentaux,.
Entré sous la protection de Laurent de Médicis, il étudie les modèles classiques mis à la disposition des Médicis dans le jardin du couvent San Marco, où l'artiste prend conscience de l'indissoluble unité entre les images des mythes et les passions qui les ont animées, devenant rapidement capable de faire revivre le style classique sans être un interprète passif qui copie un répertoire. Dans ce sens, la Bataille des Centaures (env 1492) en est un exemple. Le mouvement tumultueux et le fort contraste rappellent les sarcophages romains et les bas-reliefs de Giovanni Pisano, et le Cupidon dormant perdu, présenté comme une œuvre classique et qui trompe à Rome le cardinal Riario, qui, une fois la colère passée après la découverte de la supercherie, veut rencontrer l'artiste en le faisant venir à Rome où il réalisera ses premiers chefs-d'œuvre,.
Mais à côté de ces œuvres animées et vigoureuses, Michel-Ange démontre une capacité à adopter des langages divers comme dans la Vierge à l'escalier (1490-1492), de ton plus intime. Inspirée du stiacciato de Donatello, elle montre, outre une certaine virtuosité, la capacité de transmettre une impression d'énergie bloquée, donnée par la position insolite de la Vierge et de l'Enfant qui semblent montrer leurs épaules au spectateur.
Au cours des années suivantes, touché par les prédications de Savonarole, il abandonne les sujets profanes et charge ses œuvres de significations psychologiques et morales.

## Période des «génies»

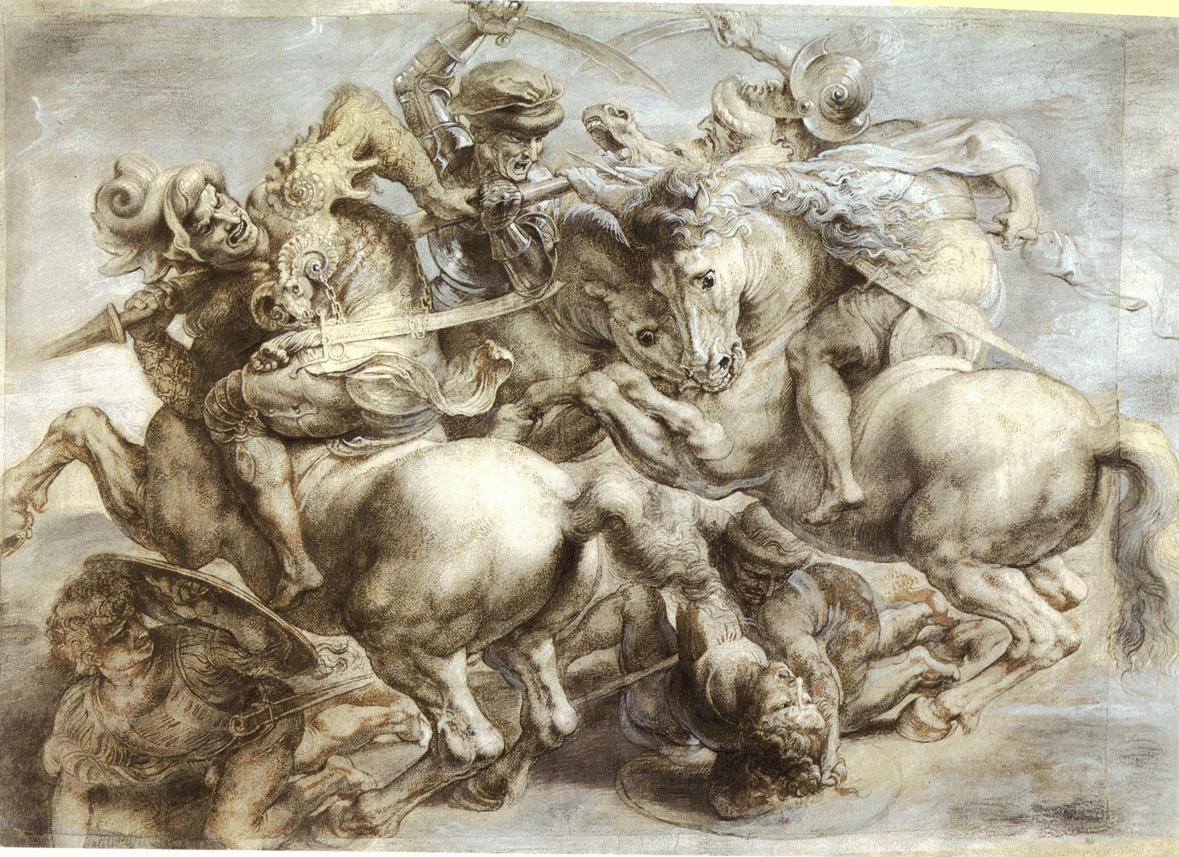
Rubens, copie de La Bataille d'Anghiari de Léonard de Vinci.

La Joconde

La dernière période de la République florentine, celle du gonfalonier à vie de Pier Soderini, bien qu'insignifiant du point de vue politique, marque une étonnante reprise de la production artistique, favorisant la reprise des commandes aussi bien publiques que privées. De grands artistes sont rappelés à Florence afin d'accroître le prestige de la nouvelle république, générant un rapide et consistant renouvellement artistique.
Les acteurs principaux de cette période sont Léonard de Vinci et Michel-Ange, rentrés en ville après des séjours dans d'autres centres puis Raphaël, revenu dans la cité afin de s'informer sur les nouveautés d'alors.

### Retour et départ de Léonard
Léonard retourne à Florence un peu avant le mois d'août 1500 après la chute de Ludovic Sforza. Quelques mois plus tard, il expose à la basilique Santissima Annunziata un carton avec Sant'Anna dont Vasari fait la description :
« Finalmente fece un cartone dentrovi una Nostra Donna et una S. Anna, con un Cristo, la quale non pure fece maravigliare tutti gl’artefici, ma finita ch’ella fu, nella stanza durarono due giorni d’andare a vederla gl’uomini e le donne, i giovani et i vecchi, come si va a le feste solenni, per veder le maraviglie di Lionardo, che fecero stupire tutto quel popolo. »
— Giorgio Vasari, Le vite de' più eccellenti pittori, scultori e architettori (1568), Vita di Lionardo da Vinci.
        
« Finalement [Léonard] fit un carton avec la Vierge et une Sainte Anne, avec un Christ qui ne fit pas l'unanimité des amateurs d'art, mais une fois l'œuvre terminée, pour la voir, les hommes, les femmes, jeunes et vieux défilèrent dans la pièce pendant deux jours comme l'on va aux fêtes solennelles, pour voir les merveilles de Léonard qui ont ébloui tout ce peuple »
Il semble désormais admis que ce ne soit pas le Carton de sant'Anna aujourd'hui conservé à la National Gallery à Londres mais plutôt un carton préparatoire ayant servi pour La Vierge, l'Enfant Jésus et sainte Anne du Louvre, complétée beaucoup plus tard. Les deux œuvres sont néanmoins fidèles à l'œuvre florentine. Dans celle de Londres, les figures sont serrées en un bloc unique et articulées dans un riche entrelacs de gestes et de regards, avec un modelé fluide des plissés et drapés ; très rapprochées au premier plan, les figures sont monumentales et grandioses comme dans la Cène, tandis que le sfumato génère un délicat équilibre dans l'alternance des ombres et lumières. La composante émotionnelle est puissante, surtout au point de force du regard de sainte Anne tourné vers la Vierge. L'œuvre de Paris est plus souple et naturelle, avec des attitudes élégantes et avec un profond paysage rocheux que le sfumato relie aux figures. La leçon de Léonard eut un fort impact sur les artistes locaux, révélant un nouvel univers formel qui ouvre de nouveaux horizons inexplorés dans le domaine de la représentation artistique.
En 1503 Léonard, quelque temps avant Michel Ange, est désigné pour décorer avec une fresque une partie des grandes parois du Salle des Cinq-Cents au Palazzo Vecchio avec une représentation de La Bataille d'Anghiari, un fait d'armes victorieux pour la République destiné à faire « pendant » avec la Bataille de Cascina de Michel-Ange.
Pour ce travail, Léonard expérimente une nouvelle technique qui lui permette de ne pas être handicapé par le temps bref nécessaire pour réaliser la fresque, en s'inspirant de la peinture à l'encaustique décrite par Pline l'Ancien dans son Historia naturalis. Comme pour La Cène, ce choix se révèle inadapté. La dimension de la peinture ne permet pas d’atteindre avec les feux une température suffisante pour sécher les couleurs qui couvrent le crépi, celles-ci s'estompent ou disparaissent. En décembre 1503 l'artiste interrompt le transfert du dessin du carton à la paroi, frustré par ce nouvel échec.
Parmi les meilleures copies inspirées du carton de Léonard, toutes partielles, figure celle de Rubens, au Louvre.
Le carton est perdu et les dernières traces de l'œuvre ont été probablement couvertes en 1557 par les fresques de Vasari.
À partir des dessins préparatoires, on constate la forte différence de représentation par rapport aux anciennes peintures de batailles, organisée par Léonard comme un tourbillon renversant avec une richesse inédite de mouvements et d'attitudes liées à la « folie bestiale » (pazzia bestialissima, comme la désignait l'artiste.
La Joconde, probablement portrait de Lisa Gherardini, épouse de « Giocondo », date de ces mêmes années. Œuvre majeure de Léonard, elle est caractérisée par des trépas lumineux infimes (sfumato), par la perspective atmosphérique du paysage et le sourire énigmatique qui a contribué au développement du mythe.
En 1508, l'artiste repart d'abord pour Milan, puis en 1516 pour la cour de France, devenant le peintre de François Ier,.

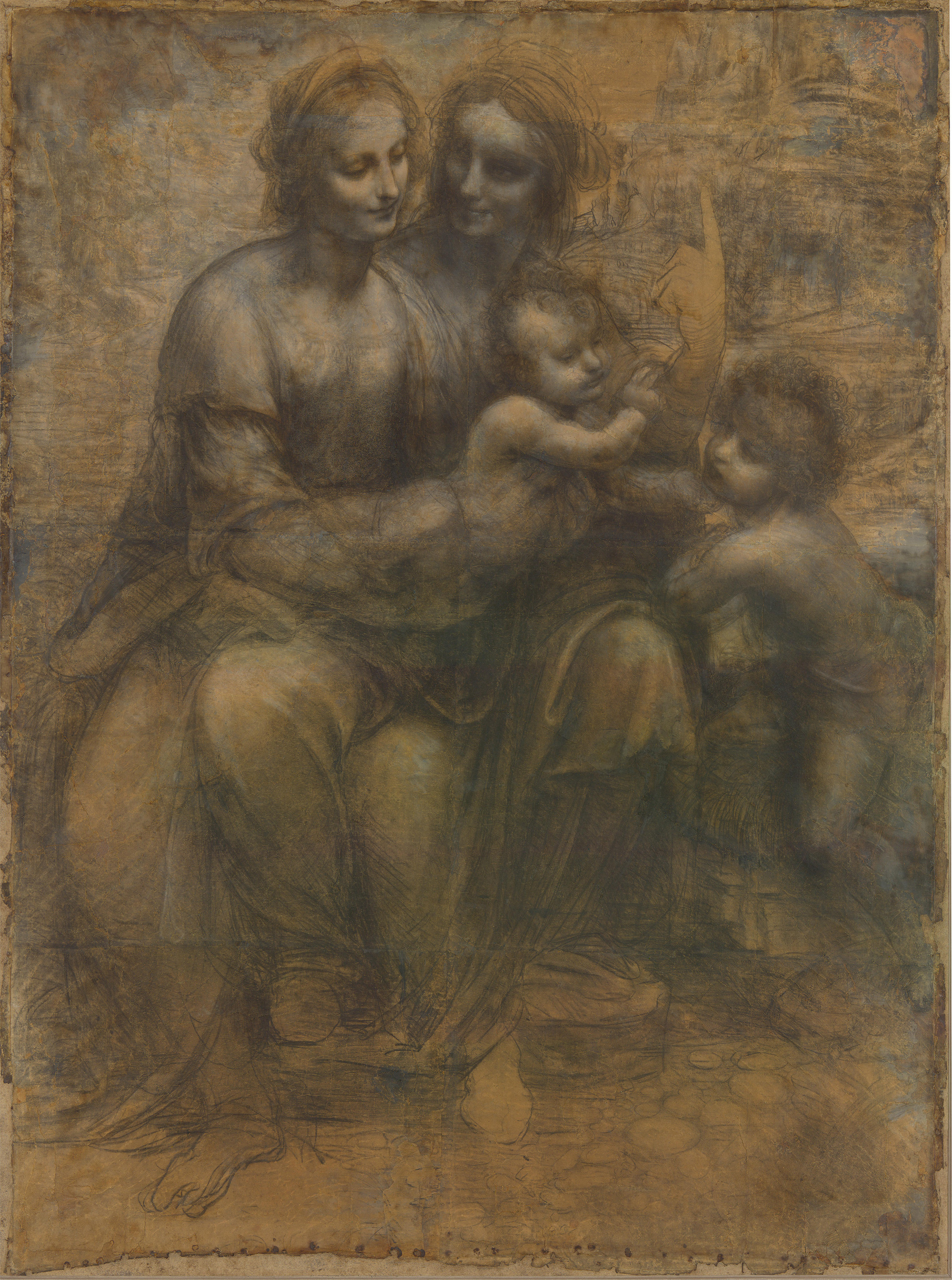
Carton de sant'Anna, National Gallery.
La Vierge, l'Enfant Jésus et sainte Anne, Le Louvre.
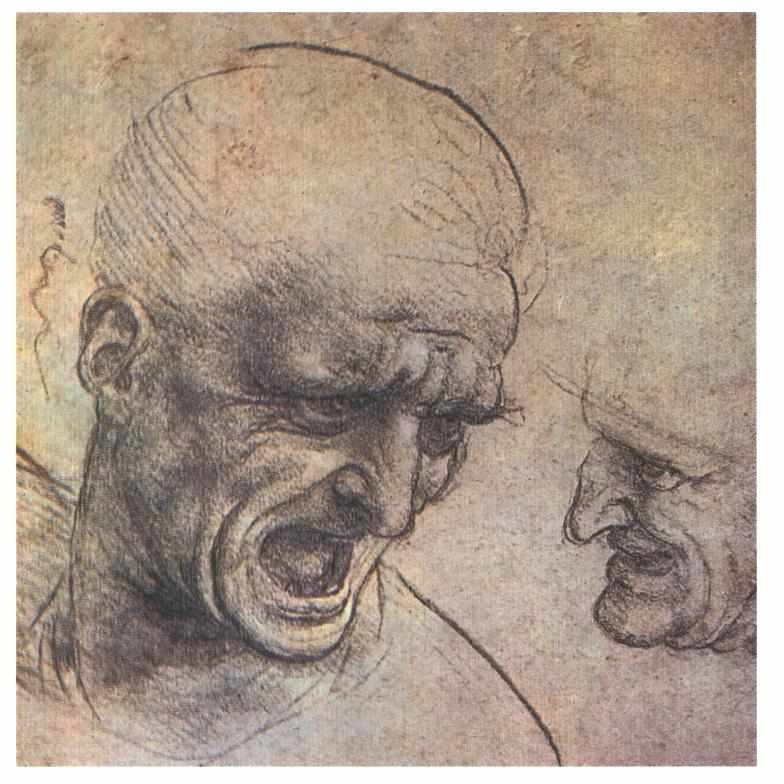
Étude de visages pour la Bataille d'Anghiari.

### Retour de Michel-Ange (1501-1504)

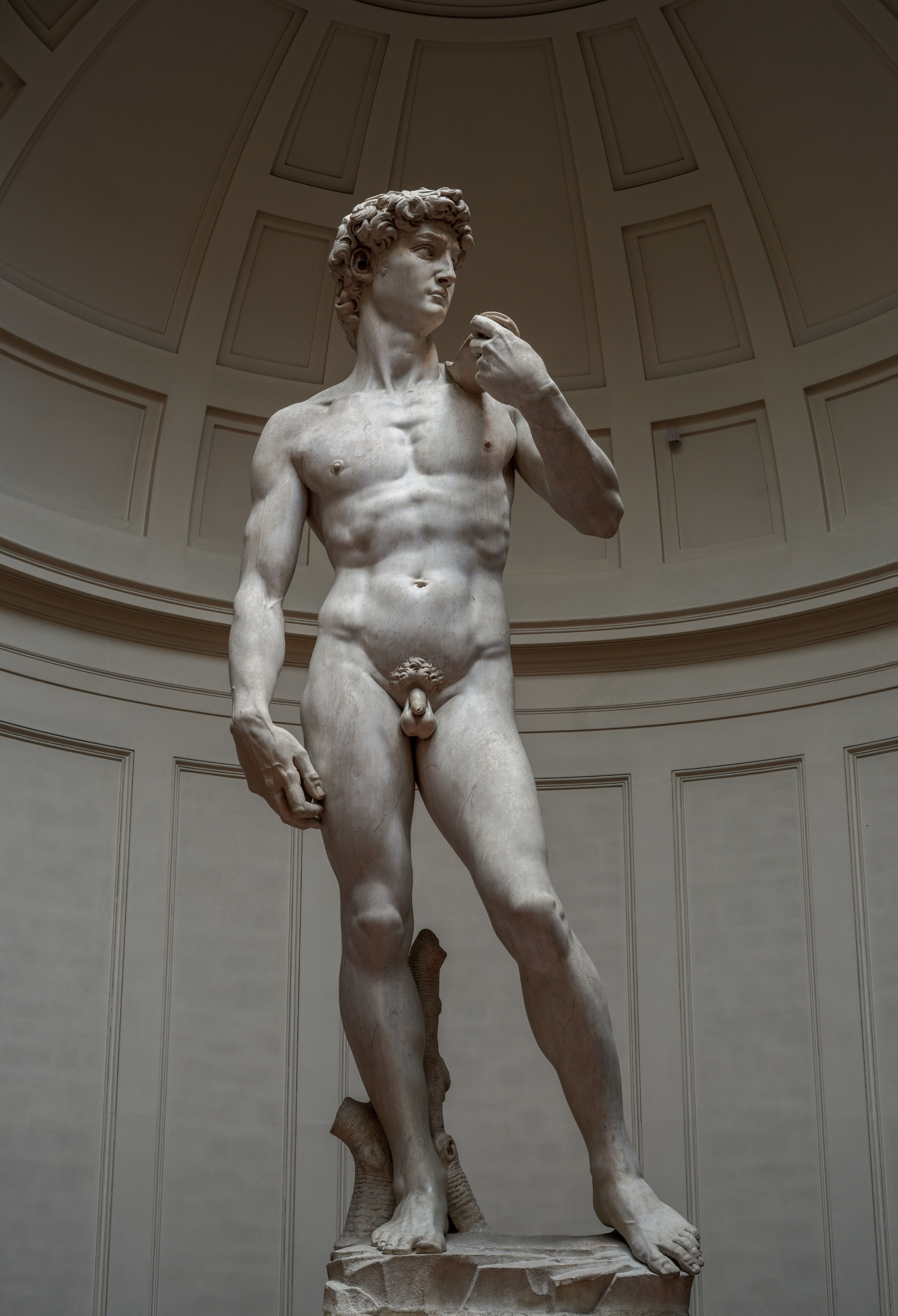
Michel-Ange, David.

Après avoir résidé quatre ans à Rome, au printemps 1501, Michel-Ange rentre aussi à Florence. Les consuls de l'Arte della Lana et les ouvriers du Dôme de Florence lui confient un énorme bloc de marbre pour sculpter un David, un défi exaltant auquel l'artiste travaille toute l'année 1503, procédant aux finitions au début de 1504. Le « colosse », comme est appelée à l'époque la sculpture, est un triomphe de virtuosité anatomique ostentatoire, représentant David comme un adolescent rêveur et déjà vainqueur, s'éloignant avec force de l'iconographie traditionnelle du héros biblique athlétique représenté jusque-là en pleine force de l'âge et s'apprêtant à livrer bataille. Le membres du David sont tous en tension et le visage est concentré, manifestant une concentration maximale aussi bien physique que psychologique. La nudité, la beauté, le sens de domination des passions afin de défaire l'ennemi font du David un symbole de la vertu de la République ainsi que la parfaite incarnation de l'idéal physique et moral de l'homme de la Renaissance. L'emplacement initial prévu sur les contreforts du Dôme est rapidement muré et la statue est placée finalement devant le Palazzo dei Priori.
L'œuvre est à l'origine d'un fort enthousiasme qui consacre la renommée de l'artiste et lui garantit un grand nombre de commandes, dont une grande série d'apôtres pour le Dôme. dont il n'ébauche toutefois que San Matteo, une Madone pour une famille de marchands de Bruges et une série de tondi, sculptés et peints. Michel-Ange part soudainement pour Rome en mars 1505 laissant de nombreux projets inachevés.
Michel-Ange est influencé par la Sant'Anna de Léonard. En effet, il en reprend le thème dans quelques dessins, dont un est conservé à l'Ashmolean Museum, dans lequel le mouvement circulaire du groupe est bloqué par des effets clairs-obscurs plus profonds, semblant presque sculptés. Dans la Madone de Bruges, on assiste au contraste entre la froide rigidité de Marie et le dynamisme de l'Enfant qui semble se projeter vers le spectateur, se charger de significations symboliques. Leurs figures sont inscriptibles dans une ellipse d'une grande pureté et d'une apparente simplicité qui en exalte la monumentalité.
Vu l'« inachevé » de certains tondi comme le Tondo Pitti et le Tondo Taddei, il est difficile d'établir si Michel-Ange voulait s'inspirer du sfumato atmosphérique de Léonard. Une nette réaction à une telle suggestion est témoignée dans le Tondo Doni,, peint probablement pour les noces d'Agnolo Doni et Maddalena Strozzi. Les figures des personnages, la sainte Famille sont enchaînées dans un mouvement en spirale avec une modélisation des plans de lumière et d'ombre nettement distincts, les profils saillants et les couleurs intenses.
À partir de 1504, Michel-Ange travaille sur une importante commande publique, la décoration sous forme de fresque de la salle des Cinq-Cents avec la bataille de Cascina, qui devait faire pendant à l'œuvre entamée par Léonard de Vinci. L'artiste prépare seulement un carton qui admiré et très étudié, victime de son succès est d'abord vandalisé, puis détruit. Le carton était devenu un modèle fondamental pour l'étude de la figure humaine en mouvement tant pour les artistes locaux que pour ceux de passage. De nombreuses figures y étaient représentées dans des attitudes extrêmement vivaces et dynamiques, avec de nombreux éléments empruntés à l'antiquité comme témoigné par les quelques copies et variantes étudiées dans les dessins préparatoires.

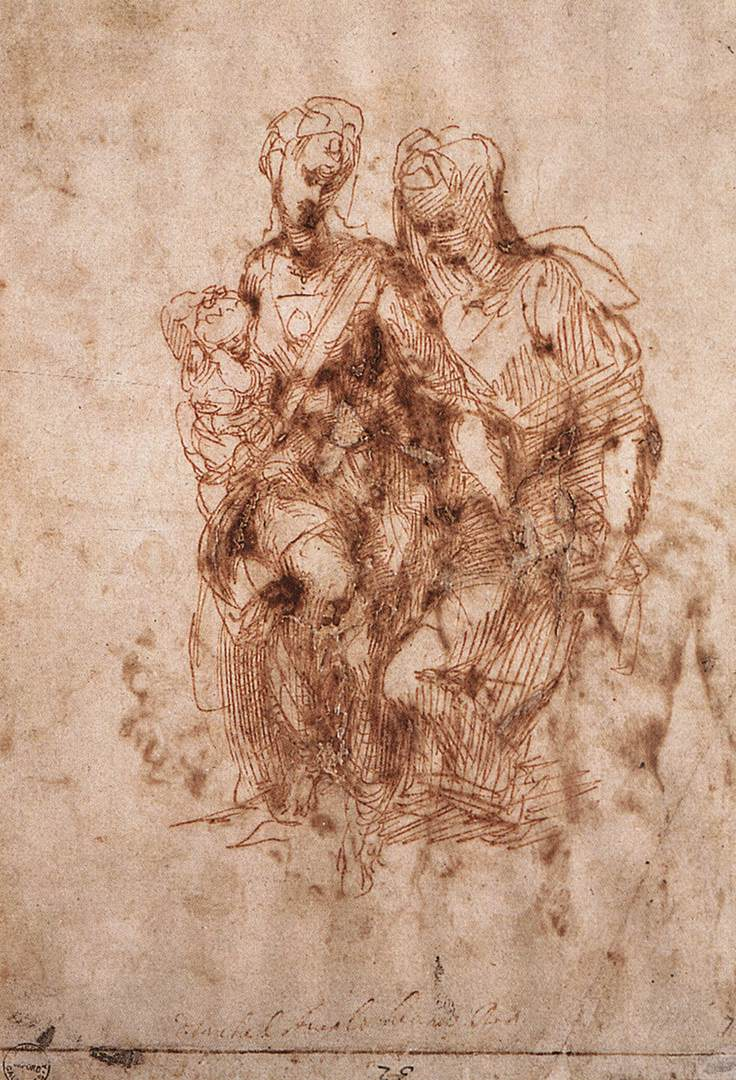
Madonna col Bambino e sant'Anna, Ashmolean Museum.
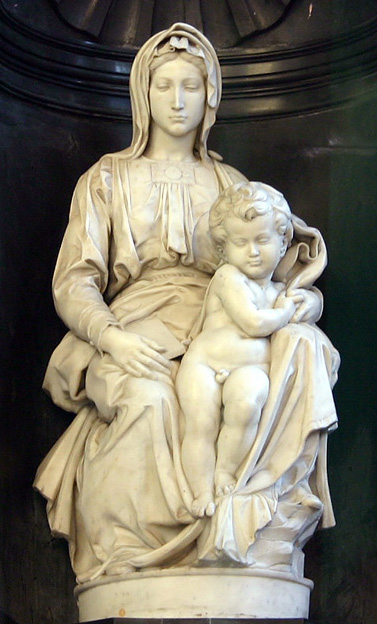
Madone de Bruges.
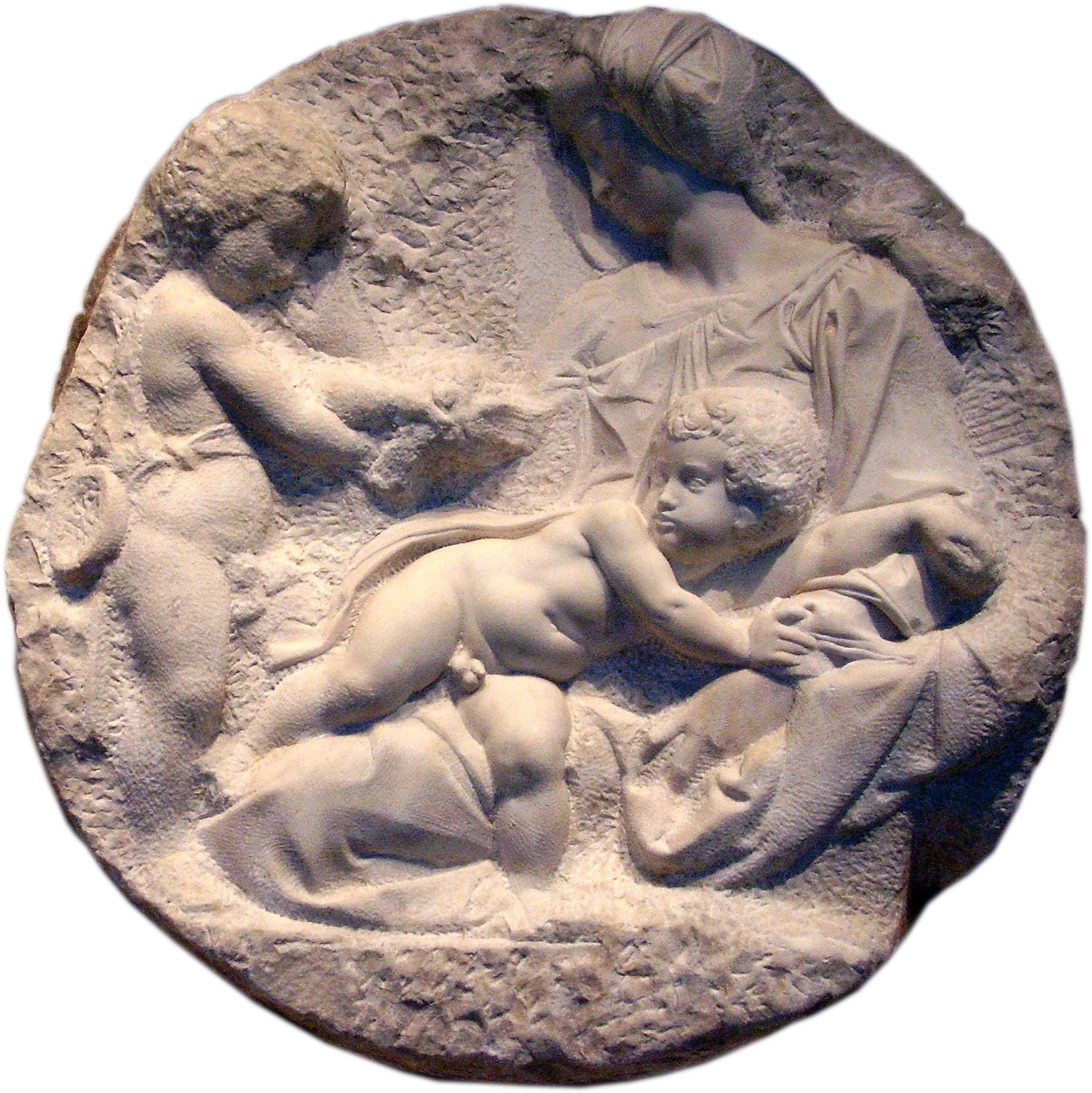
Tondo Taddei.
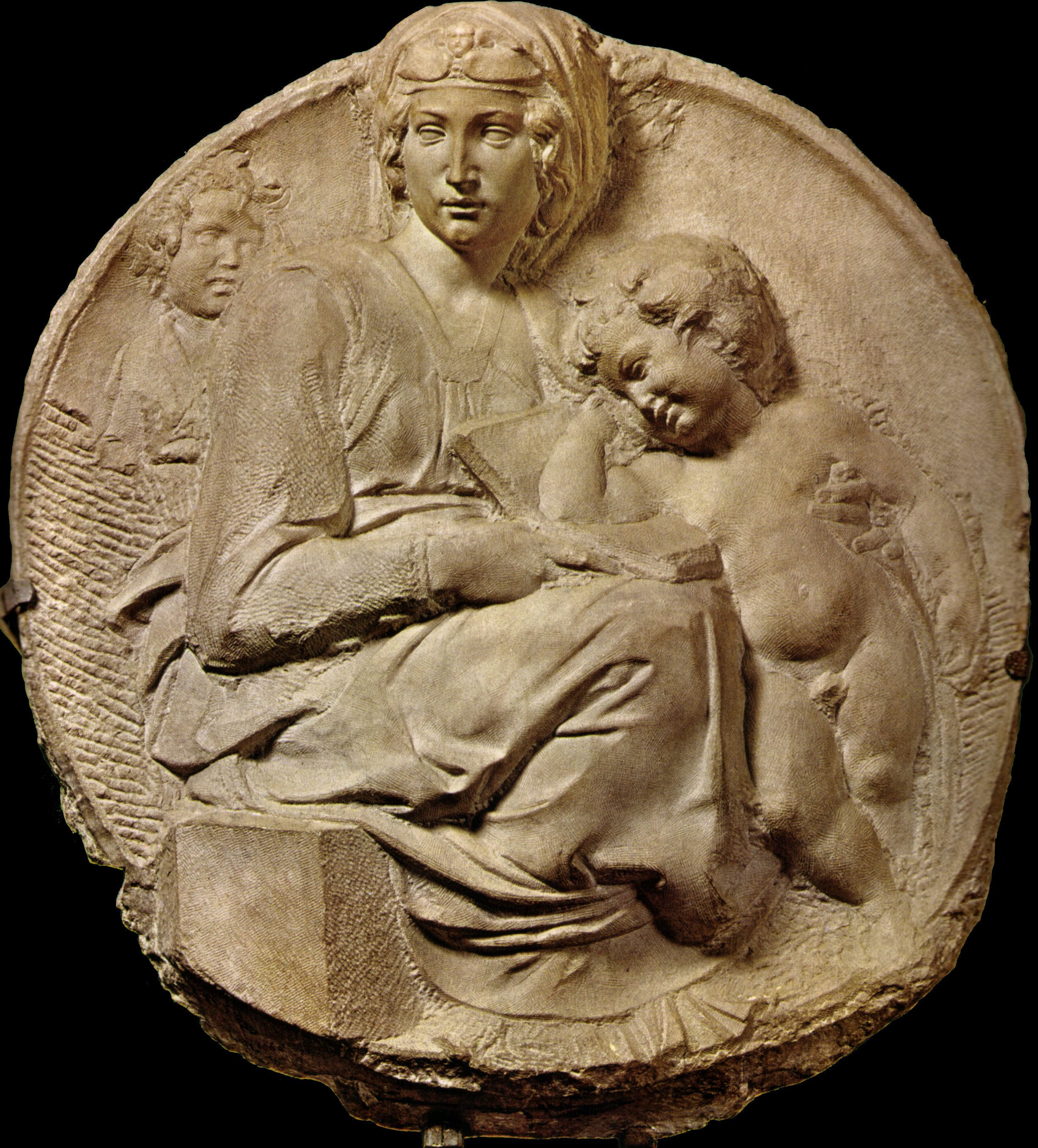
Tondo Pitti.
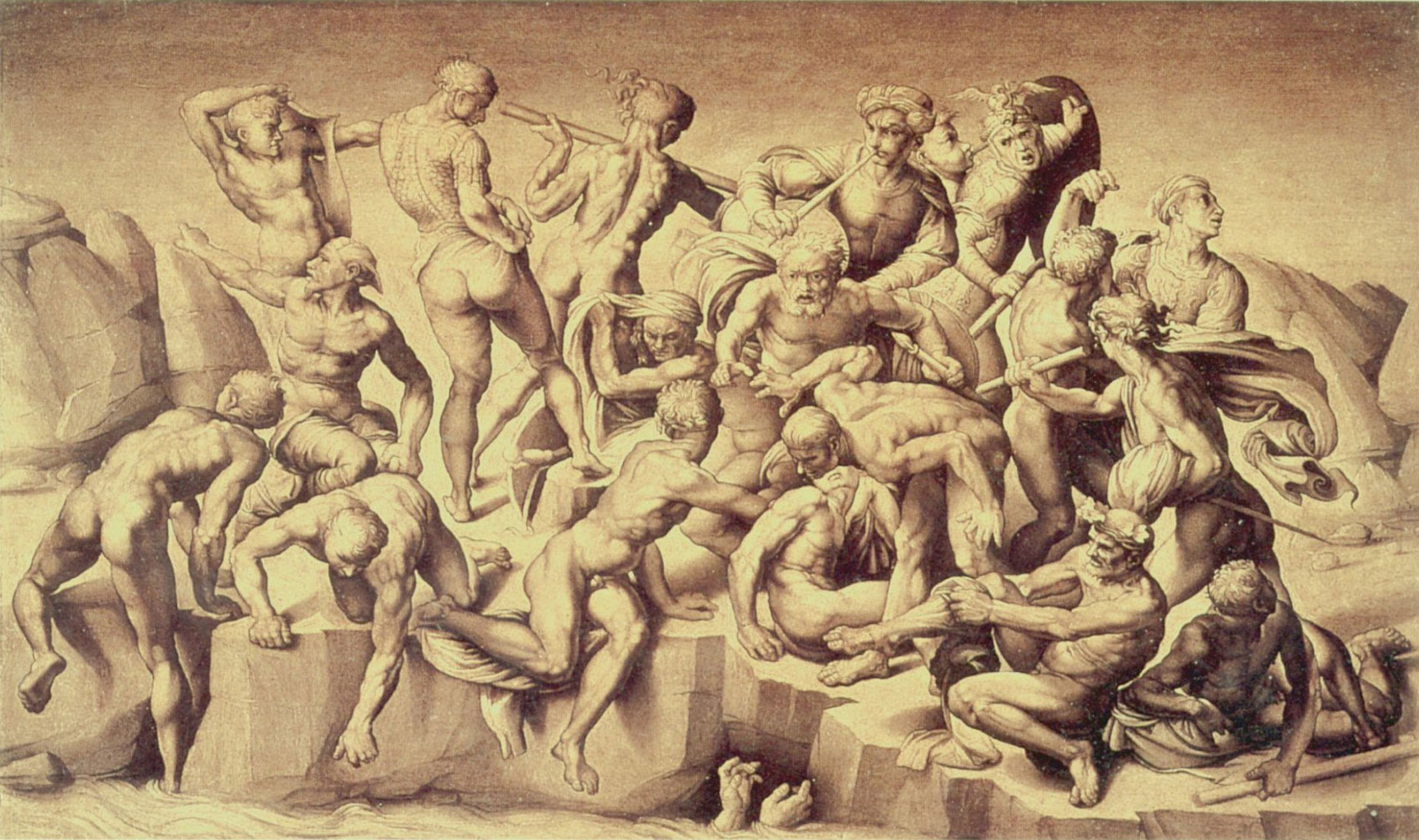
Aristotile da Sangallo, copie de la bataille de Cascina de Michel-Ange.

### Raphaël à Florence (1504-1508)

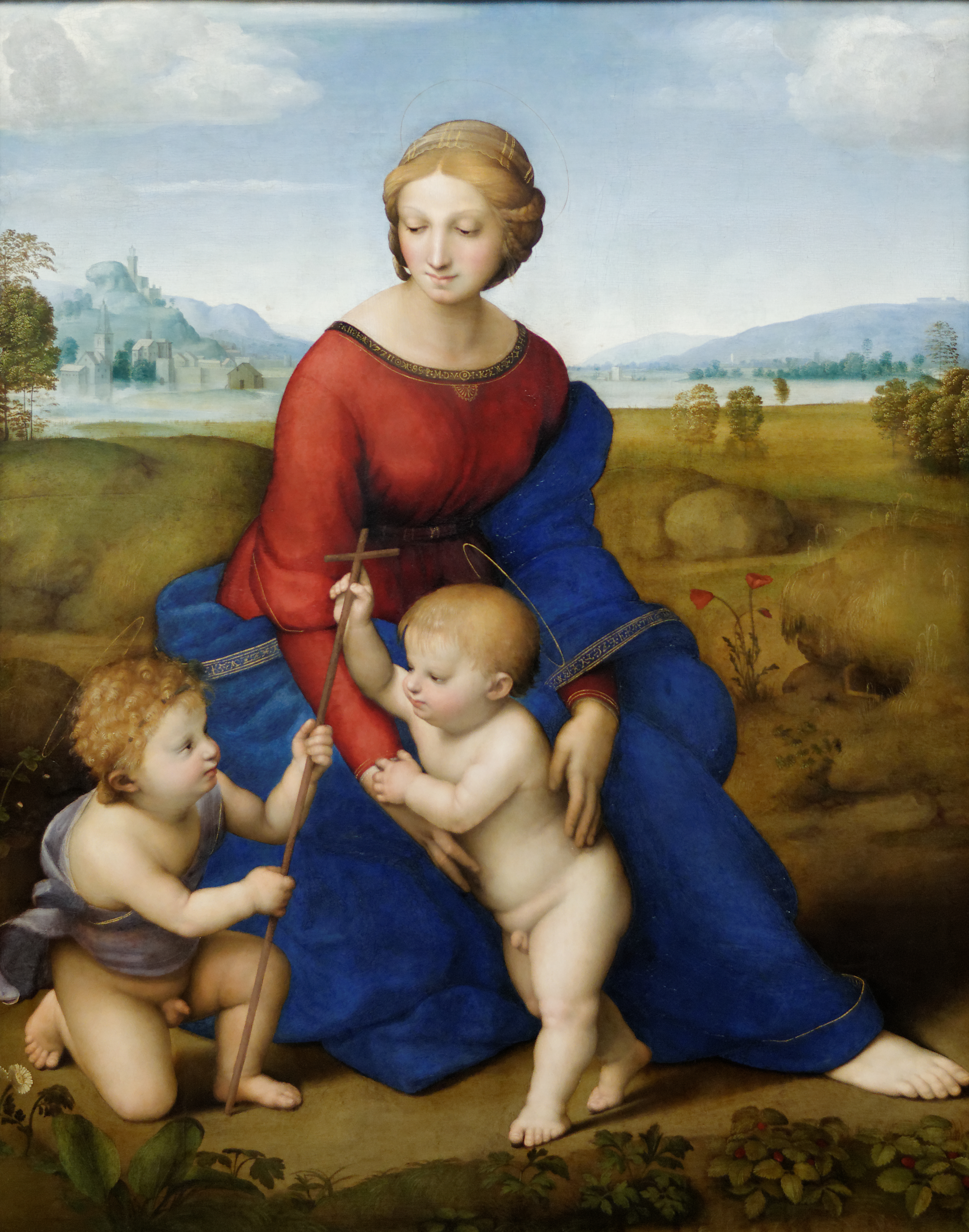
La Madone à la prairie (1506).

En 1504, l’écho des nouveautés dévoilées par les cartons de Léonard et Michel-Ange arrive jusqu'à Sienne où séjournait Raphaël Sanzio, élève du Pérugin et désormais jeune et prometteur artiste aidant Pinturicchio à la décoration de la Libreria Piccolomini. Décidé à se rendre à Florence, il se fait préparer une lettre de recommandation auprès du gonfalonier par Giovanna Feltria, duchesse de Sora, sœur du duc d'Urbino Jean della Rovere. À Florence, Raphaël étudie la tradition artistique locale du quattrocento jusqu'aux plus récentes nouveautés, démontrant une extraordinaire capacité d’assimilation.
Raphaël travaille surtout pour des commanditaires privés, créant de nombreux tableaux de petit et moyen format dont le thème est la dévotion, surtout des Vierge à l'Enfant et Sainte Famille. Il réalise aussi des portraits. Dans ces œuvres, il varie continuellement sur le thème, cherchant des regroupements et attitudes nouvelles, avec une attention particulière pour le naturel, l'harmonie à la couleur riche et intense avec un arrière-plan dérivant du style ombrien.
Le point de départ de ses compositions est multiple, il puise certaines suggestions comme la Madonna Pazzi chez Donatello dans La Vierge Tempi, le Tondo Taddei chez Michel-Ange dans La Petite Madone Cowper ou Madone Bridgewater. De Léonard, Raphaël adopte les principes de la composition plastico-spatiale, mais évite évite les allusions et implications symboliques. En outre, il préfère les sentiments spontanés et naturels à l'« indéfini léonardien ». Cela est évident dans les portraits comme celui de Maddalena Strozzi, où l'implantation à mi-figure dans le paysage, les mains croisées révèle son inspiration de la Joconde mais avec des résultats où prévalent la description des lignes physiques, des habits, des bijoux et la luminosité du paysage.
Alternant les voyages en Ombrie et à Urbino, il réalise à cette période une œuvre à Pérouse, le Retable Baglioni, réalisée à Florence et inspirée des tendances florentines. Dans le compartiment central, il représente la Déposition au tombeau, aboutissement de ses études et élaborations à partir de la Complainte sur le Christ mort du Pérugin de l'église florentine conservée dans la Galerie Palatine du Palais Pitti à Florence. L'artiste crée ainsi une composition monumentale dramatique et dynamique dans laquelle transparaissent des signes évidents du style de Michel-Ange et de l'antiquité, en particulier dans la Morte di Melagro que l'artiste a pu voir pendant un voyage à Rome en 1506.
Sa dernière œuvre de l'époque florentine de 1507-1508 est la Madone du baldaquin, un grand retable avec une Conversation sacrée organisée autour du point central constitué par le trône de la Vierge avec un fond architectonique grandiose coupé sur les côtés de façon à amplifier sa monumentalité. L'œuvre constitue un modèle pour la décennie suivante pour des artistes comme Andrea del Sarto et Fra Bartolomeo.

La Petite Madone Cowper.
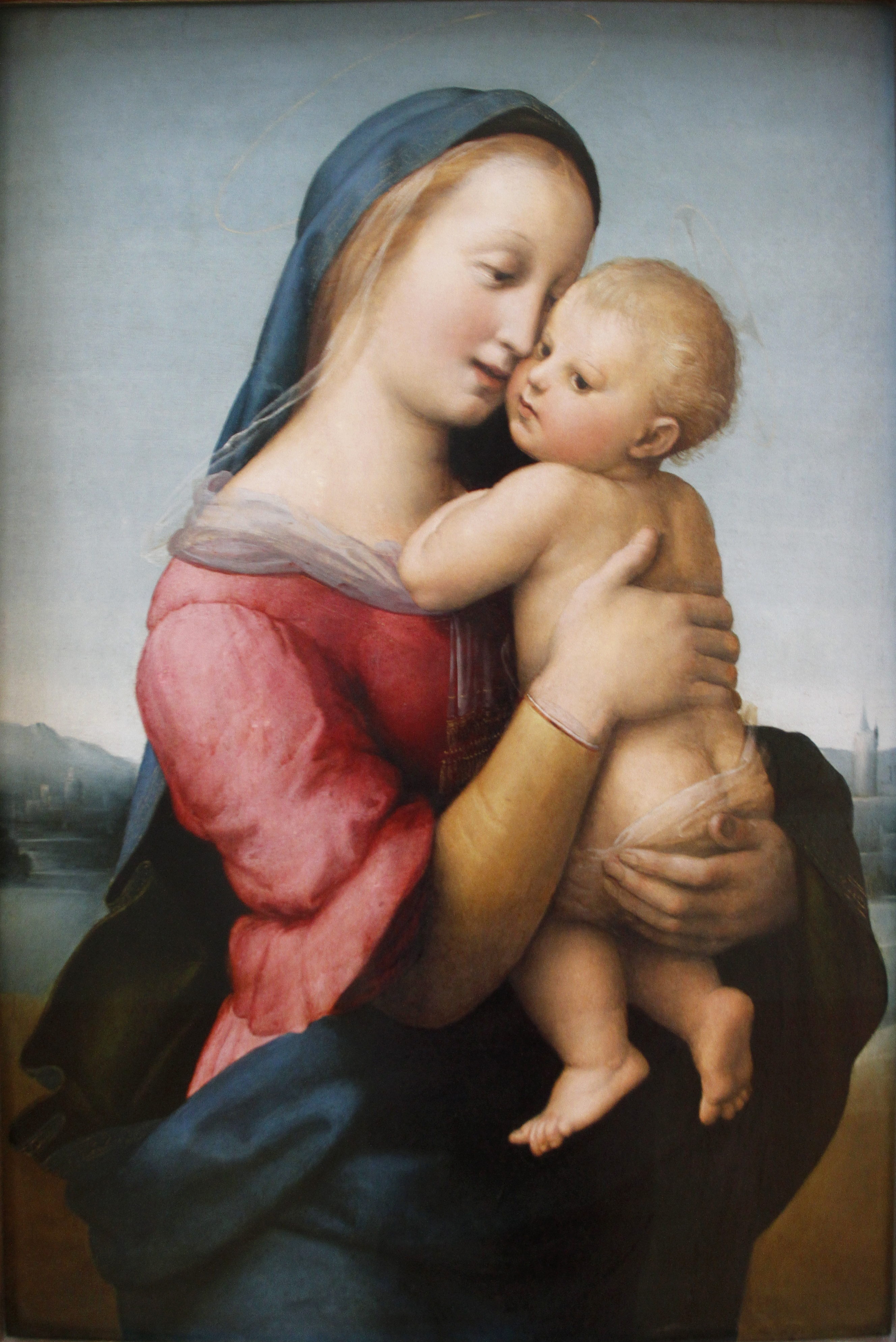
La Vierge Tempi.
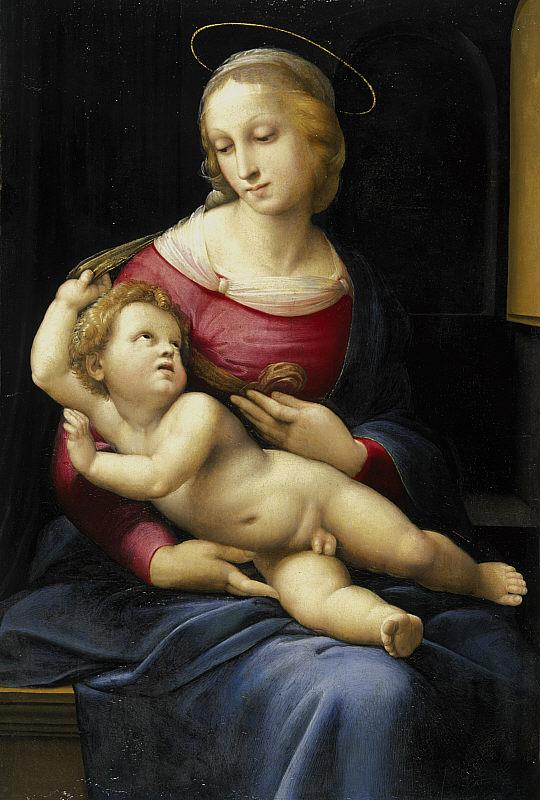
La Madone Bridgewater.
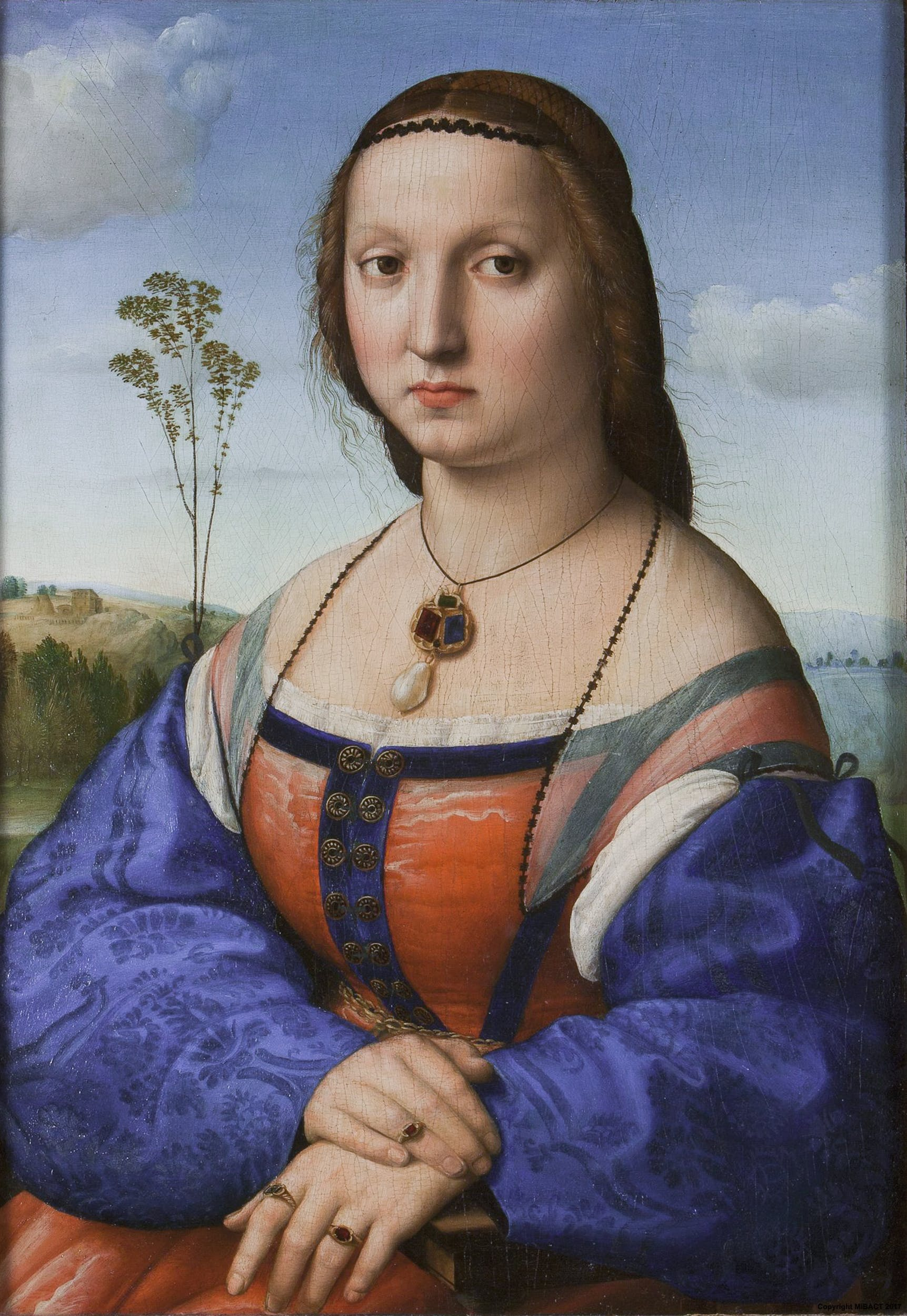
Portrait de Maddalena Doni
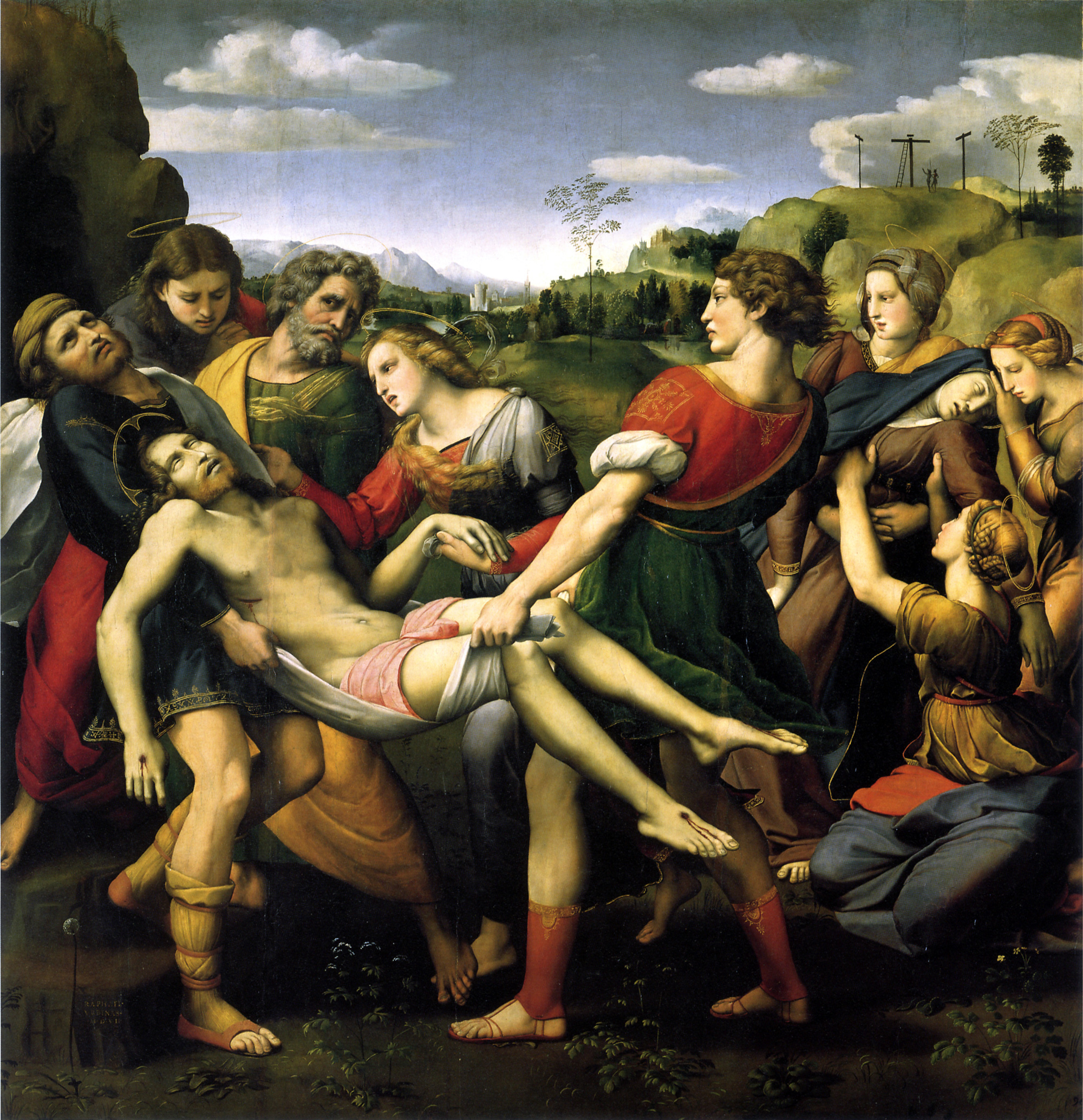
Déposition Borghèse.
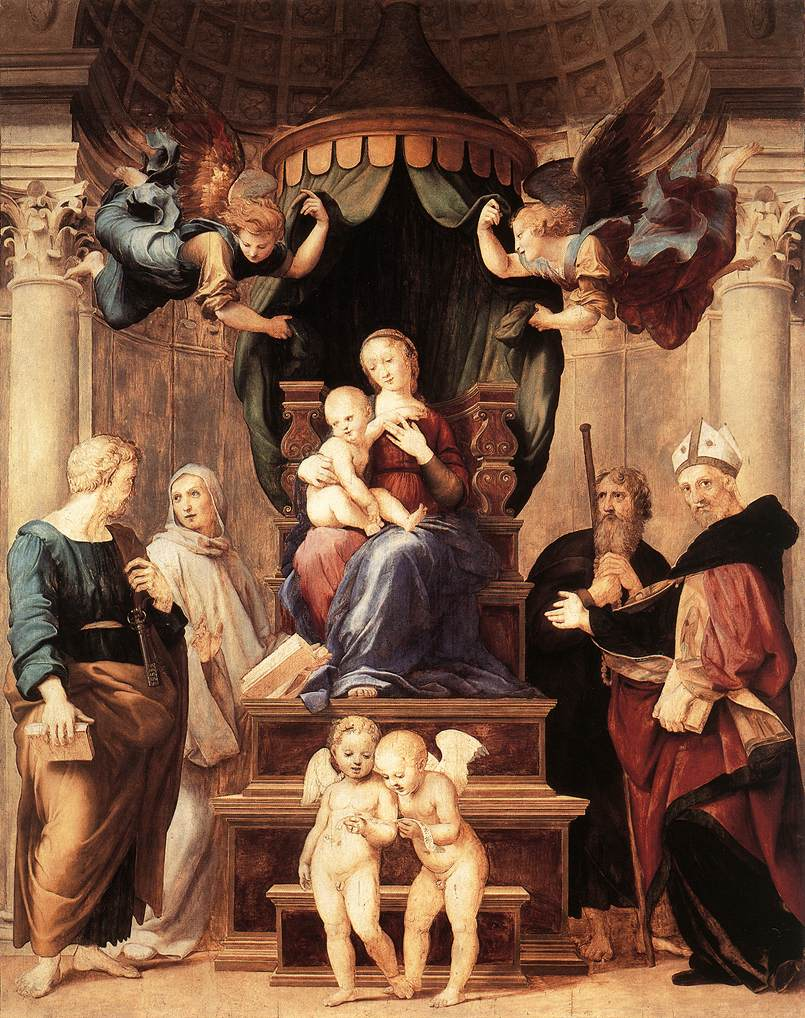
La Madone au baldaquin.

### Autres artistes

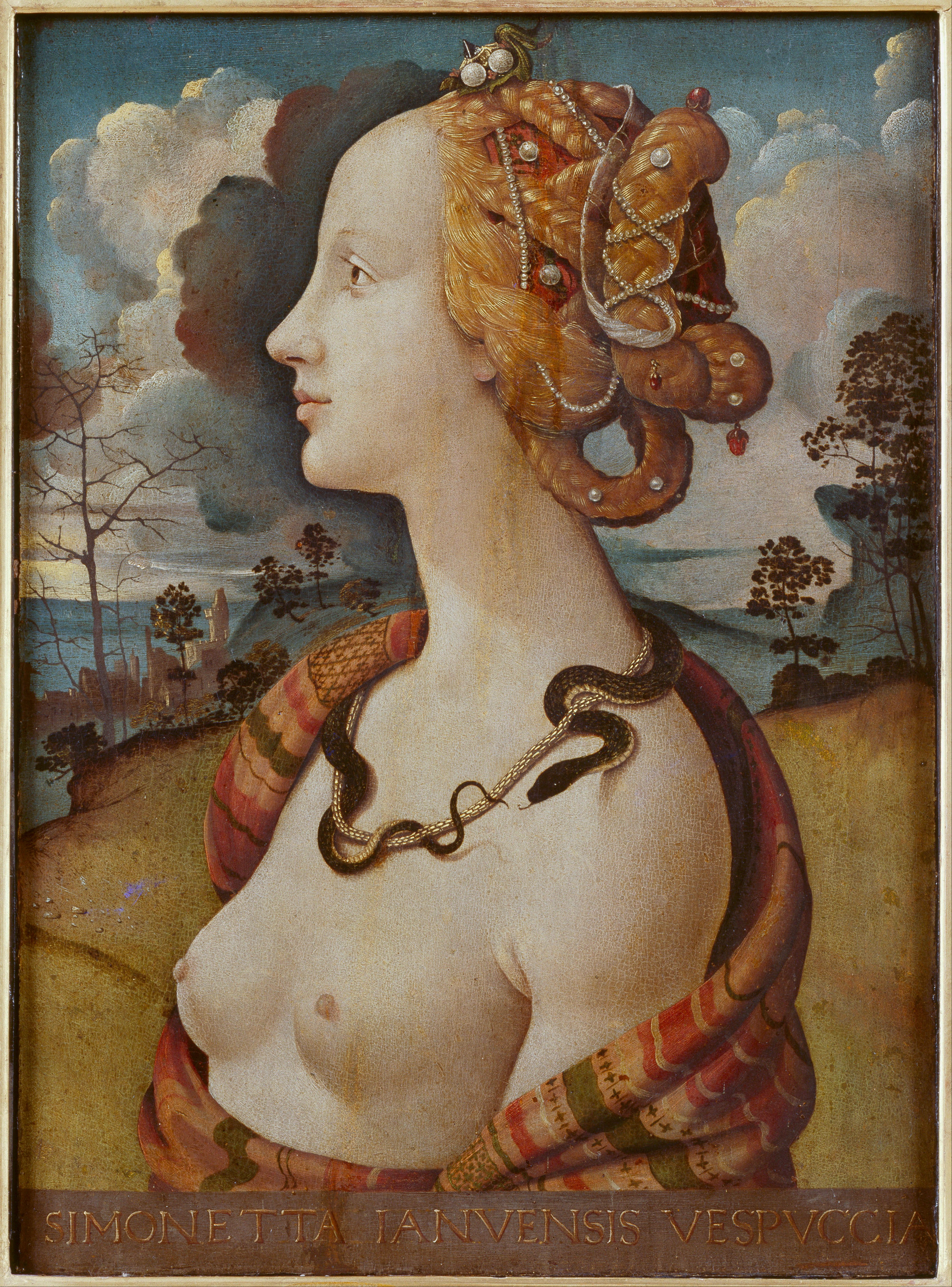
Piero di Cosimo, Portrait de Simonetta Vespucci (vers 1480).

Au cours du début du Cinquecento, de nombreux autres artistes travaillent à Florence. Ils apportent souvent des styles et contenus alternatifs de qualité, mais qui ne marquent pas de manière significative la période de leur empreinte.
Parmi ceux-ci se trouve Piero di Cosimo, le dernier grand artiste du filon de l'art florentin qui va de Filippo Lippi à Botticelli et Ghirlandaio. Piero, qui doit son surnom à son maître Cosimo Rosselli, est un artiste ingénieux doté de fantaisie, capable de créer des œuvres singulières et bizarres. Son œuvre explore la peinture religieuse, les portraits et les tableaux mythologiques. Beaucoup de ses peintures jouent sur un dualisme entre naïveté charmante et érotisme trouble qui apparaît très « moderne ». Certaines paraissent constituer une suite avec le thème des « Histoires de l'humanité primitive ».
En sculpture, Andrea Sansovino est avec son élève Jacopo une alternative à Michel-Ange. Sansovino est artisan de formes élancées et vibrantes.
D'autres sculpteurs, bien que très actifs et demandés comme Benedetto da Rovezzano, ne rénovent pas leur répertoire, restant fidèles à la tradition du XIVe siècle.
En architecture, Giuliano et Antonio da Sangallo le Vieux excellent dans les édifices sacrés à « plan central », tandis que dans la construction privée Baccio d'Agnolo importe des modèles classiques « à la romaine » comme dans le palais Bartolini-Salimbeni.

## Crise de la troisième décennie duXVIesiècle

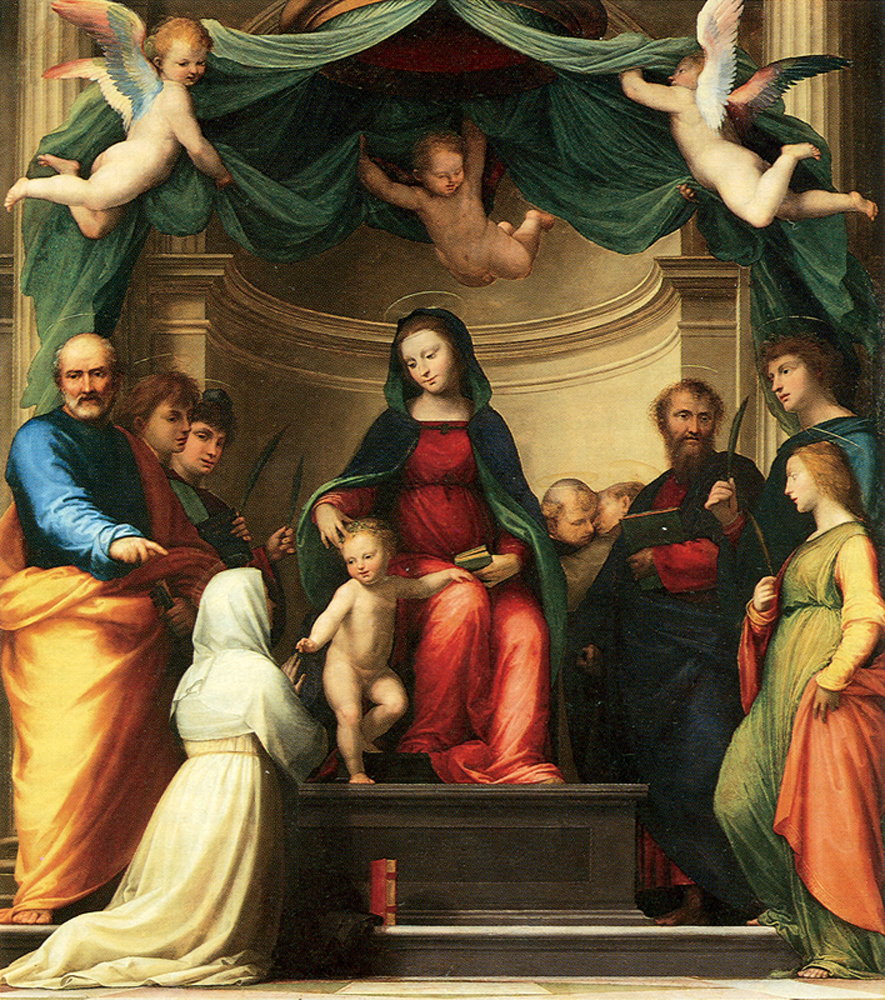
Fra Bartolomeo, Le Mariage mystique de sainte Catherine de Sienne (1511).

La nouvelle génération de peintres ne peut faire abstraction de la confrontation avec les « grands » et leurs œuvres restées en ville. Léonard, Michel-Ange et Raphaël font école. On assiste néanmoins à des tendances qui cherchent à surpasser leur exemple en mettant l'accent sur d'autres caractéristiques jusqu'à l'exagération. Il s'agit des prémices du maniérisme.

### Fra Bartolomeo
Après une pause de quatre années causée par sa prise de vœux, influencé par les prêches de Savonarole, Fra Bartolomeo se remet à peindre en 1504. Influencé à l'origine par son maître Cosimo Rosselli et l'entourage de Domenico Ghirlandaio, il s'oriente vers une conception sévère et essentielle des images sacrées s'ouvrant aux suggestions des « grands », en particulier Raphaël avec lequel il s'est lié au cours des années de son séjour florentin.
Un voyage à Venise enrichit sa palette comme en témoigne le retable Éternel en gloire entre les saintes Marie de Magdala et Catherine de Sienne (1508), caractérisé par une éloquence austère et ordonnée. Dans le Mariage mystique de sainte Catherine de Sienne (1511), il reprend le schéma de la Madone au baldaquin de Raphaël, en amplifiant la monumentalité des figures et variant davantage les attitudes des personnages.
Un voyage à Rome lui permet de voir au Vatican les œuvres de Michel-Ange et Raphaël qui, aux dires de Vasari, le troublent à un tel point qu'il finit par se replier sur lui-même, diminuant sa vigueur et son enthousiasme innovant.

### Andrea del Sarto

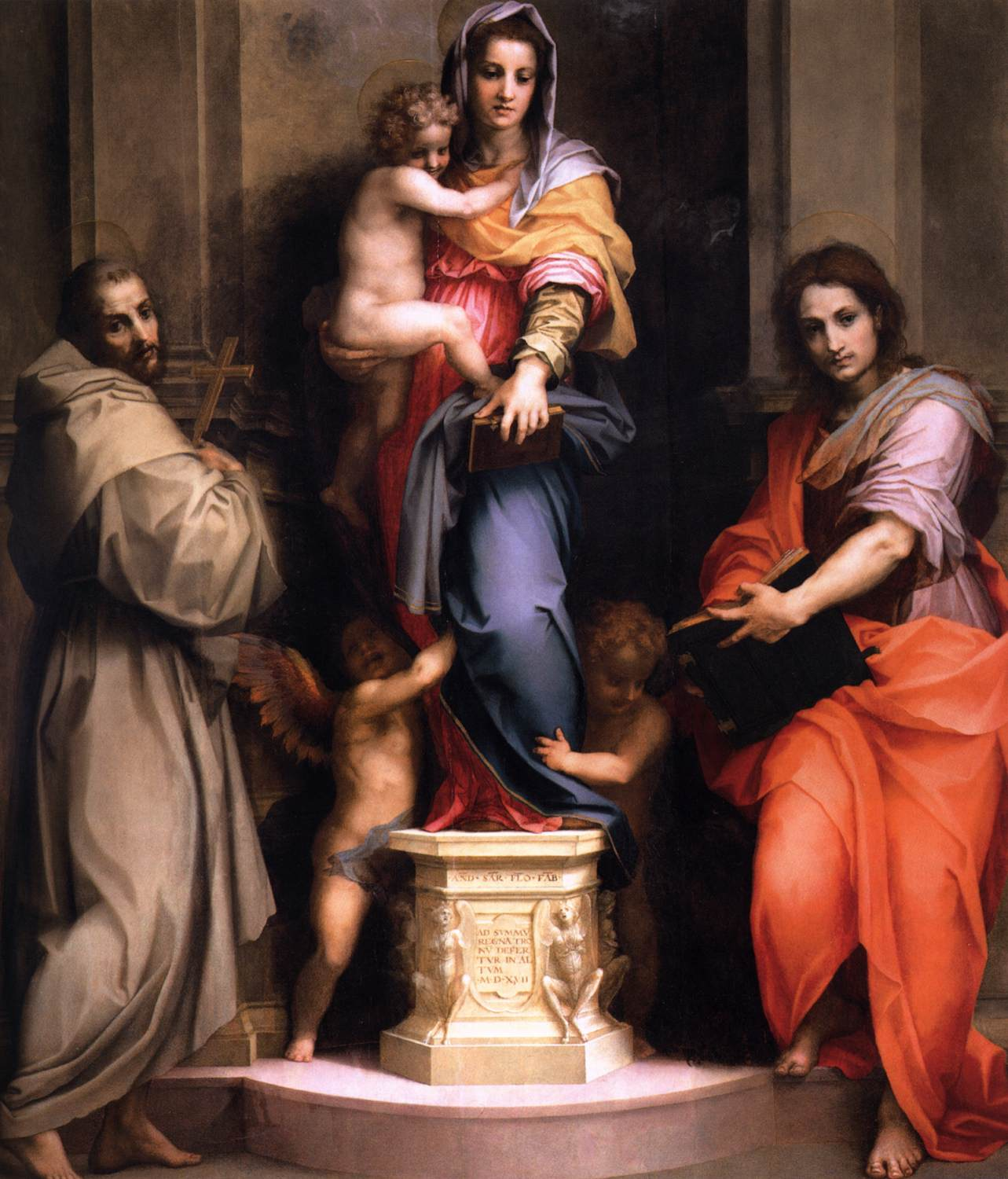
Andrea del Sarto, La Madone des Harpies (1517).

Même pour Andrea del Sarto, formé dans l'atelier de Piero di Cosimo, le point de référence est les œuvres des trois « génies » à Florence.
Expérimentant de nouvelles iconographies et techniques, ses premiers travaux se trouvent dans le Chiostrino dei Voti de la basilique de la Santissima Annunziata et dans les fresques monochromes du cloître du Scalzo à Florence. La modernité de son langage, le style narratif et les rythmes bien ordonnés en font rapidement le point de référence pour un groupe d'artistes contemporains comme Franciabigio, Pontormo et Rosso Fiorentino, lesquels au cours des années 1510 forment une école dite scuola dell'Annunziata antagoniste de celle du couvent San Marco de Fra Bartolomeo et Mariotto Albertinelli, aux accents stylistiques plus solennels et calmes.
Andrea del Sarto sait concilier le clair-obscur de Léonard, le plastique de Michel-Ange et le classicisme de Raphaël grâce à une exécution impeccable, libre et souple dans le modelé qui lui vaut l'appellation de pittore senza errori (« peintre sans erreurs »). Sa Cène au réfectoire de San Salvi reste un modèle du genre, une fresque qu'il mettra 16 ans à peindre.
En 1517, il réalise son chef-d'œuvre La Madone des Harpies, avec ses couleurs pâles et la monumentalité bien calibrée sans forcer sur l'anatomie comme ses jeunes collègues.
En 1518-1519, il rejoint la cour de François Ier de France. À Fontainebleau, il travaille dans le sillage de Léonard âgé qui meurt en 1519. Il réalise diverses œuvres perdues ainsi que La Charité, signée en 1518, œuvre typique de la culture florentine avec une construction en pyramide et au plastique figuratif. Un certain mal-être abrège la présence en France de l'artiste faisant de son séjour une « occasion manquée » (il restera redevable au roi François des sommes avancées), selon Vasari, rappelé à Florence par son épouse.
À Florence, il se tourne progressivement vers la révision d'anciens motifs dont il confie l’exécution à son atelier, exception faite de quelques œuvres comme la Vierge en gloire avec quatre saints (1530) conservée à la galerie Palatine du Palazzo Pitti dont les caractéristiques anticipent les motifs dévots de la seconde moitié du siècle.

### Pontormo

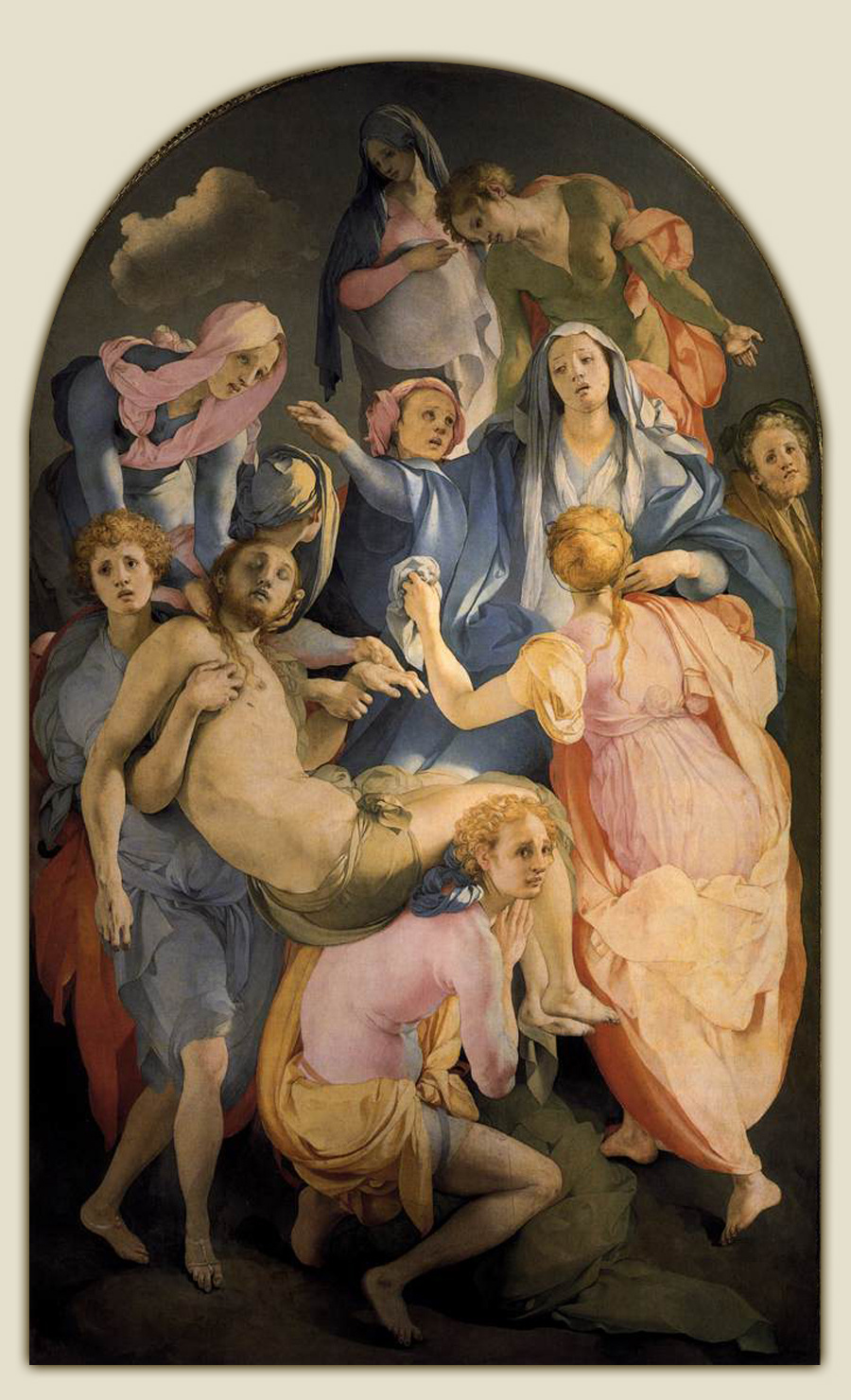
Pontormo, La Déposition (1526-1528).

Jacopo Pontormo imite tout d'abord le style narratif et les rythmes bien ordonnés de son maître Andrea del Sarto, puis engage un processus de renouvellement des schémas traditionnels. L'organisation spatiale et narrative des épisodes devient plus complexe que celle de ses collègues, comme dans Joseph en Égypte. La Pala Pucci (1518) est encore plus innovante. La structure traditionnelle en pyramide de la Conversation sacrée est bouleversée avec une disposition des figures le long de lignes diagonales et les expressions des personnages aux yeux écarquillés et aux expressions inquiètes qui rappellent néanmoins Léonard.
Jacopo Pontorno étudie méticuleusement ses sujets, l'œuvre est le résultat d'un travail cérébral dont les figures possèdent une beauté suspendue et cristallisée.
En 1521, il réalise Vertumne et Pomone, une scène bucolique en style classique pour une lunette de la villa médicéenne de Poggio a Caiano. De 1522 à 1525, il réside dans la chartreuse de Florence, où il est l'auteur d'une série de fresques inspirées des incisions d'Albrecht Dürer. Ce choix du modèle nordique, déjà très populaire dans toute l'Italie septentrionale, entérine sa rupture avec les canons traditionnels de la Renaissance florentine. Ce choix de nouvelles idées réformatrices provenant d'Allemagne est critiqué par Giorgio Vasari.

### Rosso Fiorentino

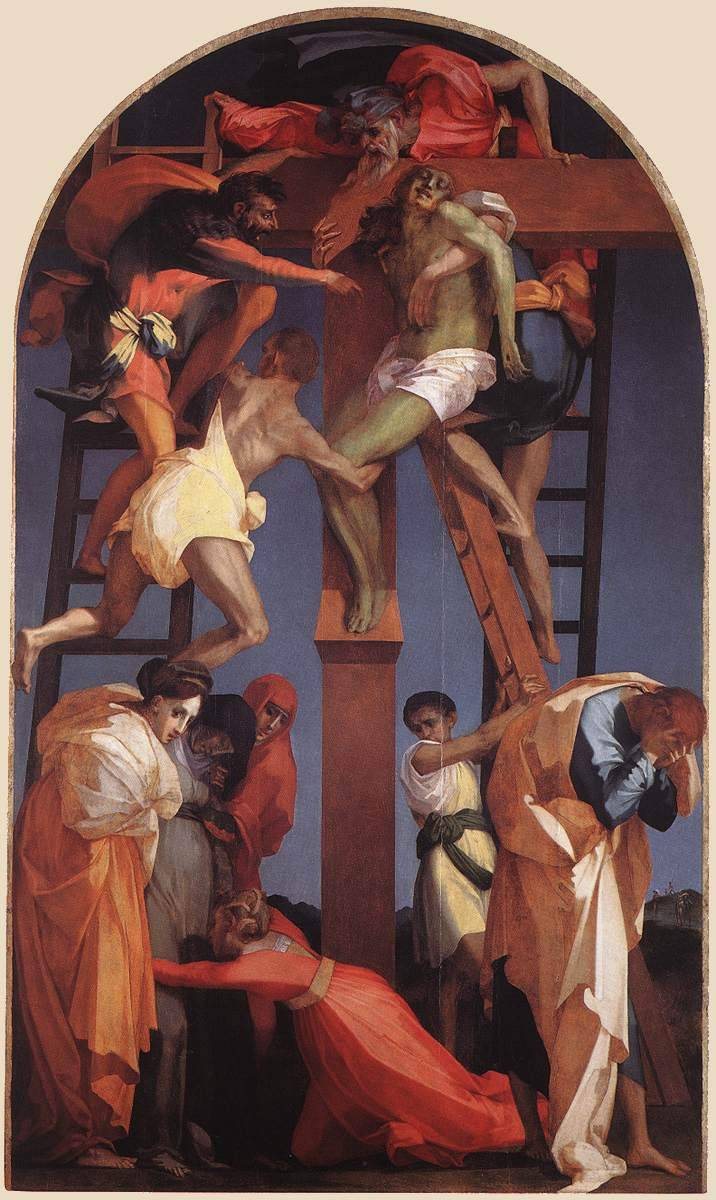
Rosso Fiorentino, Déposition de Croix (1521).

Rosso Fiorentino, lui aussi élève d'Andrea del Sarto, partage le parcours artistique de Pontormo jusqu'en 1523 quand il quitte Florence pour Rome. Il participe à toutes les innovations de la période en révisant les concepts de la tradition. Il s'attache à la déformation expressive, presque caricaturale en puisant dans les œuvres de Filippino Lippi et Piero di Cosimo. Son chef-d'œuvre, la Déposition de Croix (1521) conservée à la Pinacothèque communale de Volterra, révèle ses recherches de formes synthétiques. Dans cette peinture, l'implantation des personnages est régie par un entrelacement de lignes presque paradoxales, comme la double direction des échelles posées contre la croix. Divers personnages qui ont des expressions forcées font des gestes frénétiques et exaltés.
En octobre 1530, Rosso Fiorentino rejoint la cour de François Ier. Il est considéré comme le fondateur de la première école de Fontainebleau qui lance la Renaissance française dans l'art de la peinture.

### Michel-Ange à San Lorenzo
En 1515, la visite solennelle du pape Léon X (Jean de Médicis, fils de Laurent le Magnifique), dans sa ville natale signe le retour de la signoria médicéenne après la parenthèse républicaine. Les meilleurs artistes citadins participent à la réalisation d’apparats décoratifs éphémères. Jacopo Sansovino et Andrea del Sarto réalisent la façade éphémère pour la cathédrale inachevée,. Ce travail impressionne le pontife, qui peu après lance un concours pour la réalisation d'une autre façade restée inachevée, celle de la basilique San Lorenzo patronnée par la famille Médicis,. Des projets présentés, entre autres par des artistes comme Giuliano da Sangallo, Raphaël, Jacopo et Andrea Sansovino, le pape choisit finalement celui de Michel-Ange, caractérisé par un profil rectangulaire différent de la forme dite « à pignons » des nefs de la basilique,. Le projet qui prévoit aussi un vaste décor formé de sculptures en marbre et bronze est mis en œuvre fin 1517, mais une série d’évènements liés à l'approvisionnement en matériaux ralentit les travaux et font grimper les coûts.

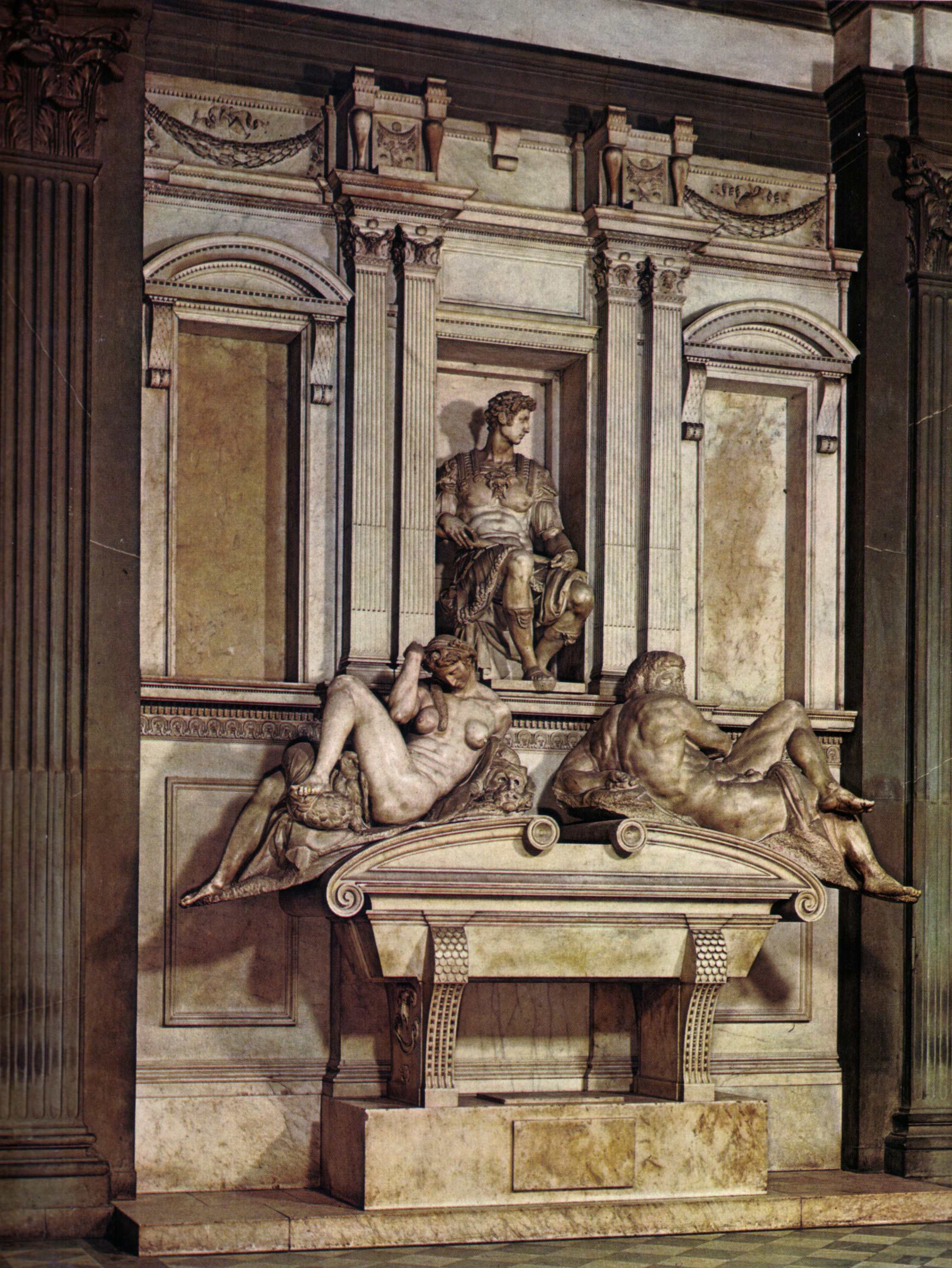
La Tombe de Julien, duc de Nemours.

En 1519, Laurent, duc d'Urbin et neveu du pape meurt après le décès de Julien, duc de Nemours, mettant en péril la dynastie. Le pape change de projet et décide de faire édifier une chapelle funéraire connue comme Sagrestia Nuova Michel-Ange est chargé du projet,.
Déjà, en 1520, une lettre de l'artiste, dans laquelle il se plaint du retard pris dans le projet de la façade, rappelle que les études pour la chapelle sont commencées,,. De forme analogue et symétrique à la Sagrestia Vecchia de Brunelleschi, réalisée un siècle auparavant, la nouvelle chapelle est destinée à accueillir les tombeaux des deux ducs de Laurent et Julien, respectivement père et oncle du pape,.
Dans un premier temps, Michel-Ange présente un projet à plan central qui reprend le schéma du premier projet du tombeau de Jules II, néanmoins le manque d'espace nécessite une solution alternative avec les monuments funéraires placés contre les parois,. Pour ce qui est de l'architecture, le schéma des parois se différencie du modèle de Brunelleschi par l'insertion des fenêtres dans un espace intermédiaire entre la paroi inférieure et les grosses lunettes au-dessous de la coupole. Les tombes sont accolées aux parois avec les statues dans les niches et prennent la forme d'édicules au-dessus des portes et des fenêtres,,.
En 1521, la mort du pape a pour conséquence une première suspension des travaux,. Ceux-ci reprennent avec l'élection de Clément VII (Jules de Médicis), puis sont interrompus en 1527 à la suite du sac de Rome et de la dernière instauration de la République à Florence.
En 1530, la ville est reprise par les Médicis et Michel-Ange reprend frénétiquement les travaux jusqu'en 1534, année de son départ définitif pour Rome. Il réalise ainsi les statues des deux ducs en style classique sans s'attarder sur l'aspect portraitiste et les quatre Allégories du Temps, figures allongées de la Nuit, du Jour, du Crépuscule et de l'Aurore, complémentaires par le thème et la pose, ainsi que la Madone Médicis. Le thème général est celui de la survie de la dynastie medicéenne et le réconfort apporté par la religion (la Madone) vers laquelle sont tournés éternellement les regards des deux ducs. Les autres allégories figuratives (des fleuves) resteront en suspens, tout comme les bas-reliefs en bronze et les fresques qui devaient probablement décorer les lunettes,.
À partir de 1524, les travaux de la sacristie s'entremêlent avec ceux d'un autre grand projet à San Lorenzo, celui de la Bibliothèque Laurentienne, sur commande de Clément VII. La salle de lecture, reprenant celle de Michelozzo à San Marco, possède un développement longitudinal et de nombreuses fenêtres sur tous les côtés sans faire appel à la partition en nefs. La membrure des parois et la copie conforme du plafond et du pavement créent un balayage géométrique de l'espace en conflit avec les violents contrastes plastiques et la forte verticalité du vestibule,.
Comme le rappelle Vasari, les architectures de Michel-Ange à San Lorenzo ont une forte influence sur la culture artistique de l'époque, car elles introduisent le thème des « licenze » dans le langage architectural classique.